# タラワの戦い
タラワの戦い（たらわのたたかい、英語: Battle of Tarawa）は太平洋戦争の戦いの一つで、1943年11月にギルバート諸島のタラワ島で勃発した日本軍とアメリカ軍の間の戦いである。11月20日にタラワ島に18,600人のアメリカ第2海兵師団が上陸し、第3特別根拠地隊の柴崎恵次司令官率いる4,600人（うち戦闘部隊は2,600人）の日本軍守備隊と交戦、戦闘は4日間続き、アメリカ軍は大きな損害を被りながらも、タラワ島の攻略に成功した。そのあまりの苦戦ぶりにアメリカ国内で大きな衝撃が走り、アメリカ史上の名高い激戦となる、レキシントン・コンコードの戦い、フランボロー岬の戦い、アラモの戦い、リトルビッグホーンの戦い、ベローウッドの戦いと並ぶとも評され、この後の水陸両用作戦の大幅な改良を余儀なくされた。
タラワとは現在のキリバス共和国にある環礁の総称であり、正確には、戦いが繰り広げられたのはタラワ環礁のなかのベティオ島であるが、以下はベティオ島のことをタラワと呼ぶ。

## 背景

### 日本側

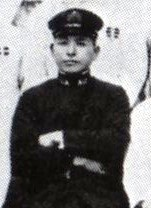
柴崎恵次少将

一方、日本軍は開戦直後にギルバート諸島を攻略したが、マキン環礁にわずかに守備兵を置いたほかは、タラワなどには部隊を駐留させなかった。この脆弱な守備態勢を見直すきっかけとなったのが、1942年（昭和17年）8月17日、221名のアメリカ海兵隊が2隻の潜水艦に分乗してマキンに奇襲上陸した事件であった。この攻撃は日本軍の戦線を攪乱させるために行われた作戦だが、これによりかえって日本軍にギルバート諸島の戦略的な重要性を気づかせることとなった。しかし、ガダルカナルの戦いでの敗戦以降、戦局が悪化しており、特にダグラス・マッカーサー率いる連合国南西太平洋軍がニューギニアの戦いを有利に進めて、南太平洋の日本軍最大の拠点ラバウルに圧力を強めているなかで、日本陸軍は中部太平洋方面への兵力配置には消極的であり、ギルバート諸島の防衛は日本海軍の担当とされた。日本海軍は横須賀第6特別陸戦隊などを送って、1943年（昭和18年）2月15日にはギルバート方面を担当する第3特別根拠地隊（横須賀第6特別陸戦隊改編）を新編成し、地上防護施設や航空施設の増強を始めた。さらに、1943年（昭和18年）3月12日には、佐世保第7特別陸戦隊を送って守備隊の増強を図った。主戦力となった佐世保第7特別陸戦隊は、九五式軽戦車なども装備する海軍陸戦隊としては精鋭の部隊だった。
その後も大本営でギルバート諸島に陸軍部隊を配置するべく調整が続けられたが、ガダルカナル島での海軍に対する不信感から、陸軍は海軍占領地への陸軍部隊の派遣を躊躇し続けていた。しかし1943年3月になってようやく、1年以内という時限付きで、ギルバート諸島に陸軍部隊を派遣することが決定された。4月12日には中部地方部隊（歩兵第34連隊、歩兵第6連隊、歩兵第68連隊、歩兵第18連隊）から各1個中隊の戦力を抽出して、南海第一守備隊と南海第二守備隊が編成されて、中部太平洋に派遣されることとなった。そのうち、ギルバートに送られる予定であった南海第一守備隊の戦力は、指揮官の藤野孫平陸軍中佐を含めて801人（本部、歩兵4個中隊〔1コ中隊は、小銃3コ小隊と第4小隊〈機関銃1、速射砲1、大隊砲1〉〕、砲兵1個中隊、診療班）と強力なものであったが、5月23日にヤルート付近で、アメリカ軍潜水艦「ポラック」の雷撃を受けて、乗船していた特設巡洋艦「盤谷丸」は沈没し、南海第1守備隊は指揮官の藤野以下500人が戦死してしまい、生存した301人もそのままヤルートに上陸して、ギルバート諸島への派遣は中止となった。
その後も陸海軍間でギルバートへの追加の戦力派遣の協議が行われたが、5月末にはアッツ島の戦いで日本海軍の支援を殆ど受けることもなく守備隊が玉砕すると、陸軍の海軍に対する不信感はさらに増して、参謀総長の杉山元大将は「アンダマン諸島とニコバル諸島は陸軍作戦に関係があるから陸軍部隊を出してもよいが、ギルバートは海軍で担当してもらえ」と突っぱねている。その後に陸海軍作戦課と連合艦隊参謀も入れた、離島防衛方針の協議が続けられた。協議を重ねるに従って、太平洋上の離島守備の重要性については、陸軍も無視することはできず、最終的には中部太平洋諸島への陸軍部隊増強が決定したが、ギルバート諸島の防衛は引き続き海軍が責任を持つということに決した。
陸軍の増援が得られない第3海軍根拠地隊は、タラワに強固な陣地を構築することでアメリカ軍の侵攻に対抗しようとしたが、セメントや金属といった永久要塞の構築に不可欠な資材は不足していた。わずかな資材も戦闘指揮所の他は、日露戦争で活躍した装甲巡洋艦「春日」や「日進」から取り外してきた20.3cm/45式41号艦砲を海岸砲として据え付けるために使用すべしと命じられていた。この20cm砲は骨とう品のような旧式なものであり、指揮装置は一切なく、発射速度も6分ごとに1発という有様であったが、しっかりと砲台が構築されていたおかげか、なかなか撃破されずに、アメリカ軍が上陸してからもしばらくは散発的ではあるが、アメリカ軍の支援艦艇やアムトラックに対して砲撃を続けている。

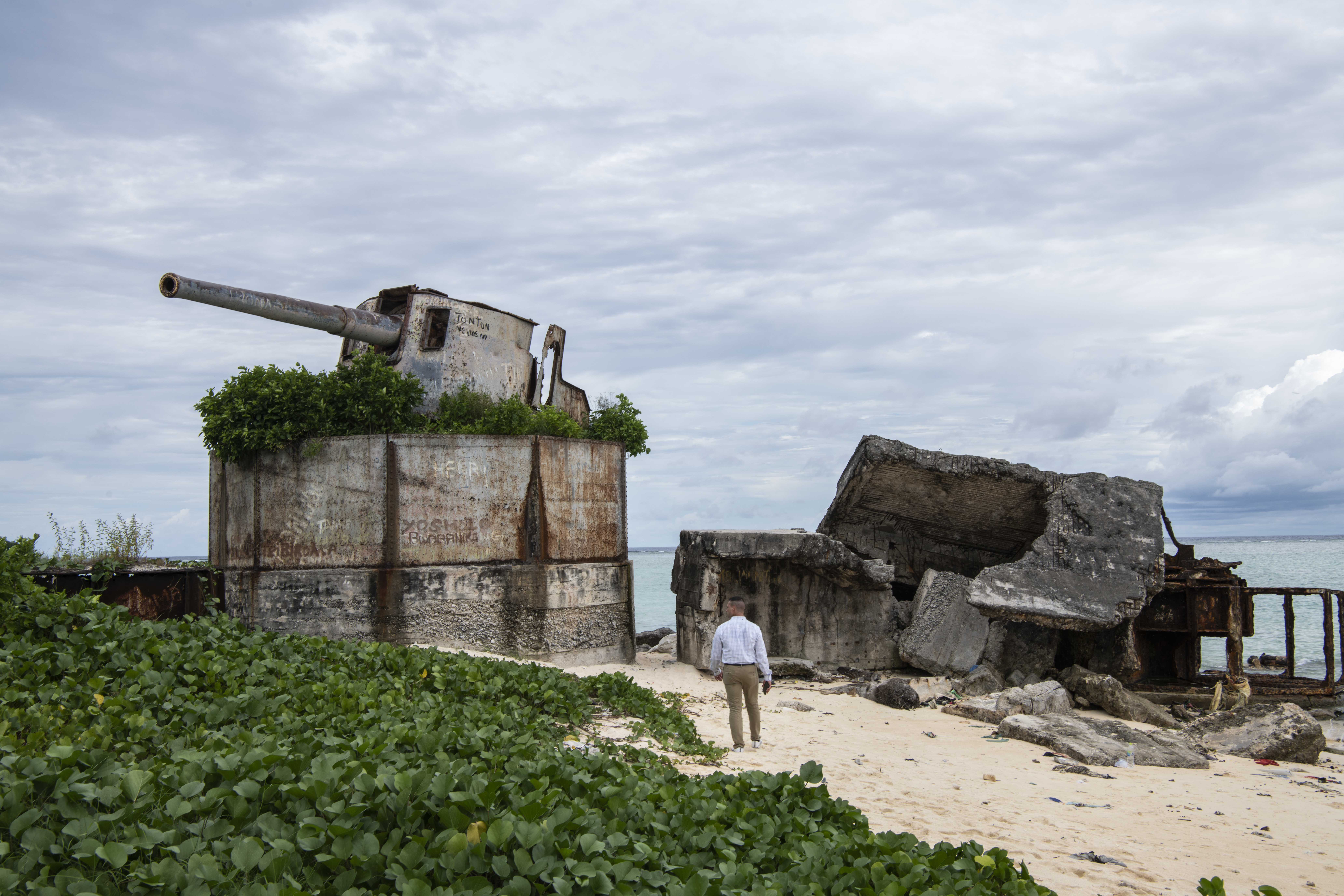
タラワに設置された日本軍の20cm砲

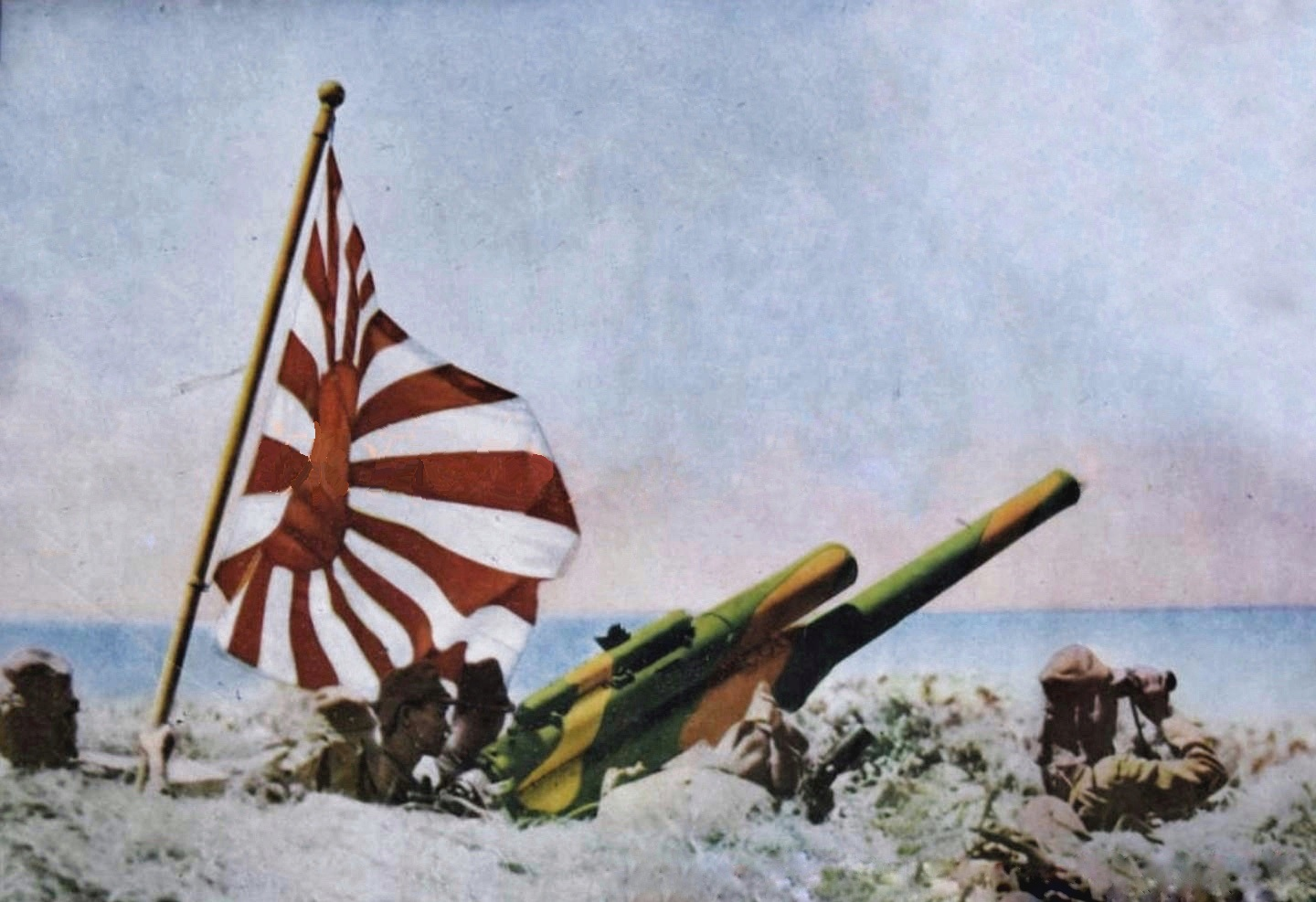
タラワの四十口径三年式八糎高角砲の砲座

永久要塞構築のための資材が送られてくる目途は全くなかったので、第3海軍根拠地隊は現地にあるものでの陣地構築を余儀なくされた。そこで多用されたのが椰子の木であった。ベティオ島だけではなく、環礁内の小島にも兵を派遣して伐採し、丸太に加工してから、築城資材として使用した。しかし椰子は現地住民の財産で貴重な食料源でもあり、むやみに伐採することはせず、高く成長しすぎて椰子の実もあまり実らなくなった古木を、現地住民に選別してもらって伐採していた。各部隊は競うように陣地構築を続け、鉄道レールなどの金属やセメントをふんだんに使用して構築された、強固な地下戦闘司令所、地表表面に360度旋回可能の砲台に備え付けられた20cm砲4門、飛行場滑走路両端に設置された連装の四十口径八九式十二糎七高角砲の他は、大量の椰子の丸太を有効に活用し、海岸線に丸太で組んだ防壁が設置され、海中にも丸太と角材を二重にしばりつけた防塞が置かれた。さらには、各種高射砲座も椰子の丸太を活用して作られたほか、半地下式のトーチカも建設された。この半地下式トーチカは直径20cm以上の丸太を2mの幅で2段に重ね、その中間に岩や土を詰め込んだものであり、各トーチカは地下壕で連絡されていた。さらにすべてのトーチカは射線が有機的に連携しており、死角がまったくなかった。これらの陣地はのちに、タラワに侵攻してきたアメリカ海兵隊の総指揮官であったホーランド・スミス少将から「こんな堅固な陣地は今まで見たことがない」と驚かせ、敵のアメリカ海兵隊員からは「この陣地に我々アメリカ海兵隊が2個大隊が立て籠もれば、たとえ地獄の中で氷が一面に張り詰めても（どんなことがあってもという意味）この島を守り抜ける」と言わせたほどであった。
ギルバートを防衛する第3特別根拠地隊司令官は友成佐市郎少将であったが、元々は重巡洋艦羽黒や戦艦霧島の艦長を歴任するなど、艦船指揮には精通していたが陸戦隊の指揮は全くの素人であったことや、隊内では主席参謀と対立して司令部の雰囲気を陰鬱にして、最終的には主席参謀が自殺をしてしまったり、敵の侵攻が近い最前線であるのにもかかわらず、茶道を愉しむために茶室をわざわざ作らせるなど、目に余る行動も見られたので、1943年7月20日付で体調不良を理由に司令官を更迭され、代わりに柴崎恵次少将が着任した。
柴崎は前任の友成とは異なり、漢口方面特別根拠地隊副長兼参謀や上海海軍特別陸戦隊参謀長 兼上海根拠地隊参謀長を歴任し、陸戦の指揮に精通していたうえ、自らも柔道、剣道、弓道などの有段者であり、武道を極めていた。特に弓道が得意で、普通の人では弦さえ引けないような強弓を易々と操り、さらに毎日その稽古を怠らなかった。柴崎は、海軍内で豪傑で活きのいい闘将と武名が轟いていたが、一方で、情に厚く、部下想いの仁将で、部下からの人望も厚く、まさにうってつけの司令官の着任に第3特別根拠地隊の司令部はわきたった。佐世保鎮守府第7特別陸戦隊第1中隊長であった谷浦英男も、かつて漢口方面特別根拠地隊で部下として仕えた際に、一緒に豪遊した経験もあってその愛すべき人物面を熟知しており、その着任を喜んでいる。
柴崎の着任で第3特別根拠地隊の空気は一新された。柴崎はこれまでの陣地構築に加えて、陣地のみに頼るのではなく、連日兵士たちに厳しい訓練を課して戦闘力の底上げを図った。いかなるケースの敵の上陸にも対応できるように、払暁や夜間など時間を問わず猛訓練を行っていった。柴崎の的確な指導に基づく訓練により、戦闘員 2,601人に加えて、設営隊の軍属　2,000人も精強な海軍陸戦隊兵士として鍛えられていった。また、海軍陸戦隊の荒くれ者たちが狭い小島で毎日陣地構築や訓練に明け暮れていたため、ストレスがたまり些細なことで諍いが起こるようになるのを見た柴崎は、自分も武道家であったので、部隊に武技を奨励し、司令官賞まで設けて柔道、相撲、剣道、銃剣道などの大会を定期的に開催した。このおかげで無用な諍いは減り、各部隊の団結力と各兵士の精強度は一層に高まった。
しかし、柴崎は厳しいばかりではなく兵士の福利厚生にも気を配っていた。厳しい訓練の合間を縫って、2か月ごとに兵士たちによる演芸会を開催した。わざわざガリ版のプログラムまで作成し、手作りの舞台のうえで多くの兵士が歌や寸劇や剣劇や楽器演奏などを披露して大いに盛り上がったという。このときばかりは柴崎以下無礼講で、参加者はつかの間の戦争を忘れて、大いに笑って騒いだが、多くの兵士が遠く日本にいる家族のことを想い出していた。柴崎はこの演芸会を開催した目的を妻に宛てた手紙で以下の様に説明している。
こうして、入念に構築された陣地と徹底的に鍛えられた精兵を柴崎は誇り、「たとえ、100万の敵をもってしても、この島をぬくことは不可能であろう」と豪語していた。

### 連合国側

タラワ環礁の衛星写真、左下がベティオ島

ソロモン諸島の戦いで勝利を収め、ニューギニアでも順調に進撃をしていた連合軍は日本本土に向けて進撃路を検討していた。太平洋戦線においては、ダグラス・マッカーサー大将率いるアメリカ陸軍が主力の連合国南西太平洋軍（SWPA）と、チェスター・ニミッツ提督率いるアメリカ海軍、アメリカ海兵隊主力の連合国太平洋軍（POA）に指揮権が分割されていたが、マッカーサーはこれまで成功してきた、正面攻撃を避け日本軍の脆弱な所を攻撃するといった「リープフロッギング（蛙飛び）作戦」で、ニューギニアからフィリピンという比較的大きい陸地を攻めあがっていくという主張をしていたのに対し。ニミッツら海軍側は従来からの対日戦ドクトリンである「オレンジ計画」に準じ、中部太平洋を太平洋の島嶼沿いに西進し日本本土に接近するという作戦を主張して譲らず、1943年5月に開催された第3回ワシントン会談で、太平洋を2方面から進撃するという作戦計画が実施されることとなった。
アメリカ海軍の作戦計画は、日本軍が固く防備している太平洋上の島々を、一撃離脱の攻撃ではなく大規模な水陸両用作戦によって、順次攻略しながら日本本土に向けて攻めあがって行こうとする、これまでの戦史上初めての野心的な試みであり、これを可能にしたのは続々と就役していた空母であった。アメリカ海軍の幕僚は「空母と空母艦載機が、敵の陸上基地航空戦力の脅威下にさらされた場合は不利だという考えは、我が軍が空母の大艦隊を動員できるときは修正の必要がある」「我が方に地上基地航空隊の支援がない場合は、空母艦載機が、島嶼要塞に対する上陸作戦を支持、援護しうると見て差し支えない」と断じるほど、大量の空母によって編成されるアメリカ軍の機動部隊に絶大な信頼を寄せていた。そして、マッカーサーによる進撃ルートよりは、ニミッツの進撃する太平洋正面ルートの方が「戦略的に見て、中部太平洋ルートが決定的である。このルートで勝てば日本本土を南方の海外帝国領から分断しうることは間違いない」と、戦争の勝利に決定的な意味を持つとしていた。
1943年8月21日から、カナダのケベックで連合国首脳によるケベック会談が開催され、中部太平洋への侵攻作戦の具体案が決定した。ニミッツ指揮下の海兵隊が中部太平洋を進み、まずは、ギルバート諸島のマキン、タラワ、アベママの3環礁を攻略して、進攻の拠点として、次いで西方に転じて、クェゼリン、エニウェトク、グアム、サイパン、ペリリューへと前進し、マッカーサーはビスマルク諸島とニューギニアを攻略して、両軍はフィリピンか台湾で一本になると決められた。このような連合国の会議では、これまではイギリス首相のウィンストン・チャーチルがナチス・ドイツを打倒するまではヨーロッパ戦線を優先すべきと主張し、ヨーロッパ戦線と太平洋戦線の戦力比に格差をつけられていたが、ジョージ・マーシャル陸軍参謀総長とアーネスト・キング合衆国艦隊司令長官兼海軍作戦部長は「日本軍を過小評価している」と強く主張、太平洋方面の連合軍戦力倍増を認めさせ、雄大な2正面作戦が決定した。
ギルバート諸島の攻略作戦は「ガルヴァニック作戦」と名付けられ、この作戦のために新たに第5艦隊が編成されて、司令にはミッドウェー海戦の英雄レイモンド・スプルーアンス中将が任じられた。第5艦隊は一番近い連合軍拠点から700マイル以上も離れた目標に対して、これまでのアメリカ軍史上最大の上陸作戦を実施することとなった。空母19隻、高速戦艦5隻、旧式戦艦7隻を主力とする強力な支援艦隊に護衛された200隻もの艦艇が、兵員35,000人、車両6,000輌、物資117,000トンを搭載してギルバート諸島に向かうこととなった。
タラワを攻略する任務を与えられたのはアメリカ第2海兵師団となったが、同師団はガダルカナル島の戦いで日本軍を打ち破った原動力となった栄誉ある師団で、所属するアメリカ海兵隊員たちも日本軍との激戦を潜り抜けてきた精鋭ぞろいであった。共にガダルカナルで戦ったアメリカ第1海兵師団と大量の勲章を分け合ったのちに、ニュージーランドの首都ウェリントンに向かって、戦力の補充と休養に加えて、敵前上陸作戦のための猛訓練を行った。アメリカ第2海兵師団の精鋭たちはその猛訓練にも耐え、さらにその精強度は向上したが、その訓練プログラムは1930年代に海兵隊上層部で検討された原則に基づくものであった。
ウェリントンでの訓練中に、上陸部隊を指揮する予定であった第2海兵連隊長のウィリアム・W・マーシャル大佐がプレッシャーもあってノイローゼとなってしまい、急遽、デビット・シャウプ中佐が大佐に昇進し、上陸作戦を指揮することとなった。シャウプはガダルカナル島の戦いに次いでニュージョージア島の戦いにも従軍して負傷した経験もあった。部下の海兵隊員からは「自分らが知っている限りで、最も勇敢、最も大胆、最も武人らしい海兵隊将校」とも評され、敬意と親愛の情を込めて“デイヴ”・シャウプと呼ばれていた。

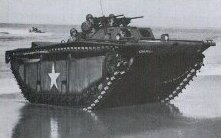
従来型より装甲と武装が強化されたアムトラックのLVT2型

シャウプら前線部隊が訓練に明け暮れている間、師団長のジュリアン・スミス海兵中将は、戦力と上陸支援の増強を直訴するために真珠湾を訪れ、水陸両用作戦の首脳陣であった リッチモンド・ターナー海軍少将やホーランド・スミス海兵隊少将にかけあった。アメリカ軍は敵前上陸作戦のために、ガダルカナル侵攻に先立ってアムトラック（Amtrak）と呼ばれる水陸両用車を開発していた。従来の上陸作戦では上陸用舟艇で上陸する兵士を浅瀬まで運び、その後兵士が海水に浸かりながら徒歩で海岸まで上陸する必要があったが、自走可能なアムトラックは海岸まで兵士を運ぶことができた。今回の上陸作戦はガダルカナルのときより遥かに困難が予想されたため、ジュリアン・スミスはなるべく多くのアムトラックをかき集めてほしいと要請し、現時点でアメリカ軍が保有して可動状態にあるほぼ全部のアムトラックLVT1型に加えて、さらに、ガダルカナル島の戦いの教訓によって装甲が強化されたLVT2型も、アメリカ海軍側の配慮で、工場から直接LST-1級戦車揚陸艦でタラワ島に高速輸送するといった荒業で投入が可能になった。これらの努力でこの上陸作戦に投入されるアムトラックは合計125輌となった。
しかしジュリアン・スミスの要望が通ったのはここまでで、今回の攻略目標であるタラワ島の周囲の小島に砲兵隊を先に上陸させて支援砲撃を行ってほしいという要請に対しては、ホーランド・スミスから小島に別部隊を上陸させれば、上陸艦隊を分散させることとなり、予想される日本海軍の航空機や潜水艦の反撃によって大損害を被る危険性があるとして却下された。さらにジュリアン・スミスを嘆かせたのが、アメリカ第2海兵師団の第6海兵連隊を、同時に侵攻予定であるマキン島への予備戦力として、第5水陸両用軍の指揮下に置くというものであった。戦力増強どころか、逆に戦力を引き抜かれることとなってしまった。アメリカ軍は日本軍の兵力を戦闘部隊2,600人、日本人軍属（建設要員）1,000人、朝鮮人軍属1,200人とほぼ正確に推定していたが、軍属は多少は訓練を受けているとはいえ、全部が戦力にはならないと考えており、実際の兵力は3,000人程度と見積もっていたので、アメリカ第2海兵師団は、4,600人もの日本兵が固く要塞化したタラワ島を、1個師団弱のわずか2倍の兵力で強襲させられることとなった。

## 両軍の兵力

### 日本軍

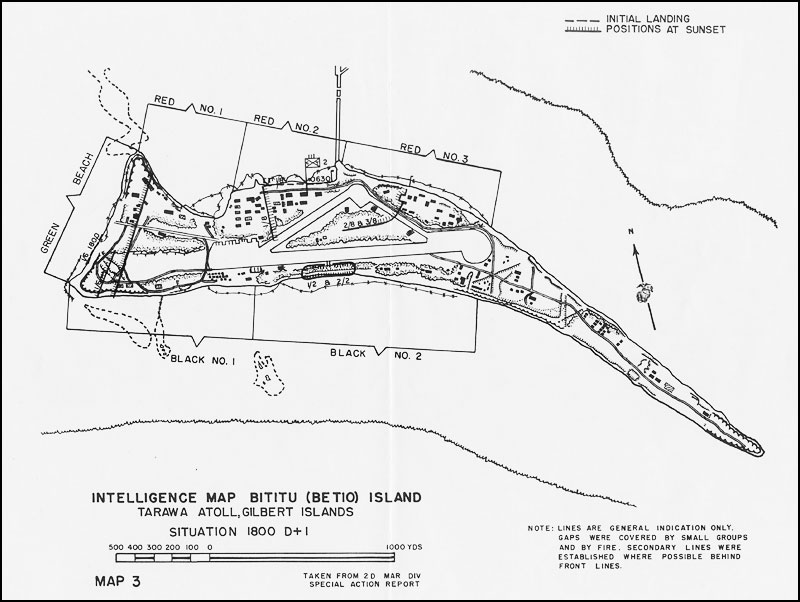
ベティオ島

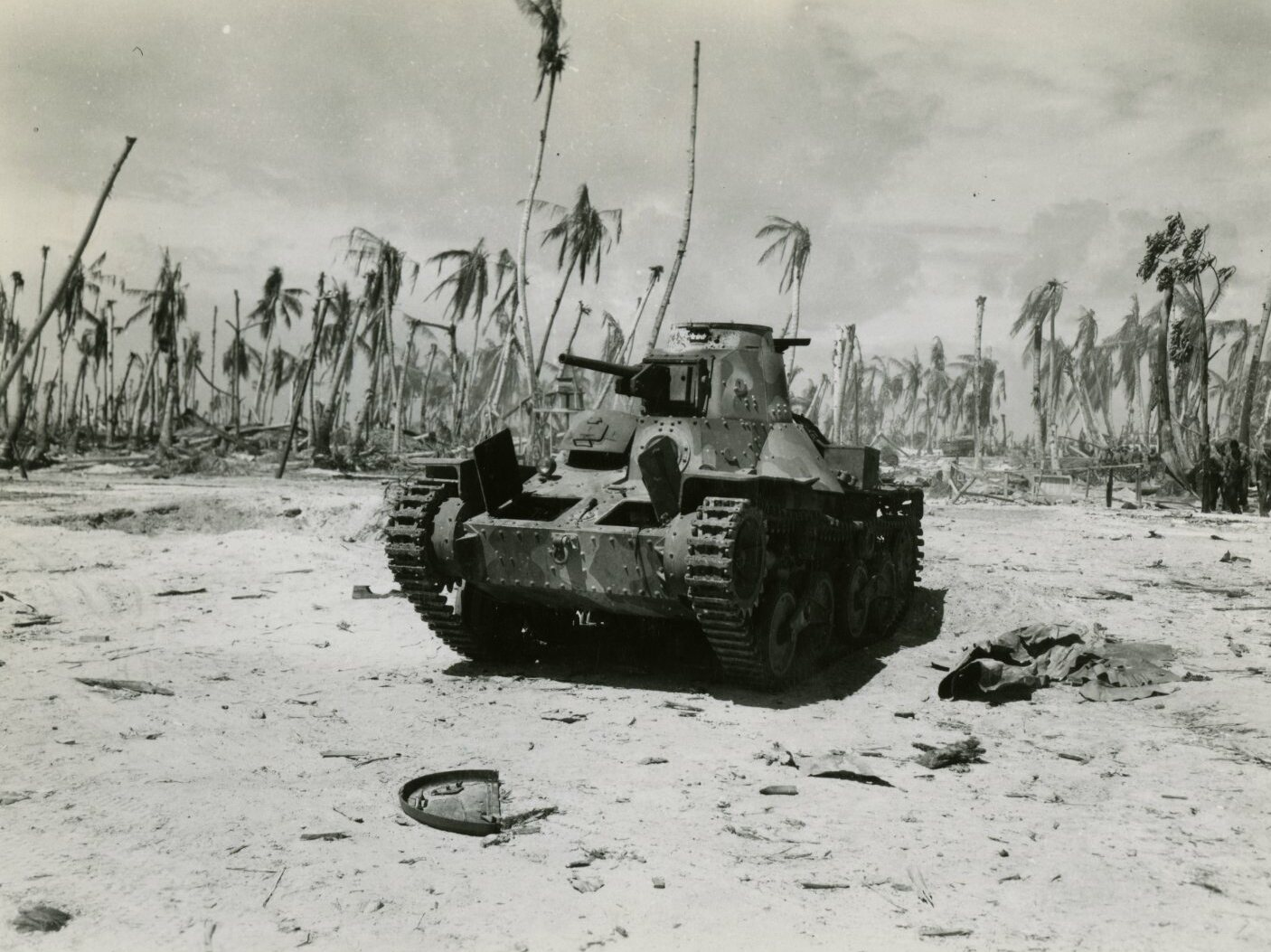
タラワでアメリカ軍に撃破された九五式軽戦車

- 第3特別根拠地隊本隊（柴崎恵次少将）902名[49]～1,059名[50]
- 佐世保第7特別陸戦隊 1,520名（菅井武雄中佐）[51]～1,669名[49]
  - 大隊指揮小隊
  - 小銃中隊
    - 1個中隊：指揮小隊
    - 軽機関銃小隊（軽機関銃、軽擲弾筒）
    - 機関銃小隊（重機関銃、重擲弾筒分隊）

  - 砲隊
  - 海岸砲隊（20.3cm/45式41号艦砲4門[10]、50口径三年式14cm砲4門[10]）
  - 高射砲隊（四十口径八九式十二糎七高角砲4門[10]、八八式七糎野戦高射砲8門[10]、四十口径三年式八糎高角砲6門[10]、九三式十三粍機銃15門[10]）
  - 山砲隊、速射砲隊（山砲、歩兵砲合計12門[10]、九四式三十七粍砲6門[10]）
  - 戦車隊（九五式軽戦車14輌[10]）
  - 輸送隊（トラック、大発、サイドカー）
- 第755航空隊基地員 30名（石原薫少佐）[49]～70名[51]
- 第111設営隊 1,036名（村上功大尉）[51]（主に軍属。朝鮮出身の労務者を含む。）
- 第4建築部タラワ派遣設営班 896名[51]（同上）
- その他軍属21名（気象班や郵便局員など）

合計4,599名～約4,601名

### アメリカ軍
- 中部太平洋部隊：第5艦隊（レイモンド・スプルーアンス 中将）
  - 第50任務部隊（チャールズ・A・パウナル少将）
    - 第50.1タスクグループ（チャールズ・A・パウナル少将）
      - 空母3隻（「ヨークタウン」「レキシントン」軽空母「カウペンス」）
      - 第6戦艦隊、高速戦艦3隻（「ワシントン」「アラバマ」「サウスダコタ」）
      - 駆逐艦6隻

    - 第50.2タスクグループ（アーサー・W・ラドフォード少将）
      - 空母3隻（「エンタープライズ」軽空母「ベローウッド」「モンテレー」）
      - 第6戦艦隊、高速戦艦3隻（「ノースカロライナ」「インディアナ」「マサチューセッツ」）
      - 駆逐艦6隻

    - 第50.3タスクグループ（アルフレッド・E・モントゴメリー少将）
      - 空母3隻（「エセックス」「バンカーヒル」軽空母「インディペンデンス」）
      - 巡洋艦4隻（重巡洋艦「ペンサコーラ」「ソルトレイクシティ」「チェスター」防空巡洋艦「オークランド」）
      - 駆逐艦5隻

    - 第50.4タスクグループ（フレデリック・C・シャーマン少将）
      - 空母2隻（「サラトガ」軽空母「プリンストン」）
      - 巡洋艦2隻（防空巡洋艦「サンディエゴ」「サンフアン」）
      - 駆逐艦4隻

  - 第54任務部隊（進攻軍　リッチモンド・K・ターナー 少将）
  - 第5水陸両用軍団司令部（ホランド・スミス 少将）
  - 第53任務部隊（南方攻撃軍 ハリー・W・ヒル（英語版）少将）
    - 第53.1任務群（掃陸輸送艦、駆逐艦）
    - 第53.2任務群（掃海艇）
    - 第53.4任務群（ハワード・F・キングマン少将）
      - 旧式戦艦3隻（「テネシー」「メリーランド」「コロラド」）
      - 巡洋艦4隻（重巡洋艦「ポートランド」「インディアナポリス」軽巡洋艦「モービル)」「サンタフェ」）
      - 駆逐艦9隻

    - 第53.5任務群
      - 第2海兵師団（ジュリアン・スミス 少将）
        - 第2海兵連隊（英語版）
        - 第6海兵連隊（英語版）（第5水陸両用軍団予備）
        - 第8海兵連隊（英語版）
        - 第10海兵連隊（英語版）（師団砲兵）
        - 第18海兵連隊（英語版）（師団工兵）
        - 第2戦車大隊（英語版）
        - 第2水陸両用大隊（英語版）

    - 第53.6任務群（V.H.ラグズデール少将）
      - 護衛空母5隻（「サンガモン」「スワニー」「シェナンゴ」「ナッソー」「バーンズ」）
      - 駆逐艦5隻

合計、兵員35,000人、艦艇200隻以上

## 戦闘経過

### 上陸前

#### 事前攻撃

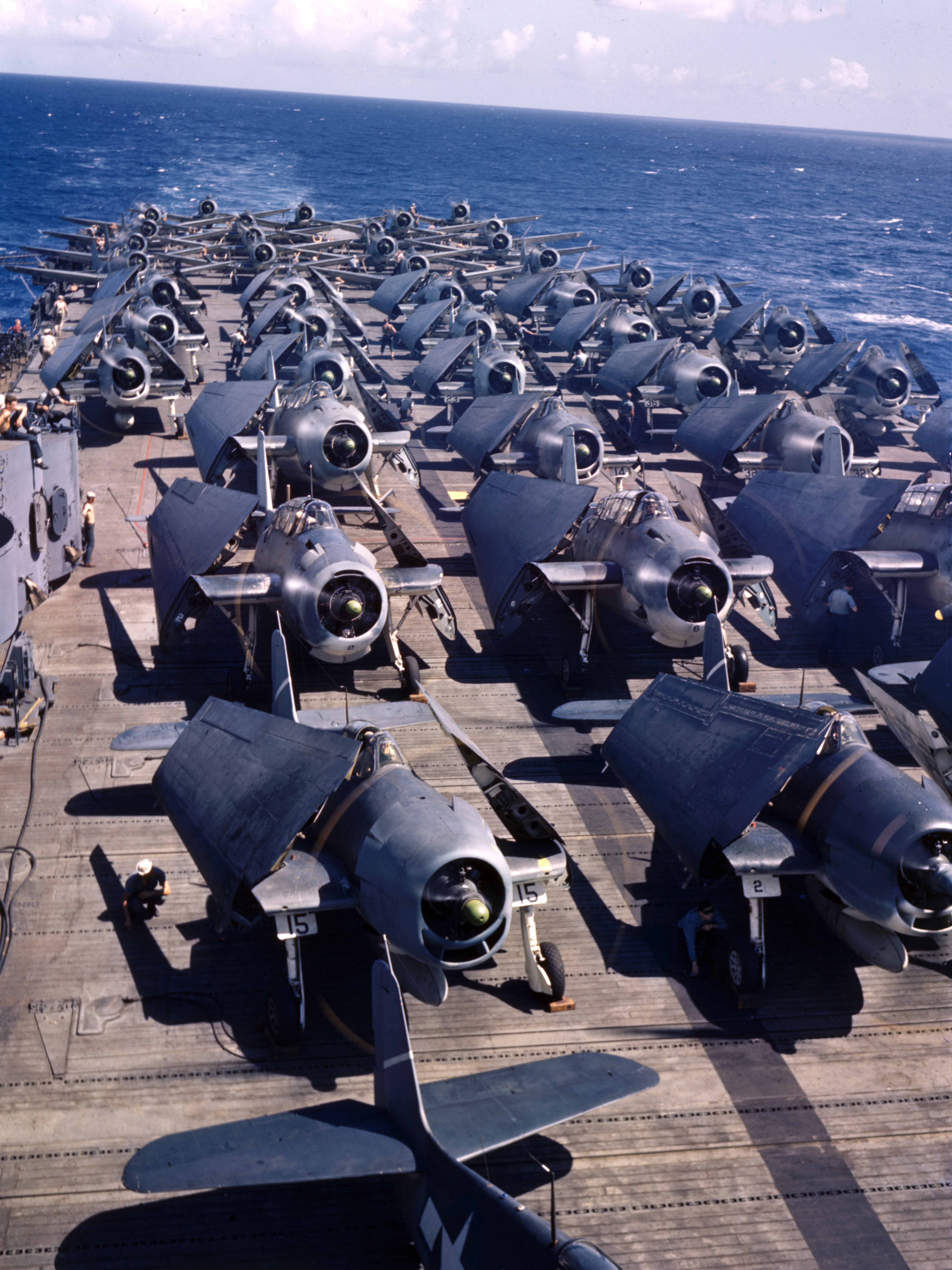
「ガルヴァニック作戦」に参加した正規空母「ヨークタウン」艦上の艦載機

マーシャルとギルバートの飛行場には、陸上攻撃機、戦闘機、飛行艇の各1個航空隊が進出し、積極的な作戦行動を行っていたが、補充も不十分な中で損失が重なり、1943年9月時点では陸上攻撃機と戦闘機で合計45機、飛行艇が10機未満まで戦力が減っていた。それでも、積極果敢な作戦行動を継続しており、9月13日にはタラワの飛行場からも陸上攻撃機15機が出撃して、アメリカ軍のフナフティ島の飛行場を爆撃し、かなりの損害を与えている。9月19日には、アメリカ軍はギルバートを空から叩くべく、カントン島やベーカー島やフナフティ島からB-24合計130機と、第50任務部隊第50.1タスクグループの正規空母「ヨークタウン」「レキシントン」軽空母「カウペンス」の3隻から合計160機が、タラワ、マキン、アパママに3波に渡って来襲してきた。日本軍はカントン島やベーカー島方面に二式大艇を偵察に飛ばしていたが、9月2日、4日、9日と3回に渡ってアメリカ軍艦載戦闘機の迎撃によって未帰還となっており、アメリカ軍空母部隊の接近を事前に掴むことはできなかった。
戦闘機による満足な迎撃もできないまま、先日フナフティ島を攻撃した陸上攻撃機のうち8機が地上で撃破されてしまった。地上部隊も完全な奇襲となったうえ、初めての艦載機による空襲で小型機に対する対空戦闘に不慣れであったこともあり、アメリカ軍の艦載機は縦横無尽に暴れまわり、島の3か所の弾薬庫のうち2か所を焼失させ、糧食倉庫も延焼してしまった。さらにタラワに係留されていた魚雷艇3隻も、環礁外に退避しようとしたところをアメリカ軍艦載機に発見されて撃沈されてしまった。2波、3波目の空襲の頃には守備隊も態勢を整えて、高角砲や対空機関砲の他にも軽機関銃や小銃で激しく対空戦闘を行い、撃墜15機を報告している（アメリカ軍の記録では損失4機）この日の午後にはマーシャルから零式艦上戦闘機12機がタラワに増援に飛来し、翌20日に来襲してきたアメリカ軍艦載機を迎撃し、守備隊兵士が空を見上げるなかで6機を撃墜している。この2日に渡った艦載機により空襲で、タラワ守備隊が受けた損害は陸上攻撃機8機損失、戦死・行方不明189名、戦傷33名、建物の焼失多数、弾薬庫誘爆による大量の弾薬喪失と大きいものとなったが、この空襲で柴崎は現在の陣地が空からの攻撃に脆いことを痛感して、さらなる陣地の強化を図っている。なおB-24による爆撃については、零式艦上戦闘機の迎撃で1機を撃墜、7機を撃破して、損害は殆どなかった。
アメリカ軍は「ガルヴァニック作戦」の開始が近づくと、ギルバートやマーシャルの日本軍飛行場を叩き、航空戦力の殲滅とマキンとタラワの孤立化を図った。ギルバートにより近い、ベーカー島やエリス諸島の諸島に飛行場を造成し、10月9日には使用可能となり、陸上機が繰り返しギルバートやマーシャルの日本軍飛行場を空襲した。南太平洋における日本軍最大の拠点ラバウルもアメリカ軍の度重なる空襲で弱体化しておりもはや反撃する戦力も残されておらず、アメリカ軍の本格的な侵攻を前にギルバートの制空権は完全にアメリカ軍に握られた。

#### アメリカ軍艦隊出撃

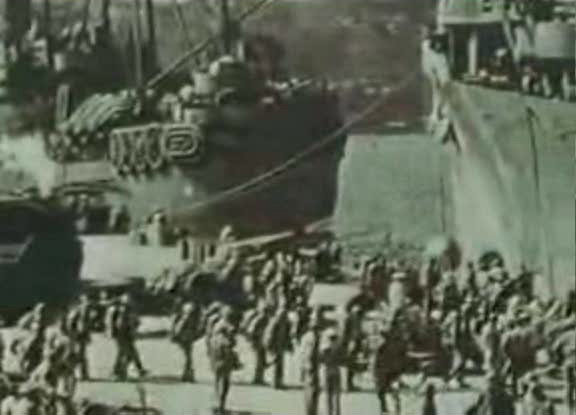
タラワに向けて輸送艦に乗り込むアメリカ第2海兵師団

11月7日にはウェリントンで訓練を受けていたアメリカ第2海兵師団が輸送艦に乗艦していた。機密保持のために行先は知らされておらず、多くのアメリカ海兵隊員はいつも通りの訓練で、夜にはダンスパーティに参加できると思っていたが、その期待は午後に師団長のジュリアンス・スミスからの、「君たちはおおがかりな作戦の途上にある」という発表によって打ち砕かれた。しかし、具体的な行く先は引き続き秘匿されたので、アメリカ海兵隊員のなかでさかんに行き先の推測がなされ10個以上の候補先が挙げられていたが、そのなかには鋭くもタラワと的中させている者もいた。輸送艦隊はまずエファテ島に向かい、そこでハリー・W・ヒル少将率いる第53任務部隊と仕上げの上陸訓練を行った。3日間の訓練中にアメリカ第3海兵師団がブーゲンビル島の上陸に成功したとの連絡が入り、アメリカ海兵隊員たちは大歓声を挙げた。アメリカ第3海兵師団には多くの戦友がおり、親しい戦友たちの活躍にアメリカ第2海兵師団の士気は最高潮に達した状態で作戦を迎えることができた。訓練を終えたアメリカ第2海兵師団は再び目的地を目指したが、作戦直前の11月17日になってようやく目的地がタラワだと知らされた。一部のアメリカ海兵隊員の予想は敵中したものの、タラワという地名を始めて聞いたという者が圧倒的で、この後、すし詰めの輸送艦内でアメリカ海兵隊員たちは、航空写真や石膏で作られたタラワの模型によって作戦計画を徹底的に学習させられた。
1943年11月5日、ハワイの真珠湾に停泊しているレイモンド・スプルーアンス中将が座乗していた旗艦の重巡洋艦「インディアナポリス」に高々と中将の将旗が掲げられた。これは、旗艦に乗る指揮官が近日中に艦隊を引き連れて出撃するという合図であったが、この時点で、ブーゲンビル島沖航空戦のためにウィリアム・ハルゼー・ジュニア中将が、スプルーアンスの第5艦隊に編入される予定の艦船から、空母5隻、巡洋艦5隻、駆逐艦5隻を転用を受けて日本軍と激戦を展開中であり、それらの艦船は合流しておらず、また合流の目途もたっていなかった。スプルーアンスは、ハルゼー艦隊に転用されている艦船の復帰を待つために、上陸日を11月20日から1日延期して21日としたが、それ以上は遅らせることはせず、仮にハルゼー艦隊に転用している艦船が復帰せずとも、予定通りにギルバートの攻略を決行することと決意し、艦船が少ない場合の作戦計画を練りなおした。11月8日には転用されていた軽巡洋艦「バーミングハム」が日本軍航空機の攻撃で大破し、「ガルヴァニック作戦」参加艦から除外されたが、その翌日の9日には他の4隻の巡洋艦がスプルーアンスに返されることとなり事態は多少改善した。
11月10日に第5艦隊の大部分は真珠湾を出港した。ハルゼー艦隊に転用されている艦船を欠いているとは言え、その艦列は壮観であった。空母や戦艦といった大型艦は15分間隔、その他の艦は5分間隔で出港したが、艦列は引きも切らず、全艦が出港するまで午前中いっぱいかかった。灰色の艦船が水平線いっぱいに連なり、全艦数を数えることすら困難で、世界の全ての艦船をここに集めたかのような勇壮な光景にアメリカ海軍水兵は胸を熱くしていた。第5艦隊には特に空母を中心に新造艦が多く、また艦載機の搭乗員や水兵にも実戦経験がない者が多かったので、スプルーアンスはギルバートまでの進撃中に各艦に徹底した訓練を命じた。事前に入念に日本軍基地を叩いていたこともあって、進撃中に日本軍の航空機や潜水艦から攻撃されることもなく、第5艦隊は訓練に集中でき、その練度はみるみるうちに向上していった。またハルゼー艦隊に転用されていた空母や駆逐艦が11月13日に復帰することが決定し、第5艦隊は戦力が揃った状態でギルバートに向かって接近していった。さらに11月18日にはエファテ島から航行してきたヒルの第53任務部隊や輸送艦隊とも、タラワ島南西400マイルの地点で合流した。
11月に入ってもタラワの第755航空隊の陸上攻撃機は健在で、第5艦隊が接近中の11月17日には9機をもってフナフティ島のアメリカ軍飛行場を爆撃しているが、肝心の第5艦隊を発見することはできなかった。11月19日にスプルーアンスは空母部隊にタラワとナウルの攻撃を命じた。そのうちタラワには4波合計約750機が来襲して、徹底的に飛行場や日本軍陣地を空爆した。しかし、前回の艦載機の空襲による大損害で空襲対策を進めていたため、地上に暴露されている木造建築物は破壊されたが、陣地や掩体に格納されている陸上攻撃機には殆ど損害はなかった。その頃、ルオット島とマロエラップ島から出撃した陸上攻撃隊が、ついにタラワの沖合にいるアメリカ軍艦隊を発見しているが、その後の陸上攻撃機隊による攻撃はいずれも撃退された。タラワの第755航空隊も、可動の7機に加え、ルオット島から増援として飛来した4機を加えて、20日未明になって沖合のアメリカ軍艦隊の索敵に出撃したが、5機が未帰還となり残りはルオット島に退避した。
20日にも艦載機2波190機がタラワに来襲したが、アメリカ軍艦載機は、椰子の木を倒し、島に大穴を多数開けただけで、日本軍陣地には殆ど被害はなかった。空襲の後に重巡洋艦3隻、駆逐艦5隻がタラワに接近して艦砲射撃を加えた。艦砲射撃は約1時間に及び、弾着により砂塵が舞い上がり島全体が濛々となってしまった。また午後にはB-24が30機来襲し、いつもとは異なり低空から精密爆撃と機銃掃射を加えてきた。この砲爆撃によりこれまで無事であった椰子の木の多くが倒され、交通壕や待避壕の進入路を塞いでしまった。一方で日本軍は殆ど反撃をすることなく、アメリカ軍の上陸に備えていた。
タラワに艦載機が空爆を繰り返していた11月20日に、上陸に先立ち、師団長のジュリアン・スミスは下記のようにアメリカ第2海兵師団の海兵隊員に訓示した。

### 11月21日

#### 上陸準備

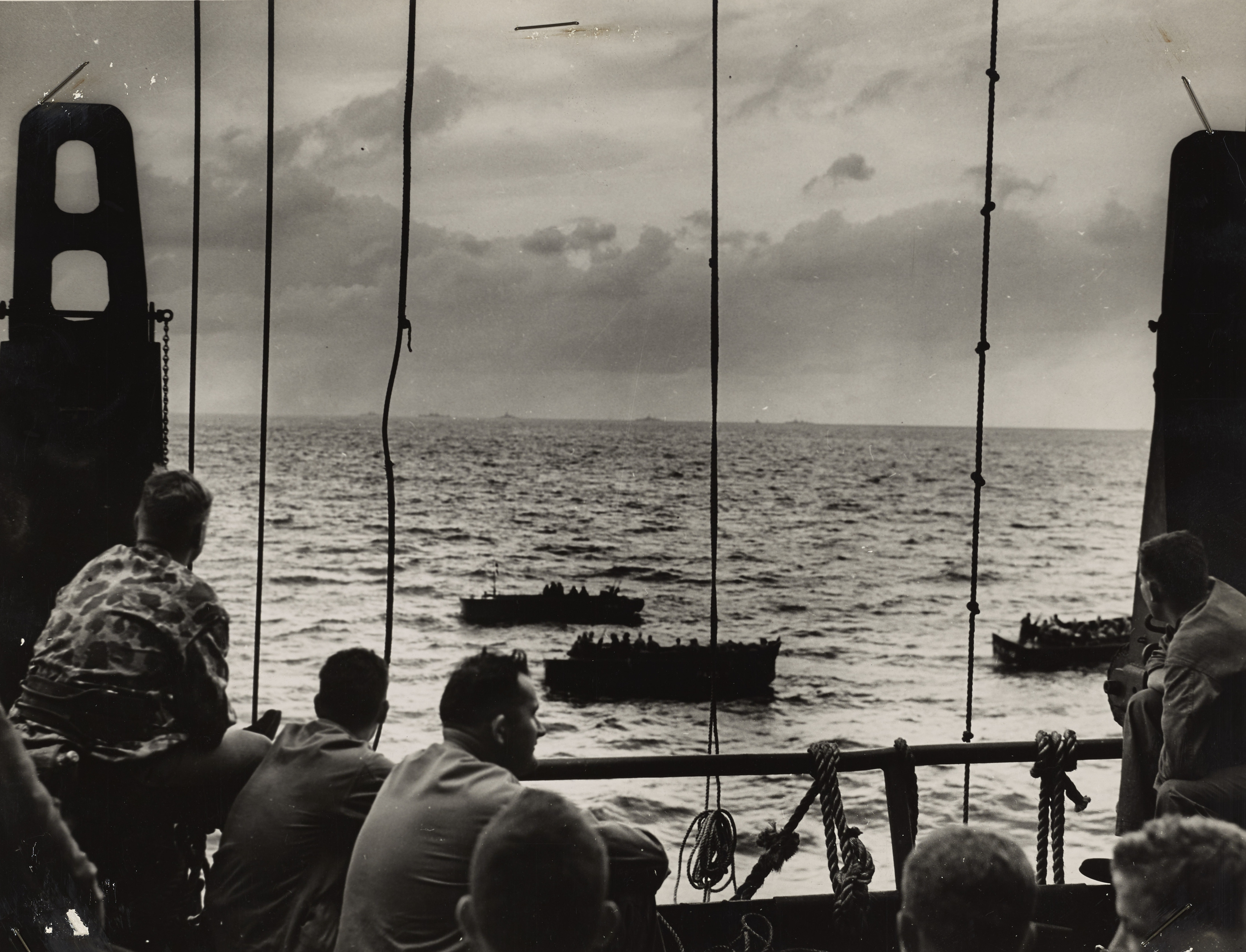
輸送艦から上陸用舟艇に移乗したアメリカ海兵隊員

11月21日午前3時、輸送艦上のアメリカ第2海兵師団の海兵隊員たちはたたき起こされて、アメリカ海兵隊作戦開始日の伝統的なメニューであるステーキと目玉焼きの朝食を食べた。その後に手際よく装備を身に着けると、輸送艦から海上のアムトラックや上陸用舟艇に次々と搭乗した。午前4時には支援艦隊が艦砲射撃を開始する予定であったが、2ノットもの潮流によって乗船作業は時折中断を余儀なくされ、作戦は予定より遅れ気味となった。午前5時になってようやく作業に目途がついたため、第53任務部隊司令のヒルが輸送艦隊に作戦開始位置に移動するよう命じるため信号弾を発射したとき、それを合図にタラワの日本軍砲台がアメリカ軍艦隊に対して砲撃を開始した。特にタラワの日本軍最大火砲の20.3cm/45式41号艦砲が戦艦「メリーランド」に向け砲撃をしてきたので、メリーランドも応射し、10斉射目で同艦砲の弾薬庫に命中し大爆発が起こって砲は沈黙した。
「メリーランド」を含む戦艦3、巡洋艦5、駆逐艦9隻はその後も艦砲射撃を続け、タラワ全体が爆炎と砂塵に覆われてしまったが、夜明けと同時に計画されている艦載機の空爆の視界確保のため、第53.4任務群司令ハワード・F・キングマン少将は艦砲射撃の中断を命じた。日本軍はこの好機を見逃さず、これから艦載機が飛来するまでの30分間一方的に砲撃を行い、輸送艦は生き残った20.3cm/45式41号艦砲の砲撃を避けるため、射程外への待避を余儀なくされた。ここで空母部隊との連携の悪さが露呈し、空母部隊は夜明けの午前6：15に出撃を計画していたが、キングマンは午前5：45に艦載機の空襲が開始されると誤認しており、不必要に艦砲射撃を早めに止めてしまったことが判明した。そこでキングマンは午前6：05に慌てて艦砲射撃を再開したが、艦載機が計画より早く午前6：10に飛来してきたので、5分間で艦砲射撃を中止する羽目となった。さらに、約100機の艦載機は計画では30分間の空爆であったのに、わずか10分間で引き揚げてしまった。
以上のようなアメリカ軍内の連携不足はあったが、その後には第53.4任務群の艦砲射撃が再開され、艦隊はタラワの沖合2,000ｍまで接近して撃ちまくった。午前7：45に艦砲射撃はようやく止んだが、この徹底した砲爆撃によって日本軍の海岸砲は完全に沈黙し、海岸陣地は完全に撃破されたとアメリカ軍は考えた。旗艦「インディアナポリス」の艦橋から艦砲射撃のようすを見ていた中部太平洋艦隊参謀長のカール・ムーア大佐は「島に生きている人間がいるはずはないように思え、作戦全体が楽勝になりそうに見えた」と錯覚したという。
その間、掃海艇2隻と駆逐艦2隻が環礁内に突入し、上陸部隊のために水路の安全を確認した。しかし、そこで沈黙させたはずの海岸砲が反撃を開始し、駆逐艦「リングゴールド」に2発の命中弾を浴びせたが、いずれも不発で致命的な損傷とはならず、逆に「リングゴールド」の応射で海岸砲の弾薬庫が誘爆して、砲は沈黙した。掃海艇は水路の安全を確保すると、沖合の輸送艦に向けて合図の探照灯を照らした。作戦計画は遅れ続けており、当初の午前8：00の上陸開始から、30分延期されたあと、さらに午前9：00まで再延期された。そして、艦砲射撃と艦載機の空爆による援護の下で、上陸第1波の50輌（うち8輌は乗組員のみ搭乗）とほぼ同時に第2波24輌（新型LVT2型）と第3波（同2型）のアムトラックが単縦陣で外海から環礁に向けて進撃を開始した。
上陸地点は西からレッドビーチ1（Red Beach 1）、レッドビーチ2（Red Beach 2）、レッドビーチ3（Red Beach 3）と分けられ、それぞれの海岸の幅は約360mであった。レッドビーチ1には第2海兵連隊第3大隊、レッドビーチ2には同第2大隊、レッドビーチ3には第8海兵連隊第2大隊がまず上陸し、その後レッドビーチ2には第2海兵連隊第1大隊、レッドビーチ3には第8海兵連隊第3大隊が続いた。そして攻撃指揮官のデビット・シャウプ大佐はレッドビーチ2に上陸して戦闘指揮所を設ける計画であった。

#### 日本軍の状況

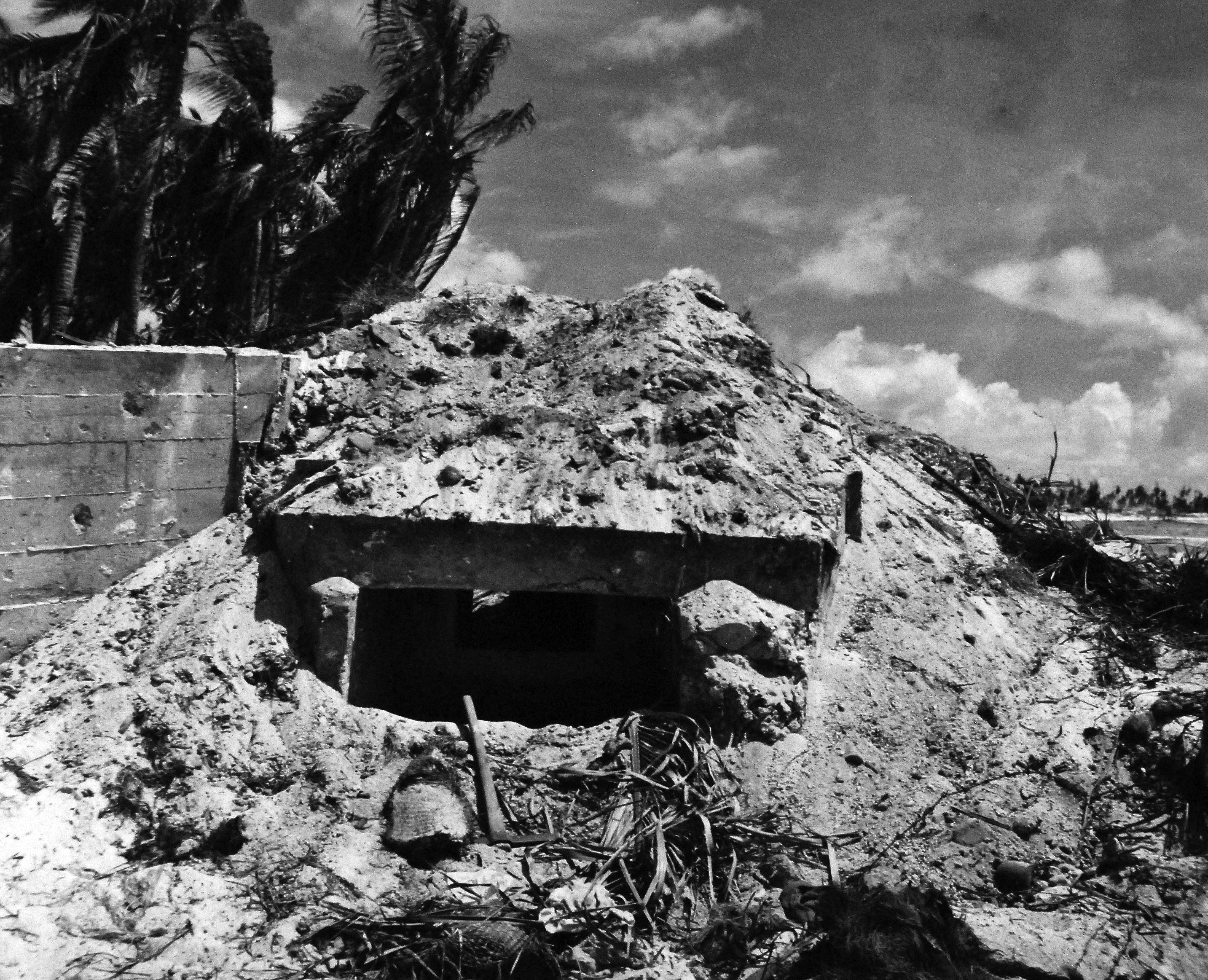
海岸に設けられた日本軍のトーチカ

第3海軍根拠地隊は11月21日入ってすぐにアメリカ軍艦隊がタラワに接近していることを察知し、午前2：00には起床ラッパが鳴り響いた。日の出はまだ先で薄暗くて戦友の顔も見えない中、司令部より各陣地に伝令が到着し「敵艦隊は内海域に潜入をなし、我本島に上陸を企図せんとす。我陸戦隊は直に北海岸の配置に付き、敵兵を水際殲滅せよ」との命令が伝えられた。さらに佐世保第7特別陸戦隊司令官菅井武雄中佐よりの「九州男児の意気を見せるのは此の時だ。各員。粉骨砕身、敵に当たって玉砕せよ」という訓示も伝えられた。午前2：59には司令官の柴崎が機密書類を焼却し、その完了を連合艦隊司令長官に打電した。それとほぼ同時に軍艦旗も燃やされ、それに加えて日本内地の情報を知られないため、各兵士が持っていた日本本土からの家族からの手紙も焼却された。手元の整理が終わると各分隊長が所属の兵士を一人一人点呼して、集合が確認でき次第、分隊長が班員を引率して各陣地に向かった。
各部隊が戦闘配置に付いた頃、アメリカ軍により艦砲射撃が開始された。巧みに構築されていた陣地はアメリカ軍の執拗な艦砲射撃にも大きな損害を被ることはなかったが、さすがに合計3,000トンもの砲弾がこの小島に叩き込まれたので、爆煙が天を覆い、火炎が全島を包んで、島はまるで火山島のように火柱を挙げていた。そして艦砲の直撃を受けた陣地の兵士は吹き飛ばされて即死するか、即死を免れても爆風で脳と内臓をやられて、ふらふらと彷徨い歩いた後に絶命した。さらに、第3海軍根拠地隊にとって痛かったのが、各陣地を結んでいた電話線が予想を遥かに超える艦砲射撃によってあちこちで寸断されており、司令部との連絡が取れなくなっていたことと、発電機が破壊されて停電となり、各種電気設備が使用不能となったことであった。
そして午前9：00となりアメリカ軍のアムトラックが掃海艇や駆逐艦を水先案内人としてタラワ島に接近してくると、司令官の柴崎は連合艦隊司令部に対し、下記のような戦況報告を打電した。

#### 血に染まるサンゴ礁

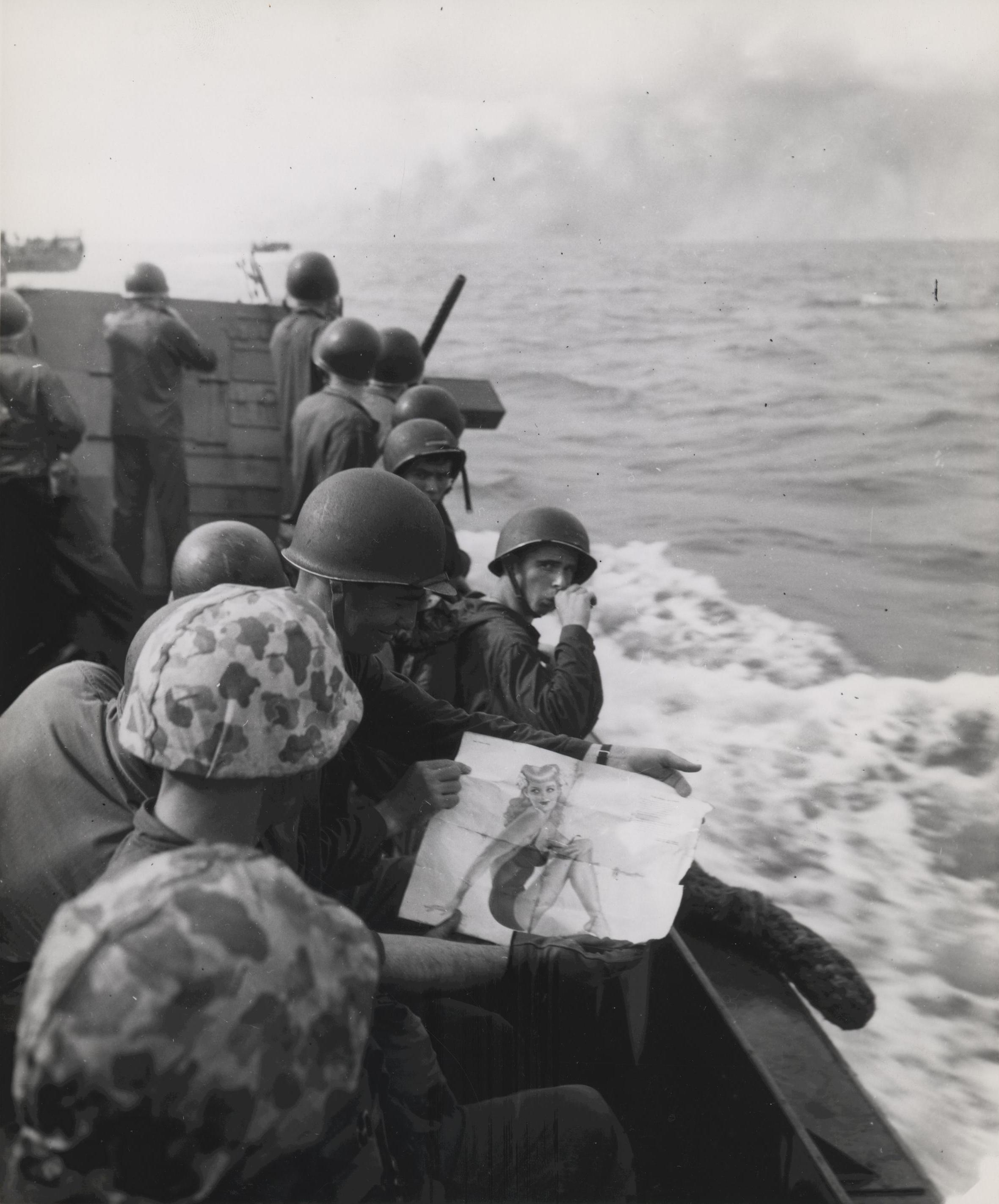
上陸用舟艇で海岸に近づくアメリカ海兵隊員

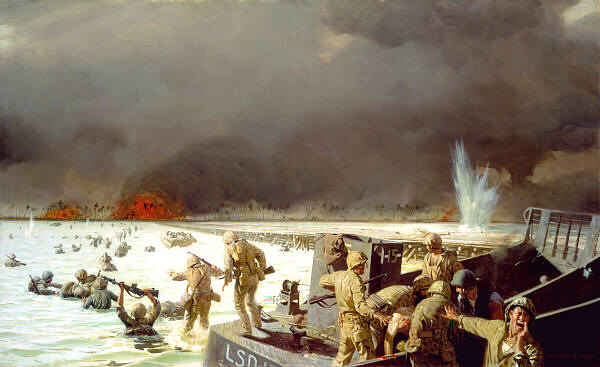
アメリカ海兵隊のタラワへの上陸の様子を描いたトム・ラヴェルの絵画

第一波のアムトラックは沖合700ｍから始まる珊瑚礁まで達すると、水深が浅くなるため着底し、あとはキャタピラ駆動により海岸を目指すこととなったが、ほぼ同時に日本軍の砲撃が開始された。アムトラックが海岸に近づくにつれて砲撃の正確度は上がっていき、次々と日本軍の砲弾がアムトラックに命中した。たちまちアムトラック群は混乱し、撃破されてそのまま停止するもの、サンゴ礁や弾痕にはまって立ち往生するものが続出した。砲撃で死傷しなかったアメリカ海兵隊員はやむなくアムトラックを降りて海に飛び込み、装備を高々と持ち上げて海水に首まで浸かりながら海岸を目指したが、そこを日本軍の機銃が掃射し、撃たれたアメリカ海兵隊員が次々と海中に没していった。それでも生き残ったアムトラックは前進を続けて海岸200ｍにまで達したが、そこにはコンクリート製の対戦車防塞や水中鉄条網が敷設してあり、アムトラック群は立ち往生させられた。実はこの線が日本軍の想定していた防衛線であり、タラワからの砲撃や銃撃がさらに激しくなり、アムトラックは撃破され、アムトラックから降車したアメリカ海兵隊員は機銃弾や小銃弾で次々となぎ倒された。
サンゴ礁はアメリカ軍にとって不幸なことに、その固さで日本軍の銃弾を跳弾させたため、一旦は外れたはずの銃弾が跳ね返って、装甲が薄かったアムトラックの底を貫通して操縦員に命中することがあった。そこで戦死した操縦員を押しのけて他の乗組員が操縦を変わろうとしたが、その乗組員にも銃弾が命中した。乗車していたアメリカ海兵隊員にも日本軍の射撃が次々と命中し、アムトラックの内部は血で赤く染まり、次々と遺体が折り重なっていった。あるアムトラックでは乗車していた乗組員とアメリカ海兵隊員25名のうち13名までが戦死し、生き残った12名は海に飛び込んだが、そこを日本軍に狙い撃たれて、生き残ったのはわずか5名であった。
前進するアムトラック隊を悩ましていたのが、海岸から長さ750ｍに渡ってサンゴ礁に延びていた日本軍の木製桟橋であった。日本軍は桟橋上に設けられた掘立小屋の機関銃座から、海岸に向かうアムトラックを側面から銃撃していた。そこで、「海兵隊でもっとも勇敢な男」の異名を持ち、ガダルカナルでも活躍したウィリアム・ホーキンス中尉が、自分が率いる斥候狙撃小隊の下士官と4人のアメリカ海兵隊員を引き連れて、桟橋に上陸した。日本軍守備隊はホーキンスらに銃撃を集中したが、ホーキンスは躊躇することなく先頭に立って日本軍陣地に向けて突撃すると、部下も臆することなく続き、装備していた火炎放射器や爆薬で、日本軍の掘立小屋の機関銃座を次々と破壊して、桟橋上の日本軍を一掃し、後続のアムトラックの進撃を援護した。ホーキンスはその後にタラワ島に一番乗りで上陸し、常に指揮官先頭で戦い続け、日本軍のトーチカを何個も撃破した。
サンゴ礁で散々叩かれたアムトラック隊であったが、大損害を被りながらもどうにか海岸まで達し、搭乗していたアメリカ海兵隊員は次々と降車した。しかし、砂浜はサンゴ礁より遥かに危険な場所で、日本軍の砲撃や銃撃はさらに激しさを増した。その状況をあるアメリカ海兵隊員は「その衝撃ときたら、ジョー・ルイスの大きな拳骨を顔の真ん中に食らったようなもんだった」と評している。勇敢なアメリカ第2海兵師団の海兵隊員をしても、あまりに激しい日本軍の抵抗の前に、あたかも巣に到着したアヒルのように身動きがとれなかった。そして、レッドビーチ2に上陸を目指していた第2海兵連隊第2大隊長のハーバード・アメイ中佐は、搭乗していたアムトラックが日本軍の設置した海中鉄条網に引っかかって立ち往生したので、やむなく司令部要員の15人の将校と下士官を連れて海上に降りたところを日本軍の機関銃に狙い撃たれて、4人の将校と共に戦死してしまった。
アムトラックで出撃した第3波までは、大損害を受けた上で海岸にくぎ付けとなっていた。アメリカ第2海兵師団は予備用にとってある25輌を残して全部のアムトラックを既に投入してしまったため、主に重装備を揚陸する第4波以降は上陸用舟艇で海岸を目指した。その中には戦闘指揮官のデビット・シャウプ大佐も搭乗していたが、アメリカ海兵隊員を上陸させたのちに引き返す予定であったアムトラックの姿はほとんどなく、代わりに海中に沈むアムトラックやアメリカ海兵隊員の遺体を多数目にすることとなった。そこに第2海兵連隊第3大隊長のジョン・シャッテル中佐よりレッドビーチ1の戦況報告が入った。「部隊はレッドビーチ1の右翼にあるサンゴ礁上にて、前進をはばまる。海中にて猛射をうけつつあり」とのシャッテルの報告に対し、シャウプは「レッドビーチ2に上陸し、西に向かって進撃するよう努力すべし」と発破をかけたが、シャッテルからは「我々には上陸すべき兵力は1兵もなし」とする切実な返答が帰ってきて、結局、その後数時間に渡って第3大隊はサンゴ礁上から身動きが取れなかった。
シャウプはそのまま海岸を目指したが、途中でレッドビーチ2から負傷兵を満載して引き返してきたアムトラックを大声で呼び寄せて、自分が乗っていた上陸用舟艇に負傷兵を乗り移らせて病院船に向かうよう指示すると、自分は連隊本部要員とともにアムトラックに乗ってレッドビーチ3を目指した。しかし、レッドビーチ3は日本軍の砲火が激しく接近が困難だったので、やむなくレッドビーチ2に方向転換させたが、レッドビーチ2の日本軍砲火も激しく、砲弾や銃弾の破片がアムトラックに降り注ぎ、たちまちアムトラックは穴だらけとなってしまった。さらにその破片でシャウプ自身も両足を負傷したが、どうにか歩行はできたので、そのまま前線に留まることを決め、やがて海岸に接地したアムトラックからよろめく様にして上陸することができた。
シャウプはどうにか上陸できたが、他の上陸用舟艇で海岸を目指していたアメリカ海兵隊員は散々な目にあっていた。サンゴ礁の水深は60cmから90cmしかないのだが、上陸用舟艇は最低でも1.2mの水深がないと動くことができず、サンゴ礁上で上陸用舟艇を降ろされて徒歩での上陸を余儀なくされた。しかし、サンゴ礁上には水深が深くなっている所もあり、そこにはまったアメリカ海兵隊員は重い装備を持っていたためそのまま溺死してしまった。また深みにはまらなくとも、日本軍の機銃掃射によって次々となぎ倒された
。その後も次々と上陸用舟艇が押し寄せて、アメリカ海兵隊員はサンゴ礁上に降りるため意を決して舟艇の前部に行ったが、そこから見える海面はアメリカ海兵隊員の血によって赤ではなく紫色にそまっていたという。アメリカ海兵隊員は肩まで海水に浸かりながらも、ようやく飛来した艦載戦闘機による航空支援を受けながら、徒歩で海岸を目指していった。そしてどうにか海岸にたどり着いた者は、奥行き60m程度しかない砂浜の陸地側にある、高さ1.2mの日本軍が構築した防壁の側に身を潜めた。

#### 海岸線での死闘

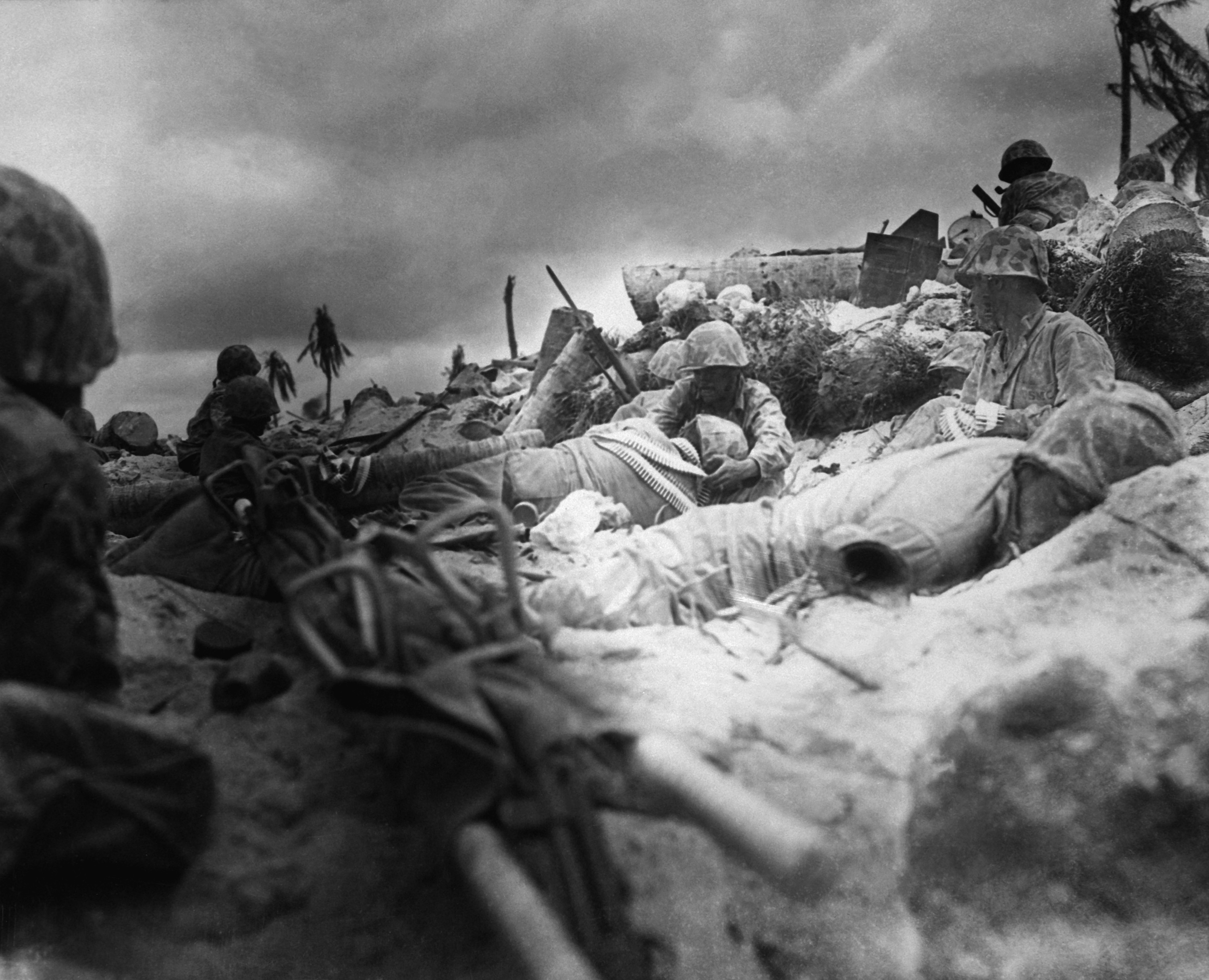
レッドビーチ3付近の防波堤で日本軍の攻撃を避けるアメリカ海兵隊員。

アメリカ軍上陸ビーチのもっとも東側はレッドビーチ3であったが、ここを防衛していたのは柴崎直轄の第3海軍根拠地隊の主力であり、合計450人が守りについていた。しかし、最重要地点とアメリカ軍から上陸前に入念に砲爆撃されて20％の兵員を失っていたため、第1波のアムトラック部隊は他のビーチと比較すると少ない損害で上陸することができた。無傷でビーチに達した17輌のアムトラックから約500人の第8海兵連隊第2大隊のアメリカ海兵隊員が飛び出し、そのまま砲爆撃で破壊された防潮堤の隙間からビーチを100ｍ近く駆け上がっていったが、そこで、砲爆撃から立ち直った第3海軍根拠地隊主力の激烈な反撃が開始され、日本軍の十字砲火を浴びたアメリカ海兵隊員はじりじりと後退していった。また、飛行場付近に設置されていた四十口径八九式十二糎七高角砲が正確な砲撃でアメリカ海兵隊員に多大な出血を強いた。第2波以降のアムトラックは次々と四十口径八九式十二糎七高角砲弾の直撃を浴びて、たちまち20輌以上のアムトラックはサンゴ礁上で残骸を晒すか、擱座して移動不能となった。
指揮官のシャウプが上陸したレッドビーチ2の状況はさらに厳しかった。どうにか上陸はしたものの、内陸に進むことはまったくできず、シャウプが最初に戦闘指揮所を設置できたのは、日本軍が設置していた桟橋の下であり、シャウプは足首まで海水に浸かりながら戦闘指揮をとった。部下のアメリカ海兵隊員たちは、日本軍の激しい銃撃の前に前進することができず、日本軍が構築した丸太組みの防壁に身を隠していた。そしてその目と鼻の先にある丸太組みのトーチカ内には日本兵がおり、さかんに射撃を行っていた。この苦境を打開すべくシャウプは師団司令部まで何度も通信を試みていたが、激戦の中で全ての無線機が海水に浸かって不調となっており、沖合の艦船上で戦況を固唾をのんで見守っている師団長のジュリアン・スミスには正確な戦況が伝わっていなかった。それでもどうにか、輸送艦上で待機していた予備部隊の海兵第8連隊第3大隊に連絡が付くと、すぐに日本軍の攻撃が比較的少ない桟橋の東側に急行するよう指示し、つぎに戦艦「メリーランド」と連絡をとって「そちらでお見舞いできる全てのもの」を撃ち込むように要請した。この段階で支援艦隊は前線がどこなのか把握できていなかったので「メリーランド」の通信員は誤射を懸念して「そちらの前線はどこだ？」と質問してきたが、シャウプの幕僚は「前線は海岸線だ」と返答した。全てを察した「メリーランド」の通信員は「了解」とだけ返答してきたが、この後、艦砲射撃の精度は上がり、日本軍に大打撃を与えることになった。

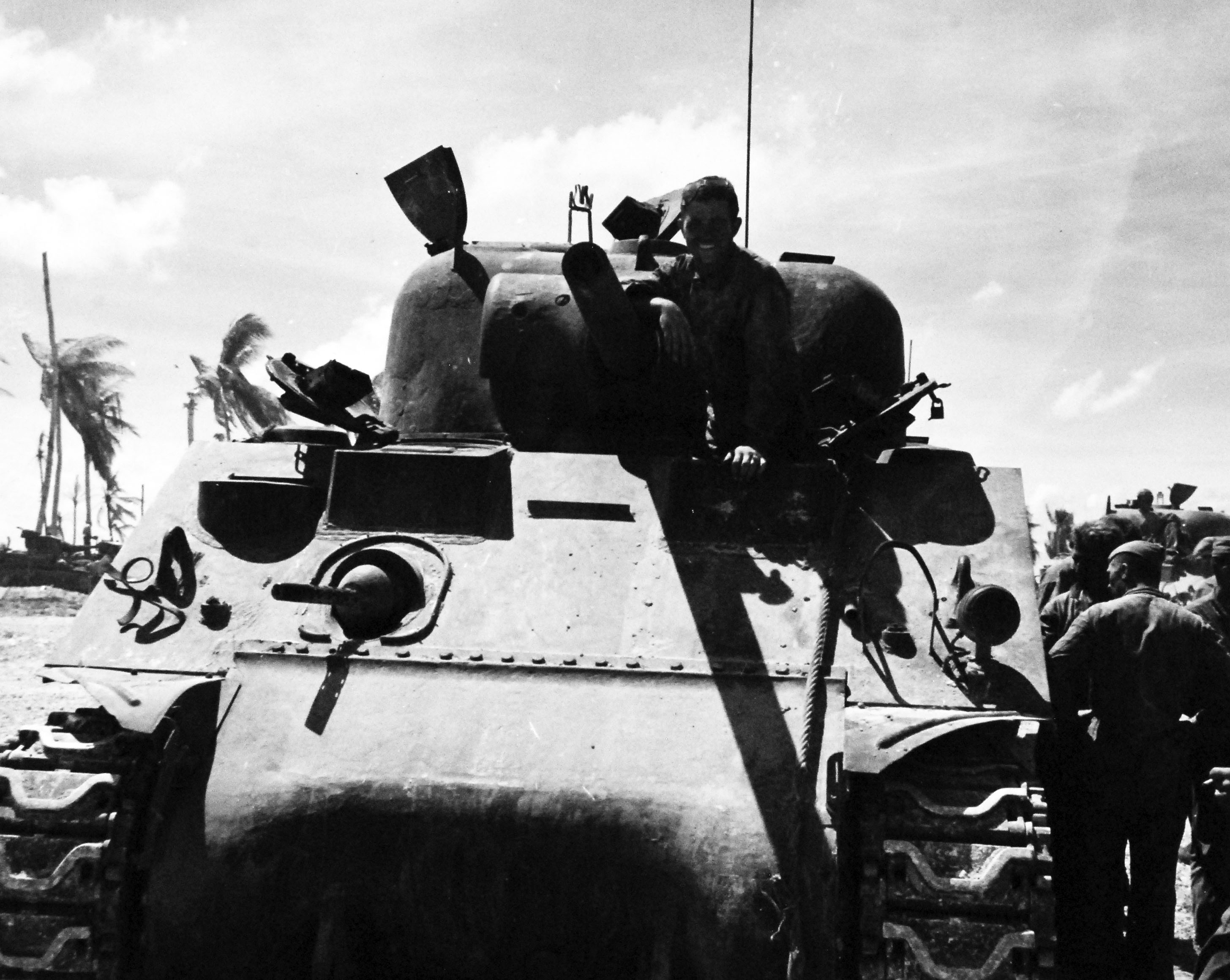
タラワに上陸したM4中戦車、日本軍の砲撃が何発か命中したが撃破を免れた。

アメリカ海兵隊員がなかなか内陸に前進できないなかで、レッドビーチ3においては上陸に成功した新鋭M4中戦車が、苦戦する第8海兵連隊第2大隊の支援を行った。ほぼ同時に進攻したマキン島の陸軍部隊（第27歩兵師団第165歩兵連隊が主力）にはM3中戦車とM3軽戦車しか配備されておらず、新鋭のM4中戦車を海兵隊に優先して配備していたものであった。海兵水陸両用部隊第1戦車大隊、C中隊の8輌のM4中戦車のうち、1個小隊3輌はレッドビーチ2への支援に回り、残る5輌が第8海兵連隊第2大隊の支援を開始したが、まずは1輌が海水で隠れていた海中の窪みに沈んでそのまま放棄された。残る4輌はその強力な75mm戦車砲M3で日本軍の陣地を次々と撃破したが、日本軍の反撃も凄まじく2輌がたちまち集中砲火で炎上し、さらに1輌が友軍艦載機の誤爆で撃破されてしまった。残った1輌だけが、その後も日本軍の砲弾が何発も命中しながらも撃破を逃れて、アメリカ海兵隊員たちを砲撃で支援し続けた。
レッドビーチ2への支援に回ったM4中戦車も散々な目にあっていた。海岸線で釘付けとなっていた海兵隊員はM4中戦車が近づいてきたのを見つけると、喜ぶどころか手を振ってこちらには来るなと合図を送った。それに気が付かない3輌のM4中戦車は日本軍の集中砲火の中に飛び込んでしまい、そのうちの1輌は地雷を踏んで擱座した後集中砲火を浴びせられ、もう1輌は集中砲火をかわそうと方向転換した際に大きな弾痕に転げ落ち、いずれのM4中戦車もそのまま放棄された。わずかに残った1輌のみがやみくもな前進を止めて戦車砲を撃ちまくりいくつかの日本軍陣地の撃破に成功した。このように大損害を被ったM4中戦車隊であったが、その後も続々と揚陸されると、この戦いの流れを大きく変えた要因の一つとなった。アメリカ海兵隊員はM4中戦車の後ろに隠れながら前進し、戦車と連携して日本軍陣地を一つずつ撃破していった。例え隠れていたM4中戦車が撃破されても、その残骸もそのまま遮蔽物として利用できた。ある将校は「戦車と火炎放射器と小銃兵の組み合わせは、最小限の損害で敵を撃破するのに効果的であった」と報告している。アメリカ海兵隊員は戦車の後ろに隠れて日本軍陣地まで近づくと、大量のTNT火薬を銃眼からトーチカ内に投げ込んで吹き飛ばしてしまうか、火炎放射器で中にいる日本兵ごと炎上させた。こうしてアメリカ第2海兵師団は少しづつではあるが、着実に内陸部に前進して行った。

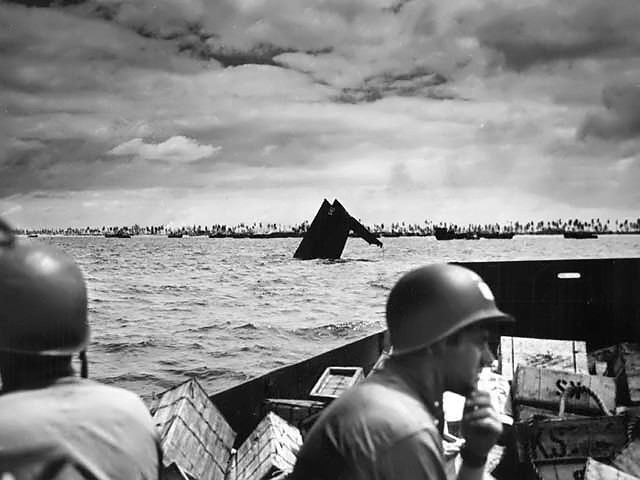
レッドビーチ1沖で日本軍の50口径三年式14cm砲に撃沈された戦車揚陸艇

アメリカ軍の上陸地点のなかでもっとも日本軍が善戦していたのが、もっとも西側のレッドビーチ1であった。レッドビーチ1の守備隊は闘将谷口為吉中尉率いる佐世保第7特別陸戦隊第2中隊を主力とする部隊で、兵力は250人と他のビーチと比較すると少なかったが、九五式軽戦車3輌に加えて、その担当地区に50口径三年式14cm砲2門に加えて、八八式七糎野戦高射砲4門、四十口径三年式八糎高角砲3門に加えて高射機関砲とその砲兵200人も守備についており、火力的には他のビーチに引けは取らなかった。50口径三年式14cm砲はアメリカ軍上陸前から輸送艦隊に砲撃を続け、命中弾こそなかったが、沖合に退避させることに成功し、そのおかげでアメリカ軍の上陸開始時間が30分遅れることとなった。また上陸が開始されると、アムトラックに搭乗してサンゴ礁を進む第2海兵連隊第3大隊に集中砲火を浴びせて大損害を被らせて、サンゴ礁上に立ち往生させた。ここでも50口径三年式14cm砲は威力を発揮し、第2戦車大隊軽戦車中隊のM3軽戦車2個小隊を輸送していた戦車揚陸艇を撃沈して、軽戦車2個小隊を全滅させた。このときに、上述の通り大隊長のシャッテルが指揮官のシャウプから叱責されている。それでもシャッテルはレッドビーチ1に上陸することは出来ず、その様子を見かねた師団長のジュリアン・スミスが自ら「いかなる犠牲をはらうとも上陸し、貴大隊の統制を回復して攻撃を続行すべし」と叱咤している。
その後も谷口はレッドビーチ1へのアメリカ海兵隊の上陸を許さず、水際にはおびただしい数のアメリカ海兵隊員の戦死体と負傷兵があふれていたが、レッドビーチ1への上陸を目指していたマイクル・P・ライアン少佐率いる第2波は、シャッテルの苦戦を見ると、レッドビーチ1への上陸を諦めて、日本軍の砲撃の射程外を大きく遠回りしてから、日本軍の守備が薄い西海岸（グリーンビーチ）に上陸して橋頭保を構築した。午後12：00にはM4中戦車6両もレッドビーチを避けてグリーンビーチに上陸を目指したが、うち4輌がサンゴ礁の深みにはまって海没し、2輌のみが上陸に成功した。その後、M4中戦車を従えてアメリカ海兵隊がレッドビーチ1に陸路で進撃していったが、その頃には日本軍守備隊は戦線を集約するために撤退済みであった。しかし、グリーンビーチはコンクリートと鋼鉄で固められた四十口径八九式十二糎七高角砲の砲台に加え、レッドビーチと比べると少ないとはいえ、小口径砲と機関銃座も健在であり、ライアンは、自分が率いていた第2海兵連隊第3大隊の一部と、その他原隊とはぐれた部隊を統合しして編成した臨時混成大隊をもって、タラワ北西端の小さな岬を橋頭保として確保するのが精いっぱいであった。そして最後までレッドビーチ1に上陸できなかったシャッテル率いる第2海兵連隊第3大隊主力は、この日の夕方にレッドビーチ2にようやく上陸した。

#### 柴崎司令官戦死

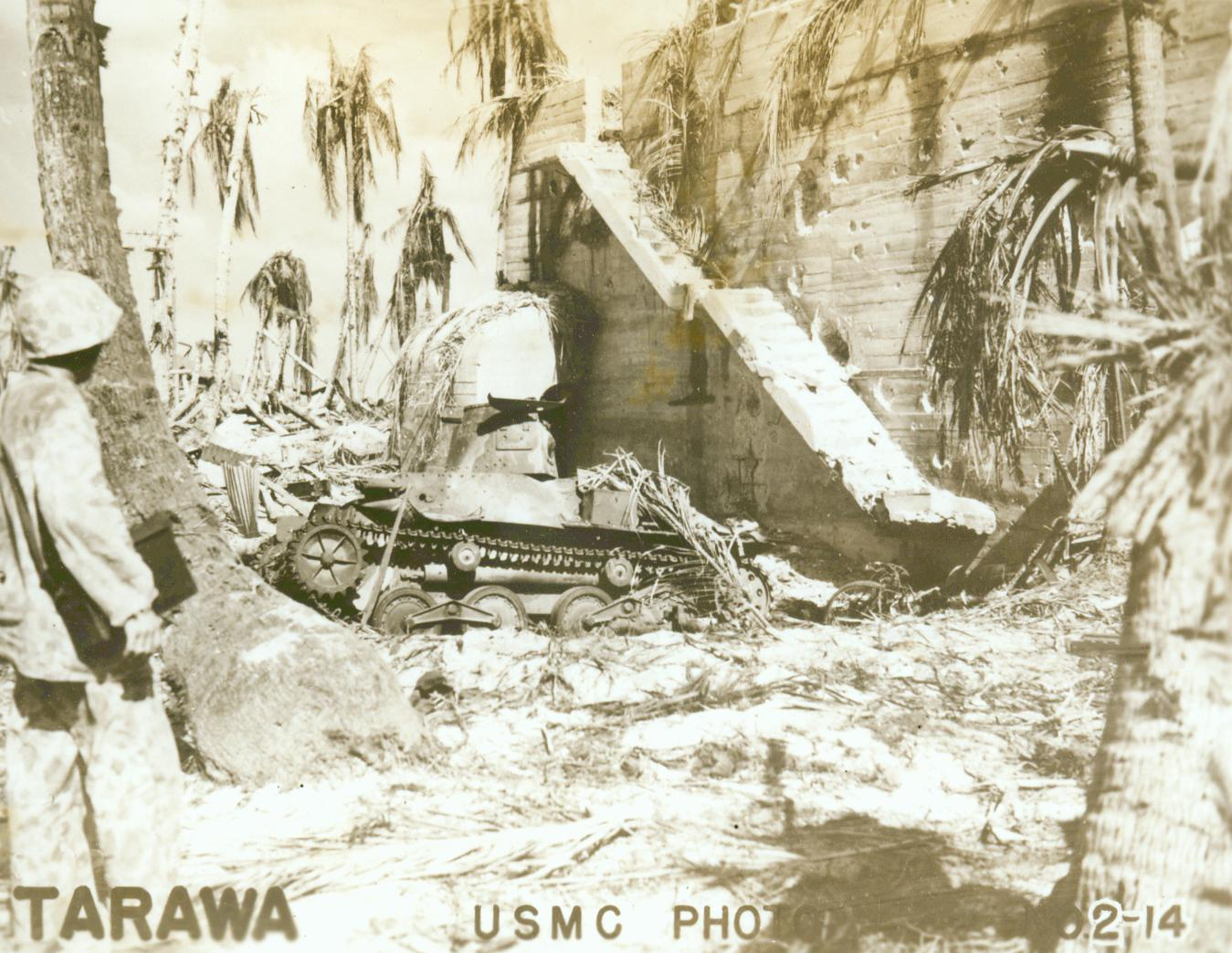
コンクリート製の日本軍戦闘指揮所

戦車が活躍するようになった午後になってから、明らかに戦局は変わりつつあった。シャウプの誘導もあって、艦砲射撃の正確度はあがり、また敵味方が入り乱れている最前線においても、艦載機が上空に張り付いて、日本軍陣地に精密な銃爆撃を加えていた。レッドビーチ2で戦い続けていた太田清2等整備兵曹の部隊は、午前中の激戦とその後の艦砲射撃と空襲で既に部隊の半数が死傷していた。それでも意気盛んに戦い続け、陣地に数名のアメリカ海兵隊員が接近してくると、部隊指揮官は軍刀を抜刀して突撃、兵士は銃剣突撃でそれに続いた。アメリカ海兵隊員は不意をつかれて一目散に逃げ出すが、軍刀を抜刀した指揮官はそれを追ってたちまち2～3人を斬って捨てて、アメリカ海兵隊を撃退した。その突撃に懲りたのか戦闘はしばらく小康状態となった。
海軍陸戦隊としては重装備となる九五式軽戦車も、戦車壕のなかで激しい砲爆撃を耐え切っていた。やがて、アメリカ海兵隊がアムトラックに乗ってタラワを目指してくると、戦車隊にも攻撃命令が出た。大貫唯男海軍上等兵曹が搭乗している九五式軽戦車にも攻撃の命令が下され、砲手であった大貫は砲身が焼け付くほどに九四式三十七粍戦車砲を撃ちまくり、上陸用舟艇を撃破し、アメリカ海兵隊員を海に沈めた、しかし、海岸に押し寄せるアメリカ海兵隊員は後を絶つことはなく、その物量に脅威を覚えた。アメリカ海兵隊員が海岸に上陸してくると、大貫の九五式軽戦車は戦車壕を飛びだして、アメリカ海兵隊が海岸に構築しつつあった前線陣地に突撃していった。アメリカ海兵隊員を蹴散らしながら進撃したが、やがてエンジンが動かなくなり、敵陣の真ん中で立ち往生してしまった。たちまち周りをアメリカ海兵隊員が取り囲み万事休すと覚悟したとき、エンジンが始動し大貫はアメリカ海兵隊員を蹂躙しながら死地を脱することができた。
司令官の柴崎は、激しい艦砲射撃により寸断された電話網を補うために、各部隊に伝令を出して戦闘指揮を続けていたが、戦局は悪化の一途をたどっており、午後13：30に以下のような戦況報告を連合艦隊司令部に打電した。
しかし、これが柴崎からの最後の打電となった。日本軍の死傷者は急増しており、温情深く、常に部下将兵の身を案じていた柴崎は、死傷者の身を護るために、強固なセメント造りの戦闘指揮所を野戦病院に譲り渡して、自らは参謀や司令部要員を連れて外海側の防空壕に移ることとした。そこで、燃料が尽きて戦闘指揮所近くで行動不能となり、砲台替わりとなっていた大貫の九五式軽戦車に柴崎らの移動支援が命じられた。大貫は動かない戦車のなかから九四式三十七粍戦車砲を撃ちまくって、無事に柴崎らは防空壕への移動ができた。
ここで、アメリカ軍にとっては僥倖、日本軍にとっては不幸なことが起こる。午後14：00ごろに、アメリカ軍の駆逐艦が放った1弾がまぐれ当たりで柴崎がいた防空壕に着弾し、柴崎以下司令部幕僚が全て戦死してしまった。このときに唯一生き残った司令部伝令の音里一等水兵によれば、防空壕には4つもの大きな弾痕が残されていただけで、柴崎以下司令部要員は吹き飛ばされて遺体すら残っていなかったという。このとき、大貫の九五式軽戦車も艦砲射撃で撃破されている。大貫は戦車から降車していて無事であったが、他の戦車兵2人は戦車ごと吹き飛ばされてしまった。柴崎の戦死によって、日本軍はこの後、統制のとれた作戦行動ができなくなり、結果的に多くのアメリカ海兵隊員の命を救うことになった。
沖合の「メリーランド」艦上では、ジュリアン・スミスやヒルといった上陸作戦の司令官たちが、あてにならない無線網で送られてくる断片的な戦況報告にいら立ちを募らせていた。そこで、あてにならない戦況報告より、直接確認しようということになり、「メリーランド」に搭載されていたOS2U キングフィッシャー水上機に参謀を乗せてタラワ上空から戦況を報告させた。ジュリアン・スミスはシャウプからの要請もあって、既に師団内の予備戦力は全て投入することとしていたが、それでも戦況は厳しかったので、作戦前に軍予備戦力として取り上げられていた第6海兵連隊のタラワへの投入をホーランド・スミスに要請することとし「レッド2及びレッド3ビーチに上陸成功、レッド1は足掛かり。師団予備から1個上陸チームを投入予定。依然頑強な抵抗に遭遇中」「海兵隊は大損害を被っており、状況は不確かなり」と打電した。そこ頃ホーランド・スミスはマキンの戦いの作戦指揮のため、マキン沿岸にいたが、比較的順調なマキンと比較すると、タラワは大量殺戮になりつつあることを認識して、軍予備戦力の第6海兵連隊のタラワ投入を決定した。

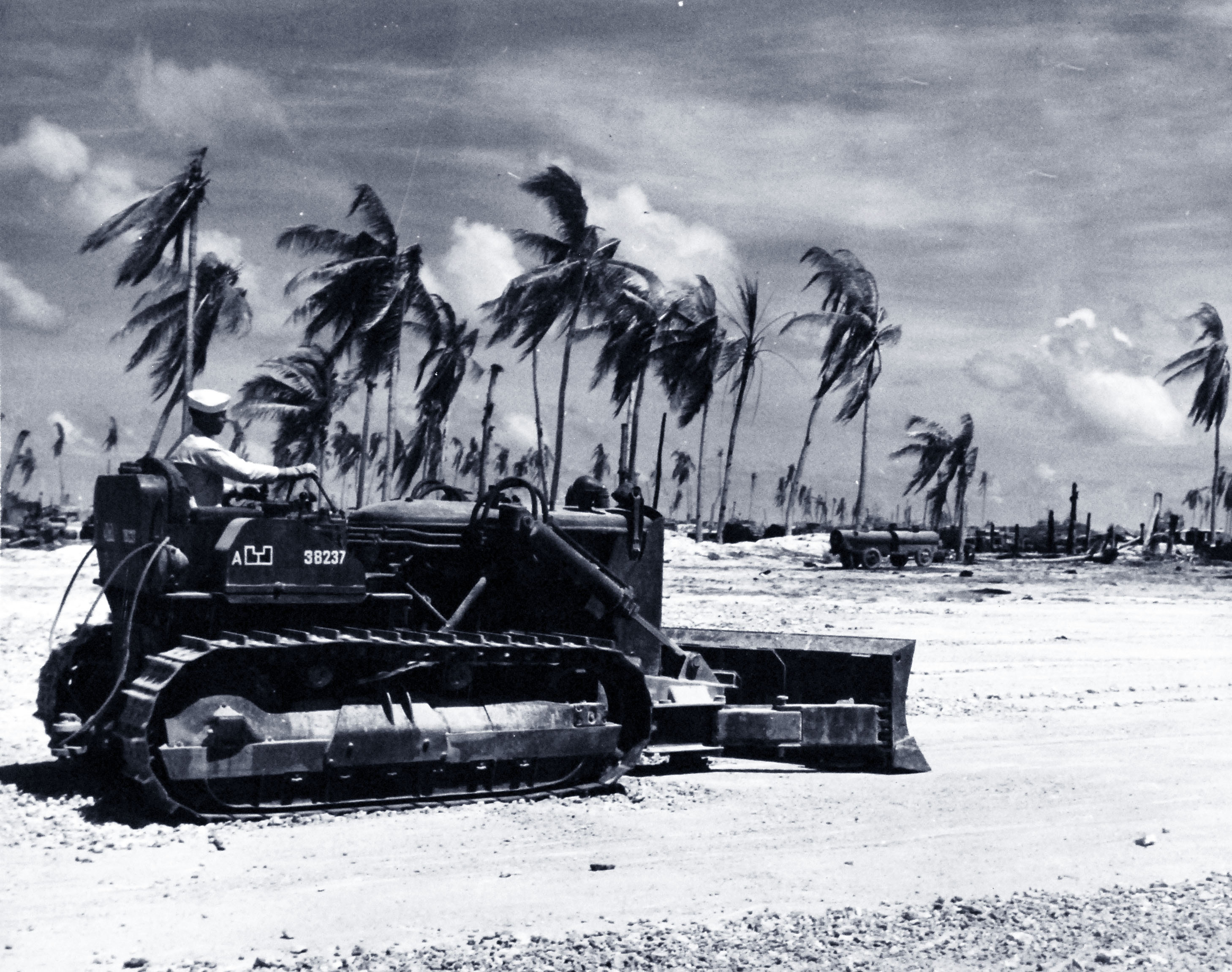
タラワに上陸したアメリカ海兵隊の軍用ブルドーザー

柴崎は戦死して司令部もなくなったが、日本軍はそれにもかかわらず驚異的な戦意で戦い続けた。アメリカ軍は引き続き火炎放射器や爆薬で対抗し、1つ1つの陣地を虱潰しにしていったが、日本軍はそれを阻止するため、陣地から飛びだして椰子の木の陰に隠れながら、アメリカ海兵隊員を狙撃した。上陸前に大隊長が戦死した第2海兵連隊第2大隊は甚大な損害を被りながらもレッドビーチ2から内陸に向けて進撃していたが、その行く手を阻んだのが日本軍の狙撃兵隊であった。進撃するアメリカ海兵隊員は日本軍の狙撃で次々と斃れ、アメリカ海兵隊員から見ると周りの椰子の木すべてに日本兵が潜んでいるように見えたという。特にE中隊の損害は甚大で将校6人のうち5人は戦死し、中隊全員でも死傷せず無事な者はわずか10名となっていた。
上陸に成功し、どうにか橋頭保を確保して内陸に進もうとするアメリカ海兵隊と、それを阻止しようとする日本軍の間で上陸初日の午後は果てしない激戦が続いた。兵士隊兵士の近距離の白兵戦、陣地を破壊するための火炎放射器や爆薬、日本軍もアメリカ海兵隊も激戦の中で指揮官が次々と斃れ、部隊はばらばらとなり、互いに少人数のグループとなって戦い続け両軍の大量の死傷者がビーチに転がっていた。激戦のなかで、意外なものがアメリカ海兵隊の強力な武器となりつつあった。それは、陣地構築用に揚陸されていたブルドーザーであり、日本軍の砲撃の前で撃破されたり、海中に没する車体もあるなかで、無事に上陸できた車両は、盛土をして即興の弾除けを造成するとともに、地面低くに構築されている日本軍の陣地をそのまま地ならしして中にいる日本兵を生き埋めにしてしまった。これは後の掃討戦で絶大な威力を発揮している。

#### 夜間の攻防

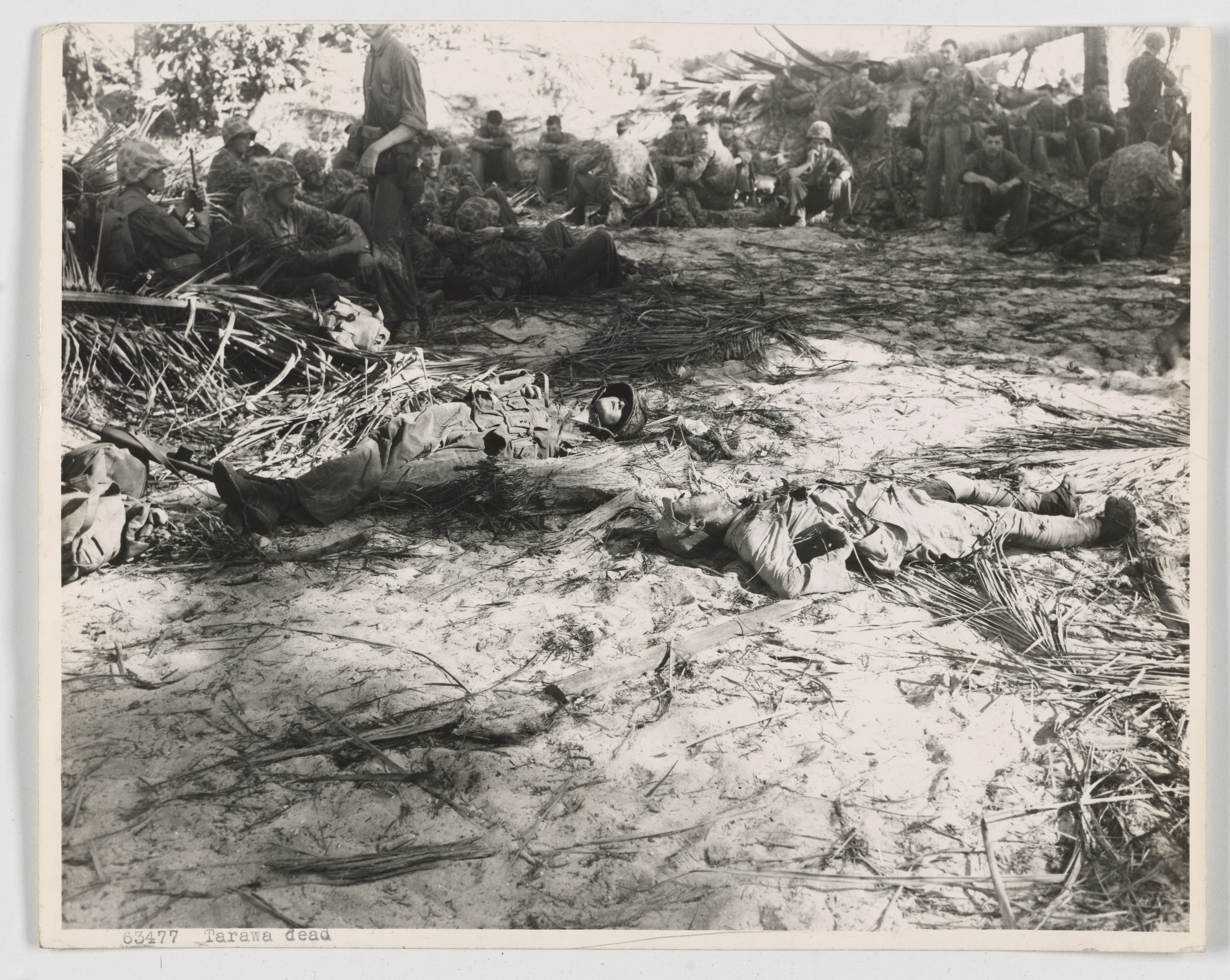
向かい合って横たわる日本兵とアメリカ海兵隊員の遺体

やがて日没となり、戦闘は小康状態となった。レッドビーチ2から進撃していたアメリカ海兵隊は一部が飛行場の滑走路付近まで達していたが、陽が沈んだあとは戦車部隊を飛行場付近に残して、歩兵はビーチの方に撤収していった。それまでにアメリカ第2海兵師団は、レッドビーチ1の西半分の縦深140mとレッドビーチ2とレッドビーチ3の境界の桟橋を幅460m、縦深260mにわたって確保することに成功していた。すでにこの時点で上陸したアメリカ海兵隊員約5,000名のうちその3分の1は死傷していたが、この30％超の死傷率は、激戦と呼ばれたサイパンの戦い（10％）、硫黄島の戦い（8％）、オマハ・ビーチ（5.8％）を遥かに上回る、敵前上陸作戦の上陸初日の死傷率としては最悪の数字となり、のちに「恐怖のタラワ」と呼ばれることとなった。また、1,500人以上に上った死傷者数は、第一次世界大戦のソアソンの戦いの際に被った、1日の死傷者数1,303人を上回るアメリカ海兵隊史上最悪の人的損失となったうえ、人的損失のなかでも戦死者数は、タラワがソアソンの戦いの5倍以上であった。
負傷兵を含めた約5,000人のアメリカ海兵隊員がこの狭い占領地内にひしめいているなか、ジュリアン・スミスやシャウプがもっとも恐れていたのが、日本軍が曲射砲や迫撃砲で集中砲撃を加えてくることであったが、そのような攻撃はなくシャウプらは胸をなでおろしている。もっとも第3特別根拠地隊は、海軍陸戦隊のなかでも装備に優れていたとはいえ、曲射砲や迫撃砲を装備していなかった。暗くなっても、日本軍の機関銃と小口径の砲撃の火力は衰えず、動くものに対してはさかんに攻撃していたが、夜のとばりは確実にアメリカ海兵隊を助けることとなり、サンゴ礁上で立ち往生していた部隊は上陸を果たし、次々と補給物資や資材や武器が揚陸された。予想外の激戦で損失と物資消費も激しかったが、それを補うだけの潤沢な物資をアメリカ軍は持っていた。また、アメリカ海兵隊員たちはこの日の夜、日本軍の夜襲があるものと身構えていたが、組織的な反撃が行われることはなかった。アメリカ海兵隊の指揮官たちは、それが日本軍の連絡手段の途絶によって調整ができなかったためと判断していたが、実際は司令官の柴崎以下司令部が消滅しており、そのような組織的な反撃は困難であったからである。
しかし、組織的な反撃を行わなかったことで、日本軍の戦力消耗もなく、日本軍は引き続き持久戦を戦う能力を維持できた。アメリカ海兵隊にとっても、陣地を飛び出して突撃してくる日本兵よりは、防御陣地に立て籠っている日本兵の方が遥かに危険な存在であった。日本軍は反撃する代わりに、夜闇に紛れて後方から破壊されたトーチカに兵員を送り込んで再編成を行い、海岸にあるアムトラックや戦車の残骸に潜り込んでアメリカ海兵隊員の背後を確保し、海岸から約600mの所に座礁していた輸送船「斉田丸」の残骸に機銃を据え付け、翌朝のアメリカ軍の攻撃に備えた。この、アメリカ軍兵器の残骸に日本軍兵士が身を潜めるという動きは、日没前から準備が進められており、タイム誌の従軍記者として、タラワに上陸していたロバート・シャーロッドが、海中で撃破されていたアメリカの軽戦車に、殆ど素っ裸の人間が海中から潜って車内に入っていく姿を目撃し、違和感を覚えてアメリカ海兵隊将校に報告したが、激戦のさなかで将校に全く余裕はなく聞き流されている。
守備隊としてまとまった反撃はなかったが、レッドビーチ2の佐世保第7特別陸戦隊第1中隊と本部部隊による、飛行場付近の戦車部隊に対する夜襲が行われている。佐世保第7特別陸戦隊副官の岡田正大尉が、各部隊の先任者を呼集すると22：00からの夜襲を命じた。作戦としては、各隊から3人の決死隊を選抜し、決死隊は九九式破甲爆雷でアメリカ軍戦車を攻撃し、その後に他の兵士が突撃してアメリカ海兵隊員を撃破するというものであった。作戦開始時間になり、夜襲隊は飛行場近くの作戦開始位置まで近づき、アメリカ軍戦車隊の様子をうかがったが、M4中戦車が滑走路上で円陣を組んでおり、自家発電による電灯で辺りを明るくしている中で、戦車兵は戦車を降りて、食事をしたり、談笑したり油断をしている様子であった。夜襲隊は好機と見るや、まずは決死隊が戦車に向かって突撃して、九九式破甲爆雷を抱いたままM4中戦車に体当たりを行いあちこちで大爆発が発生した。決死隊の自爆攻撃で多数のM4中戦車が炎上し、生き残ったM4中戦車は混乱して右往左往した。そこに夜襲隊は突撃を敢行し、不意をつかれたアメリカ海兵隊は大損害を被って苦戦を強いられたが、やがて態勢を立て直すと、圧倒的な火力で反撃を開始し、日本軍の夜襲は撃退された。このように、この夜の夜襲はアメリカ海兵隊に大きな損害を与えることはできなかったが、アメリカ海兵隊員の睡眠時間を奪い、疲労度を蓄積させるのに大きな効果があった。あるアメリカ海兵隊員は一睡もできず「日本軍の戦法、とくに実質的な自殺戦術を使った集団バンザイ攻撃にとっての暗闇の価値は、実に現実的で、恐ろしいものになっていた」とその恐怖を語っている。
この夜、連合艦隊は陸上攻撃機によるタラワ沖合の艦船及びタラワのアメリカ海兵隊への攻撃を命じ、マーシャルとナウルの飛行場から合計7機の陸上攻撃隊が出撃した。日本軍の陸上攻撃機はタラワ沖合に到達すると、アメリカ海軍艦船を攻撃するため低空飛行を開始したが、激しいアメリカ軍艦艇からの対空射撃によって戦果を挙げることもなく撃退された。なお、この攻撃で陸上攻撃機3機が未帰還となった。また、夜明けの1時間前に日本軍の飛行艇が特徴のあるプロペラ音を轟かせながら、アメリカ海兵隊員がひしめくビーチに向けて飛行してきた。シャーロッドが空を見上げていると近くにいたアメリカ海兵隊員が「あれは古い洗濯機のチャーリーさ」とあだ名を教えてくれた。さらに「ガダルカナル戦以来、あれにお目にかかってますよ！大した危害は与えませんがね」と説明をしている。その「古い洗濯機のチャーリー」に対して、自分たちの背後から日本軍独特のピンク色の曳光弾が発射されて爆撃位置を管制しようとしたが、管制された「古い洗濯機のチャーリー」の投下した爆弾は海上に落下して、アメリカ海兵隊に損害はなかった。これを見たシャーロッドは、日中に軽戦車の残骸に日本兵が侵入したのを目撃していたこともあって、背後に日本軍が潜んでいることを懸念したが、他のアメリカ海兵隊員がそれに気が付くことはなかった。

### 11月22日

#### アメリカ海兵隊増援投入

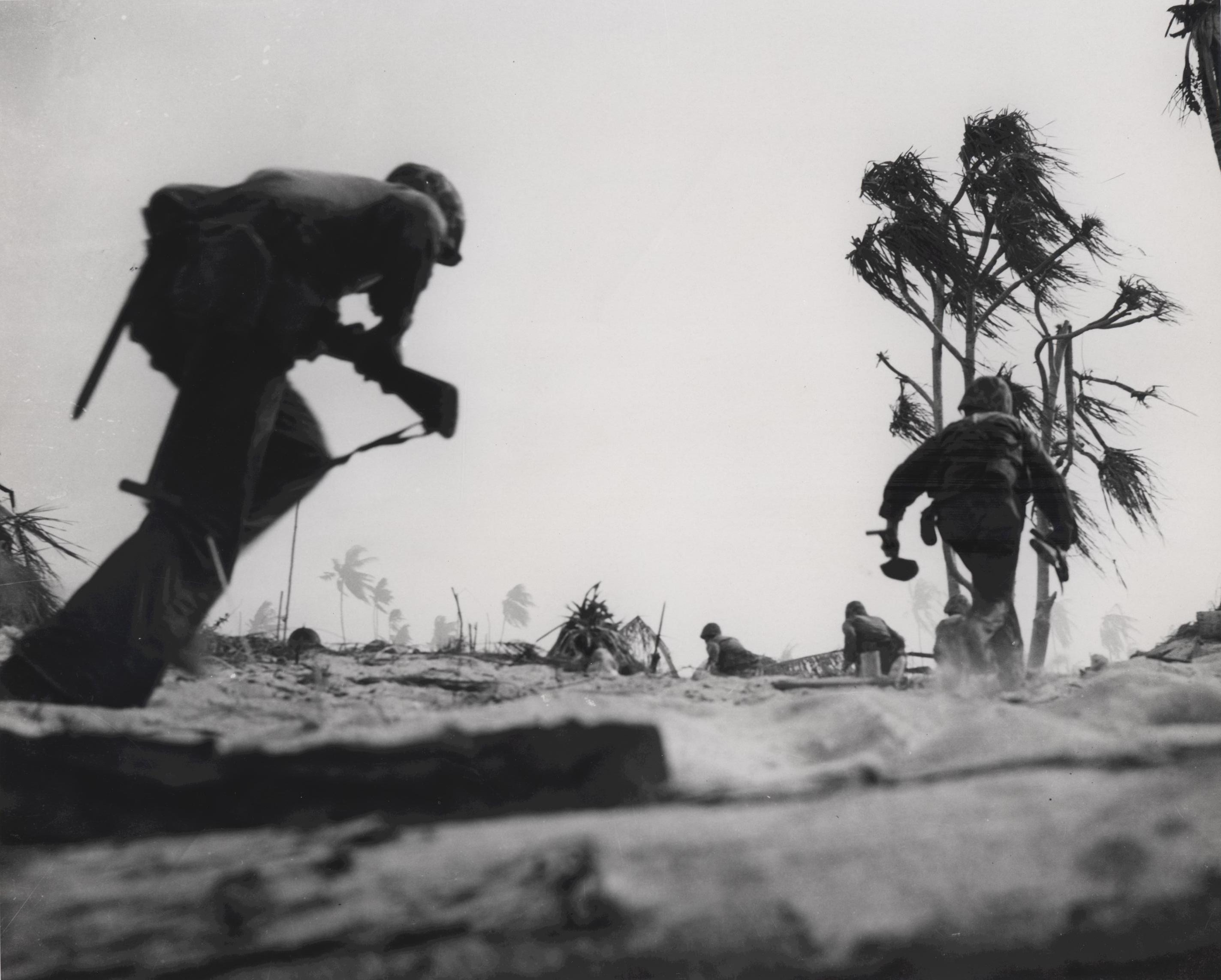
銃撃をかいくぐって突撃するアメリカ海兵隊員

両軍の兵士にとって眠れない夜が明けようとしていた。夜明けの時間が干潮の時間と重なっていたが、次第に明るくなって見通すことができるようになった海岸沿いには、多数のアメリカ海兵隊員の遺体や、アムトラック、上陸用舟艇、戦車の残骸が散らばっており、遺体からの腐臭が立ち込めるという地獄絵図になっていた。シャウプは正確な損害状況の把握に努めていたが、それは困難な作業であり、大まかに1/3の兵力が失われ、その中でも士官や下士官の死傷者の割合が高いということぐらいしかわからなかった。シャウプは「我々はとてつもなく困難な状況にある」と認識し、師団司令部にさらなる増援と、負傷者が多すぎてつきかけていた医薬品の補給を求めた。また、熱暑対策に大量の真水と食塩の補給も求めた。ジュリアン・スミスはシャウプの求めに応じて、師団予備戦力の海兵第8連隊の2個大隊を、朝1番の午前6：00に増援として投入することを約束した。
作戦計画通りに、アメリカ軍の増援部隊を乗せた上陸用舟艇が海岸へ向けて進撃を開始した。海岸からは昨日と遜色ない激しい十字砲火が浴びせられ、早くも上陸用舟艇に損害が続出した。やがて上陸用舟艇がサンゴ礁まで達すると、夜の間に座礁した「斉田丸」や撃破されたアメリカ軍の上陸用舟艇やアムトラックの残骸に隠れていた日本兵が、上陸用舟艇を降りて、十字砲火の中を意を決して突撃するアメリカ海兵隊員を背後から狙撃した。前後から猛射を浴びたアメリカ海兵隊員はたちまち大混乱に陥り、甚大な損害を被った。なかには、狙撃で負傷した戦友を助けようとして駆け寄ったが、そこに日本軍の砲弾が着弾し、負傷兵ごと吹き飛ばしてしまうという阿鼻叫喚の状況も多見され、アメリカ海兵隊員は上陸初日よりも状況は悪化していると恐怖した。
なかでも「斉田丸」からの機銃攻撃は絶大な効果を挙げており、背後から掃射されアメリカ海兵隊は次々となぎ倒され、混乱しているアメリカ海兵隊員に陸上の便所に設置されていた機銃座からも機銃弾が浴びせられて、あっという間に100人以上のアメリカ海兵隊員が死傷してしまった。アメリカ海兵隊員はこれでようやく昨晩のうちに日本兵が自分たちの背後に潜んでいることを認識し、「憎いジャップめ、昨夜そこまで泳ぎついて、あの貨物船の中の機関銃を発射したらしいぞ。どうも弾丸がその方角より飛んでくるのを見たように思った」などと口々に語っていたが、後の祭りであった。シャーロッドが見渡したところ、たちまちサンゴ礁上にはアメリカ海兵隊員約200体の遺体が横たわっていた。
大損害を被ったアメリカ軍はまず便所の機銃座に砲撃を集中して撃破すると、次に「斉田丸」に対し航空攻撃を行った。まず、F6F戦闘機4機が来襲し、機銃掃射を開始した。しかし、「斉田丸」を沈黙させることはできなかった。続いて小型爆弾を抱えたF6F戦闘機が3機来襲した。「斉田丸」に対し1番機、2番機は至近弾を与え、3番機は直撃弾を与えたが、「斉田丸」の機銃陣地は無傷であった。この後もさらに「斉田丸」に対する攻撃は続けられ、今度は12機のF6F戦闘機が来襲した。12機の戦闘機は次々に爆弾を投下するものの「斉田丸」に直撃弾を与えられず、ようやく1発だけ命中した。だが、それでも「斉田丸」の機銃陣地は無傷であった。艦載機の爆撃のあまりの不正確さに、海上のアメリカ海兵隊員たちは失望したが、艦載機が頼りにならないことを痛感したアメリカ海兵隊は、自ら工兵部隊による決死隊を編成して「斉田丸」に近づき、高性能爆薬を仕掛けた。その高性能爆薬により「斉田丸」は大爆発を起こし、「斉田丸」の日本軍の機銃陣地はようやく沈黙した。

#### タラワ西海岸確保

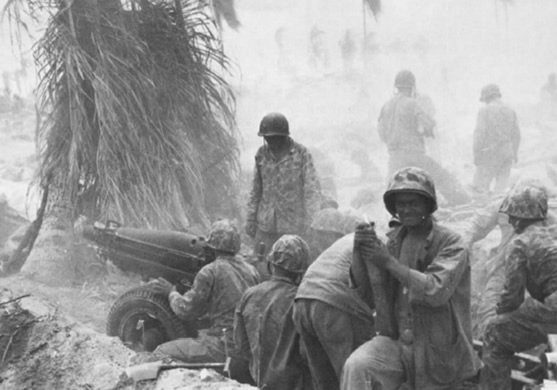
タラワで猛威を振るったM116 75mm榴弾砲

シャウプの作戦は、昨日に血路を開いた飛行場へ進撃し、そのまま滑走路を横切って島の南端まで達して日本軍を東西に分断しようというものであった。しかし、日本軍は夜の間に戦線を整理し、サンゴ礁やビーチのアメリカ軍兵器の残骸に機関銃や狙撃兵を忍ばせて、背後から上陸部隊を叩くと共に、滑走路上のアメリカ海兵隊の背後に部隊を進出させて孤立化させ、昨日掃討された椰子の木に潜む狙撃兵も復活させて、アメリカ海兵隊の進撃を妨げた。
師団予備の第8海兵連隊の2個大隊は続々と上陸用舟艇でレッドビーチ2に送り込まれてきたが、サンゴ礁上で降ろされたアメリカ海兵隊員はそこで射殺されるか、激しい銃撃を前に、日本軍が設置したコンクリート製の防塞か、撃破されたアムトラックや戦車で弾丸を防いでいるかいずれかであり、陸上までたどり着ける者は殆どいない有様で、また、滑走路に向けて進撃しようとするアメリカ海兵隊員は激しい銃撃を浴びてなかなか前進できなかった。陸上にいたアメリカ海兵隊員は、海上で撃ちまくられる増援部隊を見守っていたが、その様子は自分たちの昨日の体験よりももっと酷いものに思われた。どうにか上陸できた海兵第8連隊第1大隊長のD.レンス.ヘイズ少佐がシャウプの下にやってきたが、上陸するまでに半数の兵力と殆どの装備を失い、さらに大隊はバラバラになっていた。
この後、アメリカ海兵隊にとって幸運が訪れ、小潮が36時間も遅れて正常に戻り、ようやくサンゴ礁が海中に没していった。これで、上陸用舟艇や戦車揚陸艇が海岸まで到達することができるようになり、アメリカ海兵隊員は危険なサンゴ礁を徒歩で海岸を目指す必要がなくなり、さらに、海上で孤立していたアメリカ海兵隊員や火砲などの重装備を続々と送り込むこともできて戦力が充実してきた。特にM116 75mm榴弾砲が猛威を振るい、ビーチで迅速に組み立てられると、確認できた日本軍の砲座を直接照準で砲撃して撃破していった。奇跡的に日本軍の砲撃から生き延びることができたブルドーザーは、夜間の間に平坦で身を隠すところが少ないビーチに次々と砂を盛り上げて即興の遮蔽物を造成しており、榴弾砲は日本軍の攻撃を避けながら正確な砲撃を浴びせることができた。
シャウプは戦闘指揮所を桟橋下から、日本軍の燃料貯蔵庫の横に掘った穴の中に前進させていたが、目と鼻の先の燃料貯蔵庫内には日本兵約20人が立て籠もっており、戦闘指揮所を完全武装したアメリカ海兵隊員が警護していた。実際に燃料貯蔵庫の排気口を伝って日本兵がシャウプに接近し、一緒にいた下士官を狙撃して負傷させたということもあった。シャウプは昨日負傷した足から出血が続いていながらも、後退することはなく引き続き指揮を執り続けていたが、なかなか好転しない戦況にいら立ちを募らせていた。軍予備から第6海兵連隊を取り戻してい師団長のジュリアン・スミスは、その投入時期と投入個所を探るために、シャウプに戦力は足りているか？と打診してきたが、シャウプは躊躇なく「No」と回答している。そのシャウプのわずか9ｍ先が最前線であり、対峙した両軍は激しい銃撃戦を展開していた。そして、身体を少しでも暴露した兵士は、間違いなく衛生兵か死体埋葬班のやっかいになるような状況であった。
そのような激戦下でも、昨日タラワに一番乗りした「海兵隊でもっとも勇敢な男」ことホーキンスは、全く躊躇することなく、激しい銃火の中を、勇敢というよりは無謀で異常な勇気で駆け回り、ひたすら日本軍のトーチカや機関銃座を潰して回った。弾片で負傷したが、「おれはジャップをやっつけるために、ここにやってきたのだ。後送されるために来たんじゃない」と言い放って後送を拒むと、部下とアムトラックに乗り込んで日本軍の機関銃座に飛び込んで行った。その光景を見た部下のアメリカ海兵隊員は「1分間に百万発の銃弾が耳元をかすめるなかで、ひたすらジャップを撃っている光景は、決してわすれないだろう。あんな男は人生で1度も見たことがない」と驚嘆したが、幸運は長くは続かず。正午ごろ、ついに日本軍の銃弾がホーキンスの肩付近の動脈を貫き、まもなく戦死した。ホーキンスは、昨日の桟橋の制圧に加えて、5回も負傷しながら、6か所の日本軍のトーチカや機関銃座を撃破した。その卓越した武勲にたいして、名誉勲章が遺贈された。
昨日に引き続き、レッドビーチでは大苦戦していたアメリカ海兵隊であったが、タラワの西端の海岸（アメリカ軍呼称：グリーンビーチ）で大きな進展があった。昨日、タラワ北西端の岬を確保していたライアン率いる臨時混成大隊が、グリーンビーチに向けて前進を開始した。その援護には昨日グリーンビーチに海没を逃れて上陸できた2輌のM4中戦車と、海上からは2隻の駆逐艦が地上のアメリカ海兵隊員の管制による精密砲撃で支援していた。日本軍の抵抗は散発的であり、その微力な抵抗もM4中戦車と駆逐艦の砲撃で粉砕されてしまい、戦闘開始後わずか1時間でグリーンビーチ一帯はライアンの臨時混成大隊の手に落ちた。これでアメリカ海兵隊はグリーンビーチに安全に増援部隊や補給物資を送り込むことができるようになったが、依然としてレッドビーチ正面の日本軍の抵抗は衰えを見せることはなかった。

#### われわれは勝ちつつあり

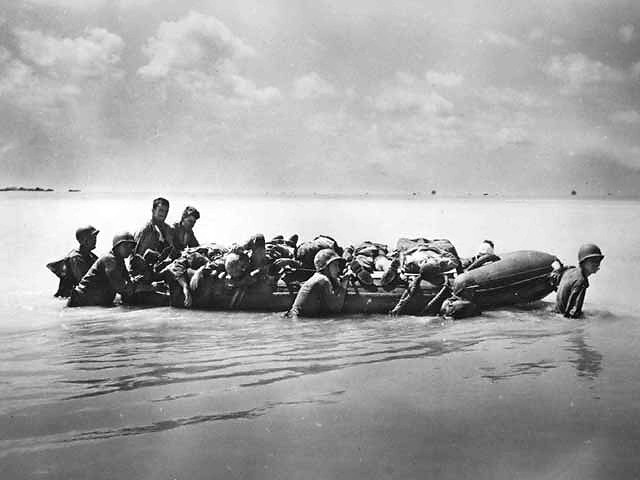
第6海兵連隊第1大隊がタラワに上陸したゴムボート

シャウプから切実な増援要求を受けたジュリアン・スミスは熟考のうえで、第6海兵連隊を激戦続くレッドビーチ2に正面から上陸させて、第8海兵連隊の二の舞にするのではなく、日本軍の防備が弱いところにゴムボートで密かに上陸させて、陸路で前線に向かわせることとした。早速、第6海兵連隊第1大隊はゴムボートに分乗すると、大きく迂回して制圧していたグリーンビーチから無事に上陸することができた。このおかげで第6海兵連隊第1大隊はタラワの戦いにおいて、初めて海上で損害を被らずに上陸できた部隊となった。その後グリーンビーチには続々と部隊と補給物資が揚陸されたが、そのなかには、昨日レッドビーチ沖で戦車揚陸艦ごと2個小隊を失っていた第2戦車大隊軽戦車中隊の生き残りもおり、西岸の日本軍を掃討して、明日から第6海兵連隊と東進することとなっていた。
レッドビーチ2と3正面でも戦況はアメリカ海兵隊に有利になりつつあった。続々と揚陸される火砲や戦車に支援を受けてアメリカ海兵隊員は飛行場に向けて前進を開始していた。勇猛なアメリカ海兵隊士官は、日本軍の激しい機銃掃射のなかでも滑走路を突っ切ろうとして走り出したが、部下は遮蔽物に身を隠して付いてこなかった。その様子を見たその将校は、戦闘指揮所に駆け込んでシャウプに「大佐殿、あの浜辺には海兵隊が1,000人もいるのに、1人として小官に続いて滑走路をこえようとしない」と嘆いたが、シャウプは「貴官はこう言わねばならん。オレに続くものは誰か？それでたとえわずか10名でも貴官に続くものがあれば上出来だよ、それは1名もいないよりましだ」と発破をかけた。その後ビーチで身をかがめていたアメリカ海兵隊員たちも、タラワの南端に向けて滑走路を進んで行った。
滑走路上にも日本軍の機関銃座は多数あったが、その抵抗はビーチに比べると致命的ではなかった。これは日本軍がビーチ沿いの陣地に戦力を集中させており、滑走路を守っていたのは設営隊の軍属を中心とする部隊であったからであった。滑走路に構築されていた火砲陣地も、設置されていた山砲や歩兵砲はビーチに前進済みであり、もぬけの殻となって逆にアメリカ海兵隊員に利用された。滑走路上にもビーチと同じ密度で日本軍の陣地が残されていたら、アメリカ海兵隊が何人生き残れたかはわからなかったが、軍属を中心とする部隊では、アメリカ海兵隊を押しとどめることは不可能で、滑走路を突っ切ったアメリカ海兵隊は、藪や弾痕を乗り越え、地雷原を回避しながら夕方前には南の海岸線に達し、日本軍が放棄した塹壕を活用して約200ｍの海岸線を確保した。これで、日本軍の兵力は東西に分断された。
これでシャウプの目標は達成されたが、日本兵はまだ多数生存しており、島を東西に分断した前線上のアメリカ海兵隊に東西両方から激しい銃撃を浴びせていた。しかし、シャウプに届く報告は前向きなものが増えており、作戦開始以来不眠不休で指揮を続け、さらに負傷までしていたシャウプは、疲労しきって顔や軍服は泥だらけで、足に巻かれた包帯には血が滲んでいたが、闘志は全く衰えてなかった。午後16：00には詳しい戦況報告を師団司令部に打電したが、その締めが後にアメリカ海兵隊で語り草となった。
ビーチ沿いの強固な日本軍拠点の攻略も進んでいた。レッドビーチ3対面にあった日本軍拠点はビーチ沿いの陣地のなかでもっとも強固に構築されていた。拠点内の機関銃座は、何度も手榴弾や火炎放射器で掃討されていたが、その度に新たな機関銃が設置されて、激烈に反撃してきた。また陣地内は細かい区画で区切られているようで、うまく手榴弾を投げ込んでも、その区画の日本兵を殺傷するのみで、残りは無傷であり、トンネルを伝って続々と補充がやってきた。あまりにきりがないので、攻めているアメリカ海兵隊将校は「このトンネルは東京にまで続いているのか？」と嘆いていたが、アメリカ海兵隊員は意を決して拠点内に飛び込むと、銃剣で日本兵と白兵戦を繰り広げて、ある程度制圧すると、ブルドーザーで残った日本兵ごと埋めてしまった。
午後19：00頃に、シャウプは従軍記者のシャーロッドを見かけると「我が方は今勝ちつつある。だが敵の奴らはまだまだ、しこたま鉄砲玉を持っているぞ」と力強く話しかけてきた。シャーロッドはあとどのくらい戦闘が続くのか尋ねたところ、シャウプは「我が軍は明日、島の西端全体を掃討するものと信じるが、それ以上かかるあもしれない。やつら全部を島の尾端部より根こそぎ殲滅するためには、さらに1日か2日を要するだろう」と目論見を述べた。しかし、シャウプがその目論見を果たすことはなく、この日の午後20：30に作戦指揮を第2海兵師団参謀長メリット・A・エドソン大佐に引き継いだ。

#### 日本軍の状況

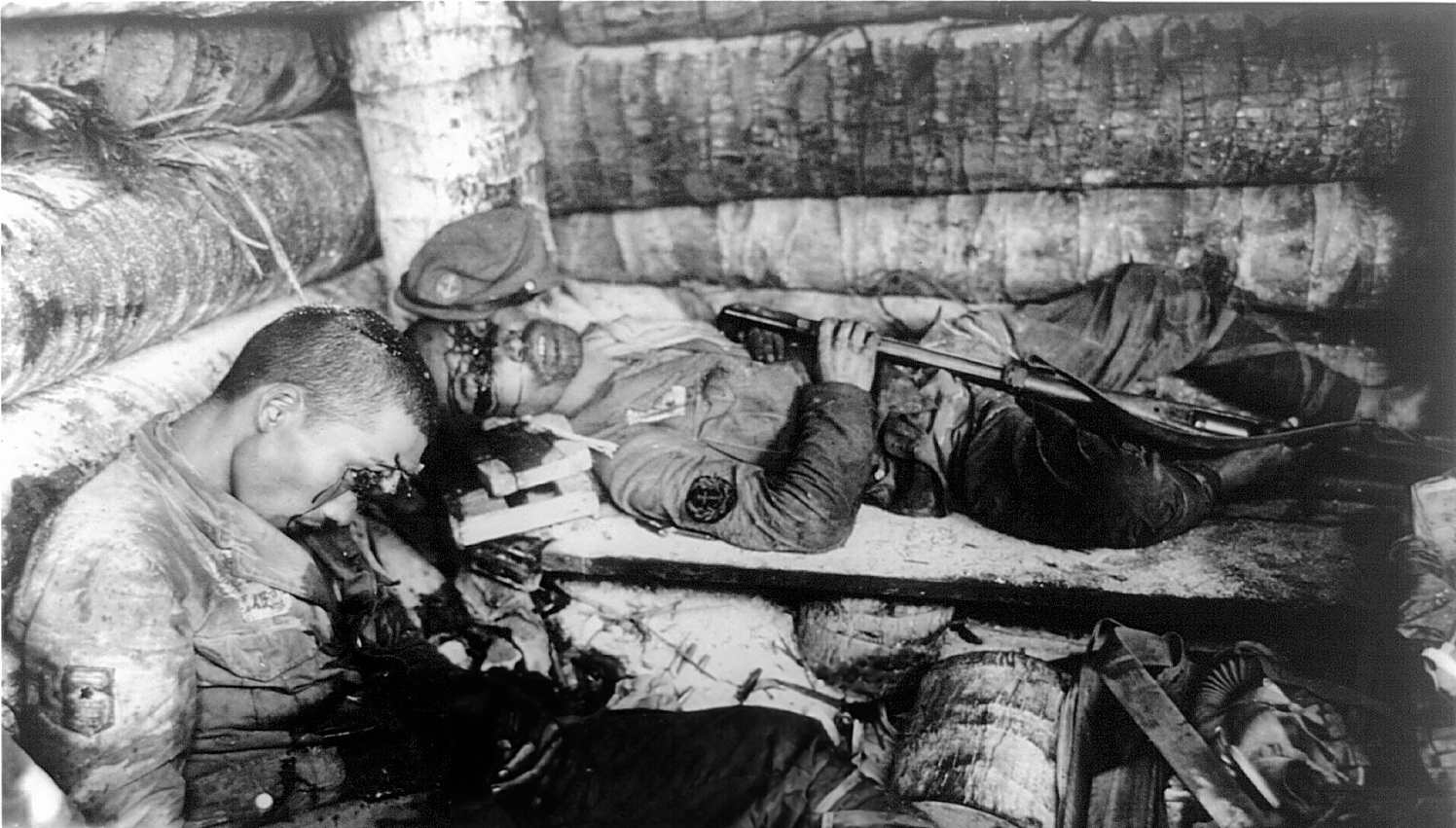
陣地内で自らの額を撃ち自決した日本兵

日本軍守備隊は既に崩壊しつつあったが、日本兵の戦意は衰えてなかった。日本兵を支えていたのは「自分たちが玉砕しても、必ず、連合艦隊が来てくれる」という希望であった。壕の中には負傷者があふれていたが、治療する医薬品どころか食料もなくなっていた。司令部は既に無かったが、各部隊の組織統制はまだ健在であり、部隊指揮官からの命令も届いていたが、そのなかには「（戦闘に参加できなくなった者は）各自、適当なる処置を取る。決して汚名を後世まで
残さぬよう、決意されたい」と自決指示まであった。その指示を守って、戦闘で重傷を負った多くの兵士が自ら命を絶っていた。自ら命を絶たずとも壕内に横たわっている負傷兵は、塹壕ごとアメリカ海兵隊のブルドーザーで生き埋めにされてしまい、その人数は数百名にも上った。
連合艦隊は感度が弱いながらも、22日まではどうにかタラワと連絡が取れていた。しかし午後13：25には全く途絶してしまった。タラワから連合艦隊への最後の通信は以下の通りであった。
また同日、永野修身軍令部総長から昭和天皇に対しタラワの戦況が奏上された。昭和天皇は永野の奏上をきくとタラワ守備隊に激励の言葉を送り、軍令部はその旨を22日の夕方にタラワ方面に向けて打電した。
この天皇からの激励のことばがタラワ守備隊兵士の耳に入ったかは不明であるが、動ける日本兵はアメリカ兵を1人でも多く殺すため戦闘準備に余念なく、レッドビーチ正面で生き残っていた日本兵は、残された日本軍最大の拠点である、第3特別根拠地隊の鉄筋コンクリート製2階建ての戦闘指揮所とその周辺の陣地に集まっていた。やがて日が暮れたが、昨日とは異なり組織的な夜襲をするだけの戦力は日本軍には残されていなかった。

### 11月23日

#### ジュリアン・スミス師団長タラワ上陸

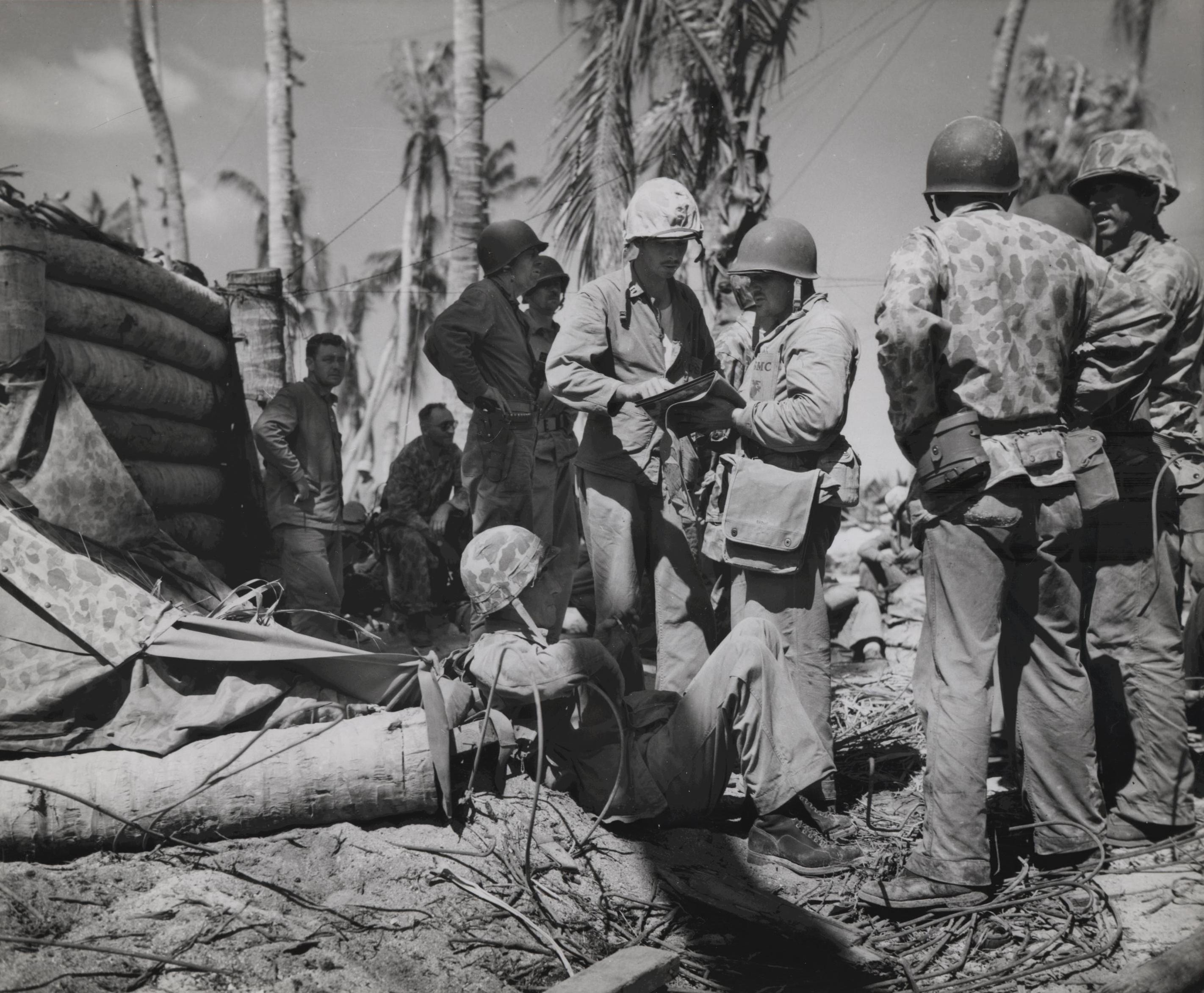
タラワ島上の戦闘指揮所、中央で地図を持っているのがデビット・シャウプ大佐、その右で後ろ向きがメリット・A・エドソン大佐、前で座っているのがトム・カルへイン少佐

翌11月23日、エドソンは残敵掃討のために、まずは艦砲射撃と空爆によって徹底的に日本軍を叩き、その後にグリーンビーチ方面から、昨日ゴムボートで上陸していた第6海兵師団第1大隊に加えて第3大隊も上陸させて東進させ、既に上陸している第2海兵連隊と第8海兵連隊も残る日本軍拠点を虱潰しに撃破していくという作戦を命じた。これは過去2日間に渡って散々叩かれた痛い経験から、万全を期さないといけないという強い信念に基づくものであった。夜が明けた午前7：00に艦砲射撃が開始された。この艦砲射撃はこれまでの戦闘経過や偵察によって暴露されていた日本軍占領地の区域を限定して、1か所あたり20分もの間集中砲火を浴びせるというものであった。そしてその後もアメリカ海兵隊の進撃に応じ、8：30、9：30、10：30と1時間おきに目標を変えて同じく20分間艦砲射撃を浴びせることとなっていた。
戦況はアメリカ軍にとってかなり有利になっており、昨日まで張り詰めた空気が流れていたレッドビーチ2の戦闘指揮所においても、多少は余裕が見える様になっていた。作戦初日から同行取材を続けているシャーロッドに、第2海兵連隊作戦主務将校のトム・カルへイン少佐が「我々は今や日本軍の目玉をえぐり取ったよ」と胸を張った。カルへインはタラワ上陸以降、48時間もの間不眠不休で大声で命令を叫び続けており、声はかれてしまい、すっかりと嗄れ声になっていた。そこに軍医長の大佐や他の将校も加わり、この戦いがどれほどの激戦であったか、感想を述べあった。軍医大佐はこれまで600人もの負傷兵をトリアージしてから、沖合の病院船に後送していたが、従軍していたガダルカナルの戦いと比較して「私もガダルカナルにいたがね。あれはDuck soup（簡単な仕事という意味）だったよ」と述べ、それを聞いていた海兵隊将校は、自分が従軍したヨーロッパ戦線のハスキー作戦と比較して「わたしはシチリア島上陸に参加しましたが、あれ（ドイツ軍）はしゃれた部隊で、9割は娘のようなものだった」とこの戦いがいかに厳しいものであったか語り合った。それを聞いていたカルへインはしみじみと以下のように振り返っている。
軍人同士の話を聞いていたシャーロッドは「おそらくこのタラワの戦いが、結局。歴史になろうとしている」という想いを胸に抱いている。
戦況は大きく動いており、旗艦「メリーランド」艦上からでは作戦指揮に支障をきたす様になってきたため、師団長のジュリアン・スミスは参謀ら約10人の司令部要員を連れて、タラワ島上に師団司令部を前進させることとした。午前11：55にジュリアン・スミス以下司令部要員はアムトラックに搭乗し、まずは安全が確保されているグリーンビーチに向かい、そこで本日上陸したばかりの第6海兵連隊第3大隊を視察した。その後、アムトラックに乗って、次はエドソンとシャウプがいるレッドビーチ2の戦闘指揮所を目指したが、途中で陸上の日本軍から射撃を浴びせられ、操縦兵が負傷してしまった。あやうく難を逃れたジュリアン・スミスらは、アムトラックを乗り換えてレッドビーチ2に無事に到着すると、エドソンとシャウプから詳しい戦況報告を受けた。

#### 第3特別根拠地隊戦闘指揮所陥落

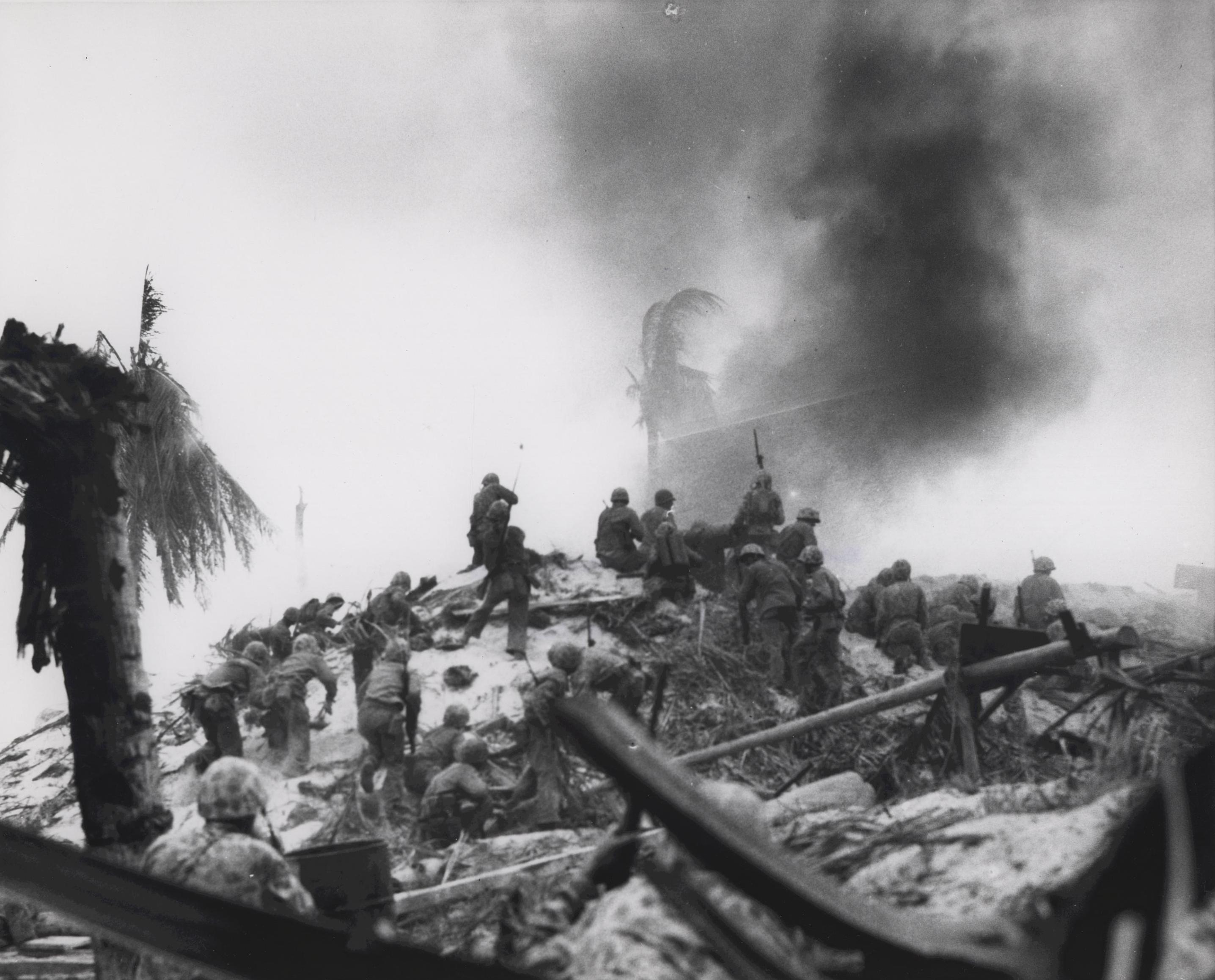
日本軍の地下陣地を攻撃するアメリカ海兵隊

師団長が、前線を視察している頃、第2海兵師団各連隊は進撃を開始していた。本日の攻略目標の中でもっとも重要であったのは、タラワ中部にあった第3特別根拠地隊海軍根拠地隊の鉄筋コンクリート製の戦闘指揮所であった。これまで散々砲爆撃の目標とされてきたが、これまで撃破されることもなかった。攻略を担当したのが、昨日にサンゴ礁上で徹底的に叩かれた第8海兵連隊第1大隊であった。昨日も第8海兵連隊第1大隊は戦闘指揮所と周辺陣地を攻撃していたが、日本軍の陣地は強固で撃退されていた。特に戦闘指揮所を守る3か所の機銃座に苦戦を強いられていた。この機銃座はそれぞれ鋼鉄や椰子の木の丸太で構築された頑強な作りで、互いが連携しあって死角もなかった。
第8海兵連隊第1大隊にはM3軽戦車3輌が支援につき日本軍陣地に攻撃を開始したが、搭載しているM6 37 mm 戦車砲は全くの威力不足で、ときには日本軍陣地に砲身が届くぐらいの位置まで接近して主砲を撃ち込んでも破壊することはできなかった。そのうち1輌のM3軽戦車が地雷で撃破されたので、残ったM3軽戦車は撤退し、代わりに上陸したばかりのM3 75mm対戦車自走砲2輌が投入されたが、日本軍の集中砲撃を浴びてうち1輌が撃破された。そのため、アメリカ海兵隊員はこれまで通りに危険を冒しながら、火炎放射器や爆薬で1個ずつ日本軍陣地を撃破していった。そのうちに1輌のM4中戦車が部隊に合流して、その強力な75mm砲で支援を開始した。
戦闘指揮所を守る3か所の機銃座は健在で、アメリカ海兵隊員の犠牲者は増え続けていたが、そのうち迫撃砲の集中砲火によってそのうちの1か所の陣地が爆散、別の機銃座にはM4中戦車が75mm砲を何十発も撃ち込んでついに撃破した。日本兵が立て籠もっていたのは、戦闘指揮所の傍にある地下陣地で、アメリカ海兵隊からは砂山に見えたが、工兵の決死隊が陣地の出入り口を爆薬で爆破して日本兵を閉じ込めると、火炎放射器を持ってその砂山を登っていった。砂山の頂上を守るために他の出入り口から日本兵が飛び出してきて、工兵に向かって突撃してきた。先頭を登っていたのは工兵のアレキサンダー・ボニマン中尉であったが、ボニマンは怯むことなく、装備していた火炎放射器で日本兵3人を焼殺したのち、自分も日本兵の銃弾を浴びて戦死した。ボニマンにはこれまでの殊勲も含めて名誉勲章が送られている。ボニマンの活躍もあって砂山の頂上まで登りきった工兵たちは火炎放射器で地下陣地の内部を焼き尽くした。仕上げはこれまで大活躍してきたブルドーザー数台が、残った日本兵を生き埋めにしてしまった。こうして第3特別根拠地隊の戦闘指揮所は陥落し、のちにこの地下陣地から300人の日本兵の遺体が収容された。

#### 日本軍防衛線崩壊

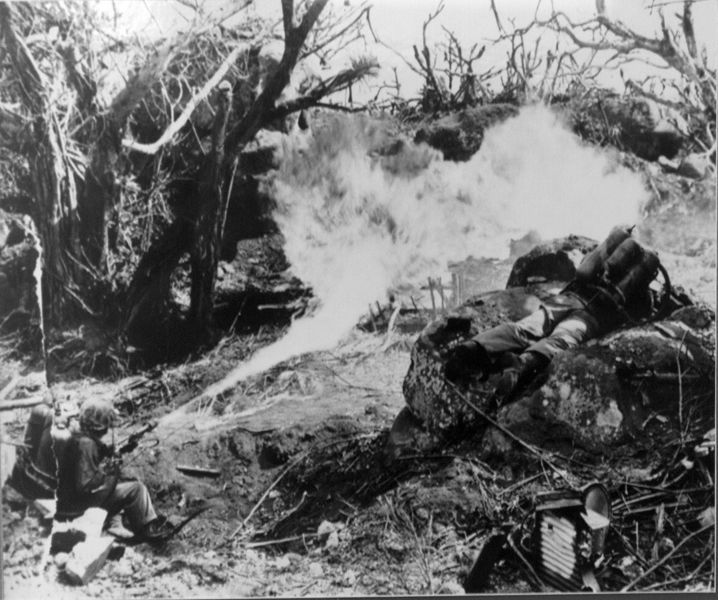
火炎放射器で日本軍の地下陣地を攻撃するアメリカ海兵隊

昨日ゴムボートでグリーンビーチへに上陸した第6海兵連隊第1大隊は、同じく昨日グリーンビーチに上陸していた第2戦車大隊軽戦車中隊とM4中戦車1輌を先頭にして、タラワ南海岸の掃討に出撃した。タラワ西海岸方面の日本軍は昨日までに徹底的に叩かれており、第6海兵連隊第1大隊は微弱な日本軍の抵抗を撃破しながら南海岸に向けて順調に進撃していった。南海岸にも、アメリカ軍の上陸に備えて多数の陣地が構築されており、第6海兵連隊第1大隊はその陣地を一つずつ、戦車砲や爆薬で破壊していったが
これらの陣地に備え付けてあった火砲や機銃は既に北部での戦闘に投入されており、多くが空の陣地であった。
陣地内に立て籠っていたのは、これまで前線に投入されていなかった軍属や待避していた負傷兵が殆どであり、抵抗は弱弱しかった。他の連隊とは異なり、これまでまともな戦闘をしておらず殆ど消耗していなかった第6海兵連隊第1大隊は存分に暴れまわり、揚陸していたM3 75mm対戦車自走砲に搭乗して、日本軍の空の陣地に高性能爆薬の砲弾を雨あられのように撃ち込み、陣地から頭をあげた日本兵を機銃や自動小銃で撃ちまくった。第6海兵連隊第1大隊は、これまでにまともに戦闘に参加しておらず、戦友の仇をとるべく気負っていただけに戦闘は荒々しく、弱弱しい日本軍の抵抗に対してもかなりの損害を被ってしまったが、午前11：00までには、他の海兵連隊が、先日レッドビーチ2から進撃して死闘の末に獲得していた南海岸の橋頭保まで到達することができた。その間に第6海兵連隊第1大隊は250人の日本兵を殺害したと報告している。
第3海軍根拠地隊の戦闘指揮所が陥落した後、北海岸陣地の掃討も行われていたが、日本軍の抵抗は弱く陣地は一気に包囲され殲滅された。日本軍の士気低下が著しく、陣地内からは90人もの自決した日本兵の遺体が発見された。その後も、北海岸線は第8海兵連隊第2大隊、南海岸線は第6海兵連隊第1大隊と本日上陸したばかりの同第3大隊が、日本軍を島東端に追い込むべく進撃を続けており、夕方までには滑走路の東端まで達してこの日の進撃を終えた。既に島の2/3はアメリカ海兵隊の手に落ちていたが、レッドビーチ1とレッドビーチ2の境界付近の佐世保第7特別陸戦隊本部は未だ健在であった。佐世保第7特別陸戦隊本部は堅く陣地が構築されたタラワのなかでも、特に巧みに陣地構築がなされており、アメリカ海兵隊の3日間に渡る猛攻をはねのけ、逆に最も大きな損害を与えていた。戦隊本部陣地前のビーチには大量のアムトラックや上陸用舟艇の残骸が転がっており、その正確な砲撃の効果を如実に表していた。結局、23日中に攻略することはできず、アメリカ海兵隊は陣地を包囲した状態で野営に入った。
上陸2日までと比較すると、戦況はかなり改善していたとはいえ、この日もアメリカ海兵隊の損害は大きかった。タラワに上陸して戦況をつぶさに観察していた師団長のジュリアン・スミスは、想定よりも日本軍の抵抗力が衰えていないと感じて、以下のような戦況報告を軍司令部に打電している。

#### 最後の日本軍総攻撃

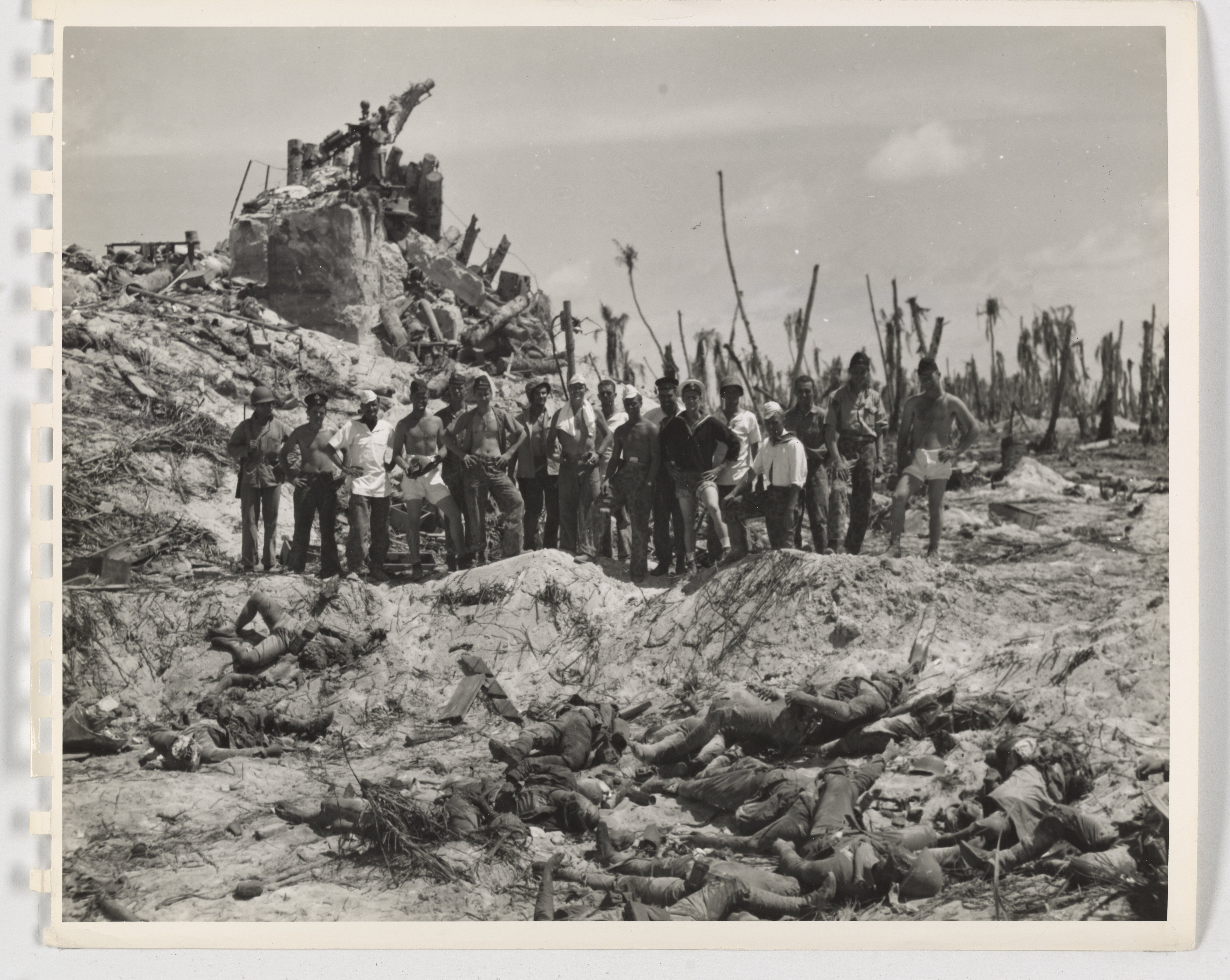
多くの日本兵の遺体を見下ろすアメリカ軍

驚異的な粘りで戦い続けてきた日本軍ではあったが、3日間にわたる激戦でほとんどの重装備を失っていた上、飲み水や食料にも事欠き、激減した五体満足の兵士も心身ともに疲労困憊し、尽忠報国の至誠だけがかろうじて戦意を持続させてきた。アメリカ海兵隊が進撃を停止し野営に入った滑走路東端近くの日本軍陣地には、西方から追い立てられてきた日本兵約350人が集結していた。殆どの士官が戦死しており、この350人の部隊を指揮していたのは中尉であったが、その中尉が扇動するわけでもなく、もはや座して死を待つよりむしろ撃って出ようということで部隊の意思が固まった。最後の攻撃は日本軍伝統の夜襲でいくこととなり、攻撃に参加できそうもない負傷兵は自ら小銃の銃口をくわえて、足の親指で引き金を引いて自決したり、負傷兵同士銃剣で刺し違えたりして次々と自決していった。
攻撃は3波に渡って行うこととなり、1波と2波は20人～30人でアメリカ海兵隊の野営地に侵入し、3波で一気に残りの兵士が突撃することとなっていた。夜襲は午後19：30から開始された。アメリカ海兵隊の記録によれば、まずは日本兵50人ほどが滑走路から南海岸線まで展開していた第6海兵連隊第1大隊の中間に深い藪から忍び出てきて、そこで足場を固めようとした。アメリカ海兵隊は日本軍の潜入に気が付くと、大隊予備兵力と迫撃砲隊もつぎ込んで、激戦の末に一旦は撃退した。次の攻撃は午後23：00に開始され、正面の雑木林の中からまた50人くらいの日本兵の一団が喚声をあげながら突撃を行い、アメリカ海兵隊の陣地を手榴弾や小銃で攻撃してきた。先の攻撃で防御を固めていた第6海兵連隊第1大隊は、迫撃砲と重機関銃を日本軍に対して撃ちまくり、この50人の一団をたちまち撃破してしまった。
この2波に渡る攻撃は、アメリカ海兵隊の陣地を特定するための牽制攻撃であり、第2波が撃破されると、午前4：00に暴露されたアメリカ海兵隊の陣地に対して、日本軍夜襲部隊主力が突撃してきた。しかし、アメリカ海兵隊もこれまでの日本軍の攻撃で、警戒を強めており、日本軍約300人が突撃してくると、陸上からの火砲や重機関銃の集中攻撃だけでなく、海岸線近くまで接近していた駆逐艦の5インチ砲も日本軍に砲撃を行った。アメリカ軍の集中砲火の前に日本兵は陣地にたどり着く前に次々と斃れていったが、それでも陣地に到達できた日本兵もおり、アメリカ海兵隊員と銃剣と小銃の台尻で激しい白兵戦を展開した。しかし戦闘は約1時間で終わり、夜が明けて日が昇ると日本兵の遺体300体がアメリカ海兵隊陣地の内外に横たわっていた。この攻撃に参加した音里一等水兵は、突撃中に背後で迫撃砲弾がさく裂し、その衝撃で気を失ったところをアメリカ海兵隊に捕虜として収容され、タラワからの数少ない生還者となった。

### 11月24日以降

#### 日本軍の組織的抵抗終結

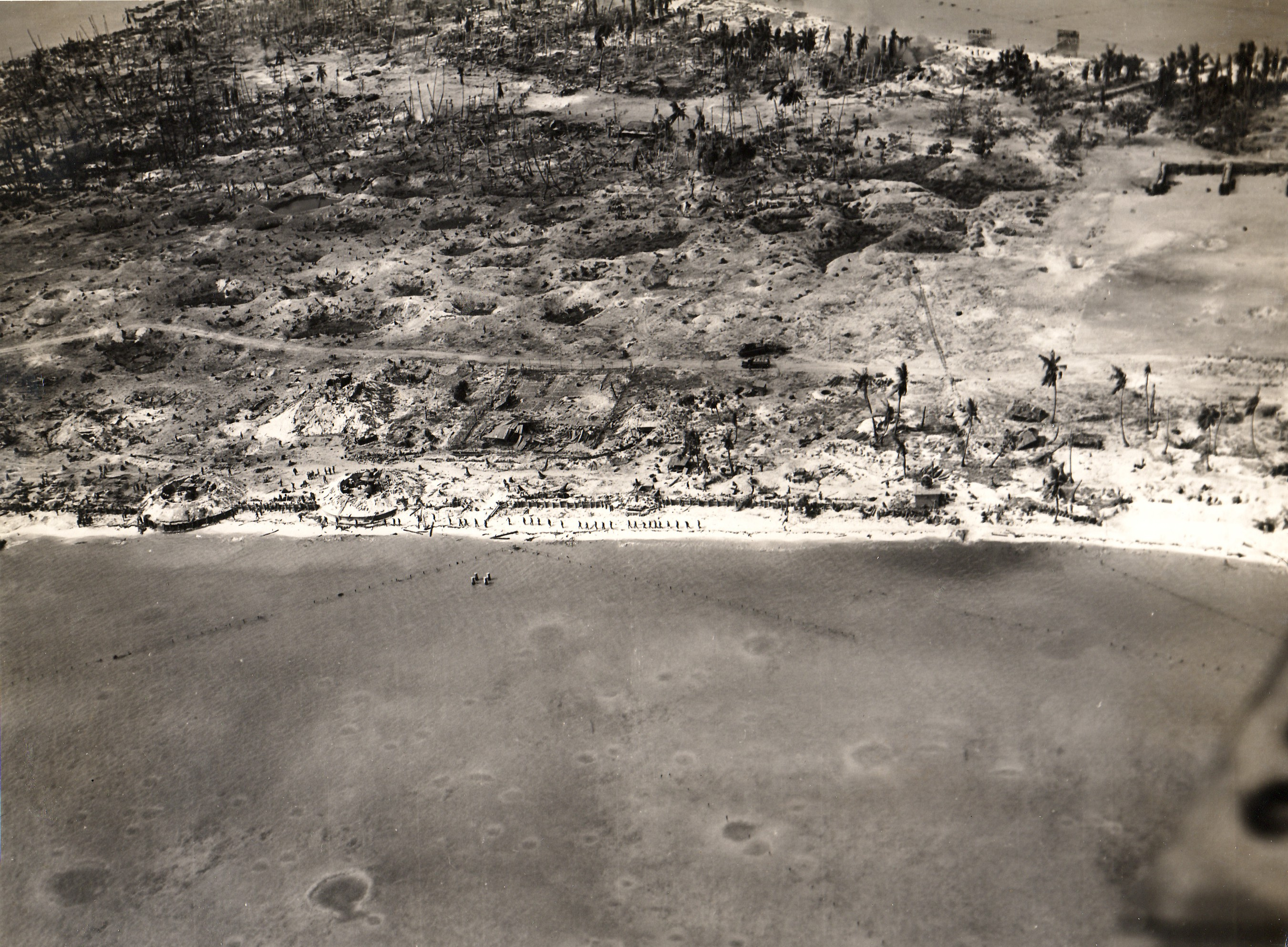
激戦により焼け野原となったタラワ

日本軍による最後の夜襲は日本軍の抵抗力を喪失させ、結果的にタラワの戦闘を早く終結させることとなった。ジュリアン・スミスは最後の予備兵力であった第6海兵連隊第2大隊をタラワに上陸させて、最後の仕上げを行った。まだ日本軍の支配地域であるタラワ東端に対して、30分間の艦載機による空爆ののち、駆逐艦による艦砲とアメリカ海兵隊の火砲による弾幕砲撃が浴びせられた。その後にM4中戦車2両とM3軽戦車7輌を先頭にして、比較的損害の少ない第6海兵連隊第3大隊と、上陸したばかりの第2大隊が日本軍をタラワ東端に追い詰めて殲滅するために進撃を開始したが、先頭のわずか9輌の戦車は、これまでの戦いで撃破を免れた全車両であり、これまでにアメリカ海兵隊は33輌もの戦車を失っていた。日本軍の戦意は昨日の夜襲の失敗で完全に砕かれており、ほとんど抵抗はなかった。進撃するアメリカ海兵隊は多くの日本兵の遺体を発見したが、多くが自ら命を絶った遺体であった。生き残った日本兵は自決をせずとも、放心したようにアメリカ海兵隊の進撃を見つめるだけであり、そういう日本兵に対しても投降を呼びかけることもせず、ようしゃなく銃撃や火炎放射が浴びせられた。こうして午前中には第6海兵連隊第3大隊はタラワの東端に達したが、500人の日本兵を掃討したのに対して、死傷者はわずか20人であった。
最後まで敢闘してきた佐世保第7特別陸戦隊本部陣地も終焉を迎えつつあった。上陸初日にこの陣地からの猛砲撃で大損害を被り、結局レッドビーチ1に上陸することができずに師団長ジュリアン・スミスから叱責された第2海兵連隊第3大隊を主力として、3方向から陣地を包囲したアメリカ海兵隊は、午前10：00から2輌のM3 75mm対戦車自走砲の支援により進撃を開始した。アメリカ海兵隊の1部はアムトラックの残骸多数が転がるサンゴ礁上からも進撃した。75mm砲の支援を受けたアメリカ海兵隊員は、強固な陣地をひとつずつ爆薬と火炎放射で撃破していったが、東端の日本軍と同様にこちらの日本軍も戦意を喪失しており、昨日までとは打って変わって抵抗は弱かった。それでもアメリカ海兵隊は慎重に3時間もの時間をかけて進撃し、午後13：00にはこれまで散々苦しめられてきた佐世保第7特別陸戦隊本部陣地を制圧した。生き残っていた日本兵の殆どは自決をしており、捕虜となったのは、いずれも重傷で自決することすらできなかった1人の士官と、16人の下士官兵のみであった。その他、129人の朝鮮人労務者も捕虜となったが、朝鮮人労務者はすすんで捕虜となり、その後はアメリカ海兵隊に協力を申し出て、アメリカ海兵隊員の遺体の埋葬などを手伝っている。
「ガルヴァニック作戦」のアメリカ海兵隊総指揮官ホーランド・スミスは、マキンの戦いが予想以上に長引き、この時点でもマキン沖合にいたが、ジュリアン・スミスから佐世保第7特別陸戦隊本部陣地攻略の報告を受けると、午後13：40にタラワの確保を正式に宣言した。しかし、この後も数日にわたって陣地内にわずかに生き残っていた日本兵の掃討戦が続いた。こうしてベティオ島を攻略したアメリカ海兵隊は、他のタラワ環礁内の島も順次攻略を進めていった。11月28日に最北端のナァ島まで達し、少数の日本兵とガダルカナルの戦いを彷彿させるようなジャングル内の白兵戦を演じてこれを殲滅した。ベティオ島以外のタラワ環礁における戦いで、アメリカ海兵隊は91人が死傷したが、日本兵175人を掃討し、朝鮮人捕虜2人を得た。
司令官の柴崎が艦砲射撃で戦死したときに、自分の戦車と同乗の戦車兵を失っていた大貫唯男海軍上等兵曹は、その後も歩兵として戦い続け、最後の夜襲にも参加予定であったが、出撃前に潜んでいた地下壕がアメリカ海兵隊に発見され、火炎放射器で攻撃された。その火炎放射でこれまで一緒に戦ってきた15人の戦友は焼死したが、大貫は奇跡的に戦友の遺体の下敷きとなって火炎放射を避けることができ、軽症の火傷で生き残った。どうにか地下壕からはい出したときには、最後の夜襲は終わっており、戦場は静寂に包まれていた。これまで死ぬ気であった大貫も、全くの予想外で生存したことから命が惜しくなり、可能なかぎり生き抜こうと決心して、夜陰に紛れて、タラワ環礁内の隣の小島まで海を渡って行った。しかし、その島も既にアメリカ海兵隊に占領されており、大貫はアメリカ海兵隊の目を盗みながら、小魚や小エビや椰子の実を食べてかろうじて生きながらえていた。
やがて、あちこちの島から大貫と同様な境遇の7人が集まり、しばらくは共同生活をしていたが、小島でアメリカ海兵隊の目を盗みながら集められる食料はたかが知れており、そのうち、生きるためにまた全員がバラバラに散っていった。特に大貫を苦しめたのが飲料水の不足であり、やむなく海水を飲んで渇きをいやしていたが、3週間も経ったころには限界を迎えて、意識が朦朧としているところをアメリカ海兵隊員に見つけられて捕虜となった。大貫を発見したアメリカ海兵隊は日本兵がまだ生存していることを認識し、タラワ環礁内を徹底的に捜索した結果、一旦は別れた7人も全員捕虜となった。大貫と7人の日本兵は、十分な食事を与えられ、治療を受けた後、アメリカ国内の捕虜収容所を2年間転々とし終戦を迎えた。

#### アメリカ軍の義務教育

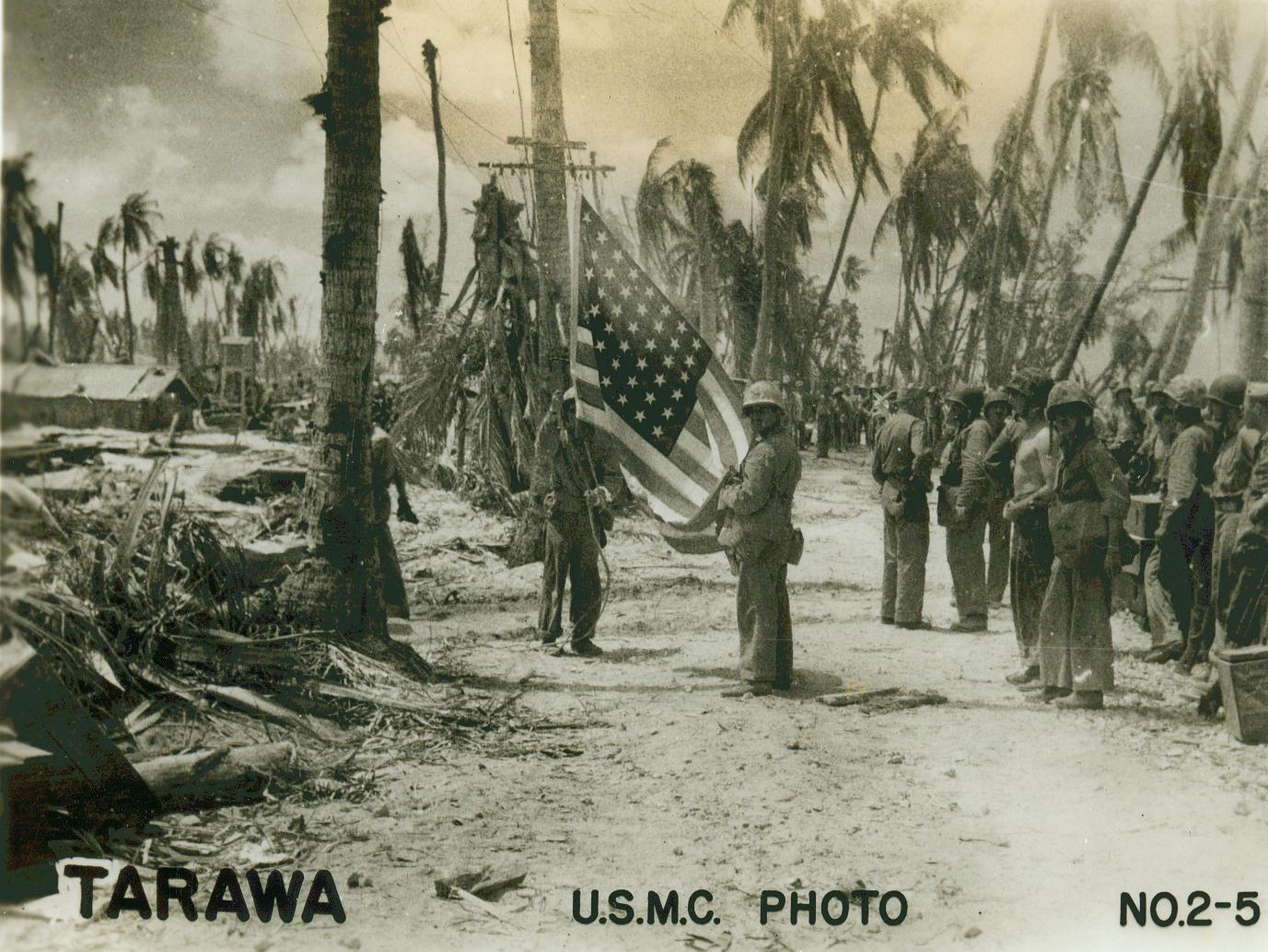
タラワ確保後に行われたアメリカ国旗掲揚式

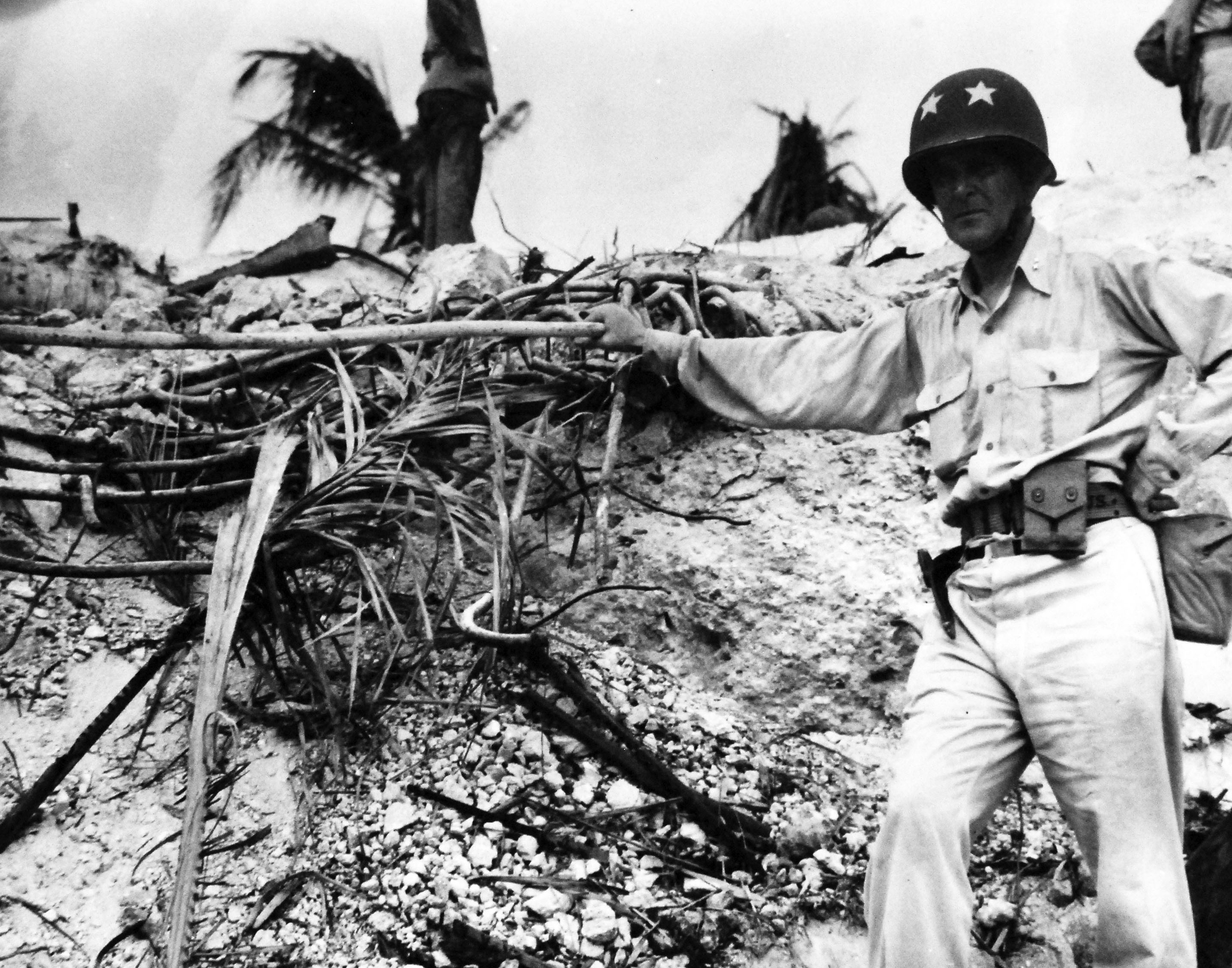
戦闘終了直後のタラワを視察する第53任務部隊司令官ハリー・W・ヒル少将

アメリカ海兵隊がタラワを確保した後、アメリカ軍高官らの戦場視察が始まった。11月25日には、ようやくマキンの攻略に目途を付けたホーランド・スミスがタラワを訪れた。午前中はPBYカタリナ飛行艇で上空からタラワを観察したが、あまりの惨状に下記の印象を抱いた。
午後にタラワに上陸したホーランド・スミスは、飛行場付近で簡単な国旗掲揚式を執り行ったが、島上には3日間の戦闘で疲労困憊して汚れ切ったアメリカ海兵隊員がアメリカ海兵隊員があふれていた。アメリカ海兵隊員の多くは放心状態で腰を下ろし、遠くを見つめるような目つきをしており、それを見てホーランド・スミスは衝撃を覚えた。その後は戦場を見て回り、特に日本軍の構築していた陣地の頑強さに目を見張った。ホーランド・スミスは従軍した第一次世界大戦での記憶を振り返り「この日本軍は、防御施設の構築にかけては名人揃いであった。私は前大戦ではこれらの防御のようなものは決して見なかった。ドイツ軍はこのようなものは構築できなかった」と感想を述べている。陣地の多くは艦砲射撃や艦載機の爆撃では殆ど破壊されておらず、ホーランド・スミスは「海軍は砲撃の効果的な効果を誇張する傾向があり、この欠点のせいで仕事が不完全におこなわれることになった」と、アメリカ海兵隊が上陸する前に、もっと徹底した砲爆撃を加えるべきであったとアメリカ海軍を批判したが、この後の水陸両用作戦においても、この問題は繰り返されることとなった。（詳細は#戦いの評価・教訓で後述）
翌11月26日には、第53任務部隊司令官ハリー・W・ヒル少将も上陸した。ヒルもホーランド・スミス同様に激しい衝撃を受け、「我々にとって（タラワは）義務教育」と考えて第5艦隊司令官レイモンド・スプルーアンス 中将にも視察を勧めた。11月27日にスプルーアンスは旗艦「インディアナポリス」から上陸用舟艇に乗り込みタラワに上陸した。スプルーアンスは日本軍の巧みな陣地構築状況を目にして、砲爆撃が見込みに反して日本軍の防御力を大幅に低下させられなかった理由を理解できた。スプルーアンスら海軍高官は、このような凄惨な戦場をこれまで見た経験がなく、皆一様に衝撃を受けていたが、スプルーアンスも例外ではなく、表情は無表情で、その場では意見を述べることすらできなかった。視察後にスプルーアンスは妻に宛てた手紙に本音を書いており、日本兵の遺体でいっぱいであったトーチカを見て「一目見ただけで耐えられない思い」がしたことに加えて、以下のように、今後の日本軍との戦いの展開についての予想も書いている。
このスプルーアンスの予想は的中し、スプルーアンスはサイパンの戦いや硫黄島の戦いなど、タラワの戦いより大規模の殲滅戦を余儀なくされることになる。しかし、これはスプルーアンスは軍人としての職業的義務感によることばであり、このタラワの戦闘の後、日本兵への敵意をむき出しにした圧倒的多数のアメリカ軍人やアメリカ国民とは異なり、日本兵に対する敬意を持ち続けた。1944年に入って真珠湾の捕虜収容所の前を通りかかったさい、鉄条網の中にいた日本兵の捕虜に対して「君たち日本軍の戦闘ぶりは立派だ」と日本兵にも判るように簡単な英語で何回も語り掛けた。海軍大将を示す4つ星の肩章を付けた将官が熱心に語り掛けてきたので、捕虜の日本兵は驚いていたが、それを見守っていた多くのアメリカ海軍の高級軍人も驚いている。他にもスプルーアンスは、戦闘で負傷して捕虜となった日本兵を病院船で見舞ったこともあった。

### 日本軍の救援作戦

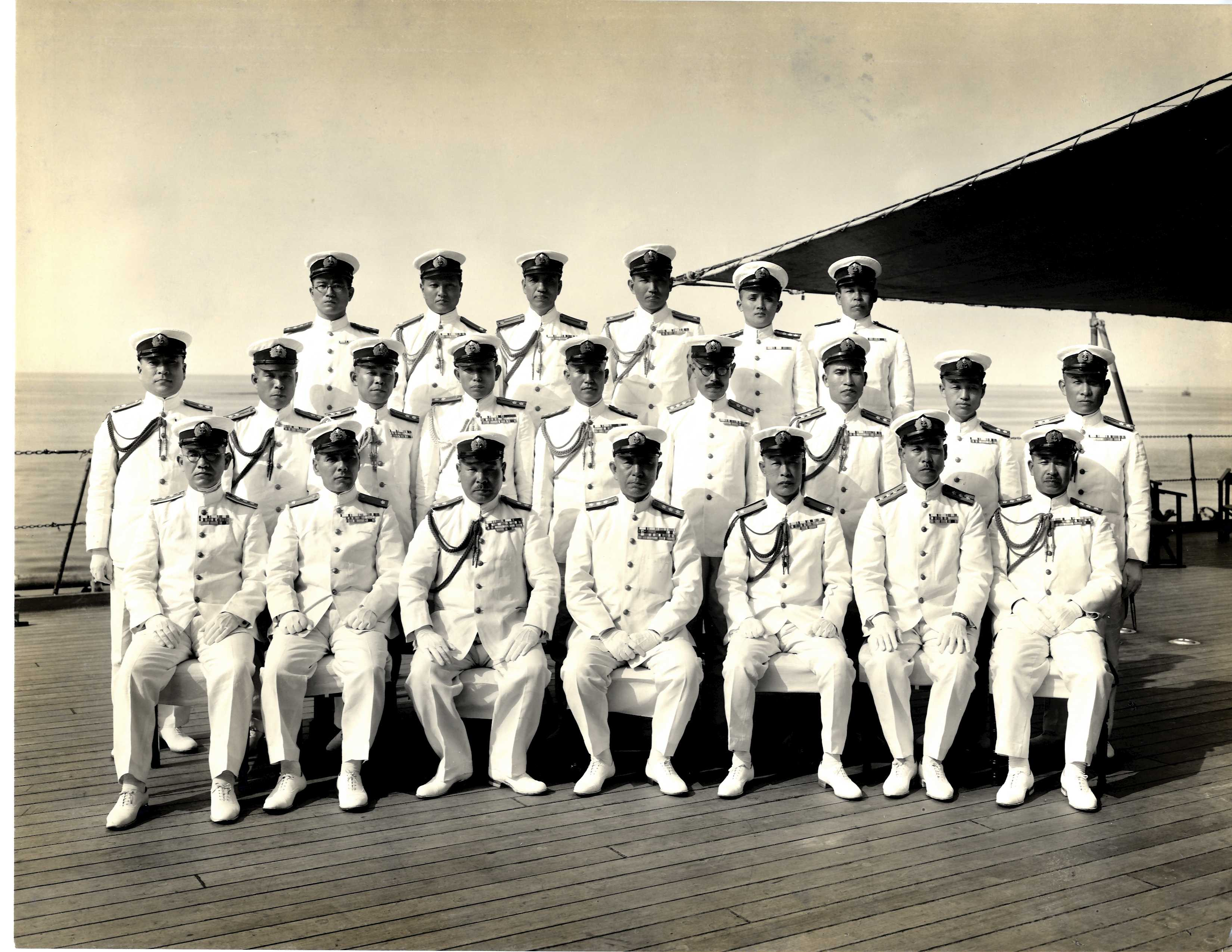
タラワの戦い当時の連合艦隊司令部、最前列中央が連合艦隊司令長官古賀峯一大将

タラワの戦いの間、アメリカ軍の来襲を知った日本軍は、救援のために以下のような作戦をおこなっていたが、十分な成果を上げることは出来なかった。
まず連合艦隊は、上陸のあった21日に、ポンペイ島にいた陸軍甲支隊の派遣を決めた。軽巡3隻（那珂、五十鈴、長良）、駆逐艦2隻（雷、響）、輸送船2隻からなる輸送部隊と、重巡4隻（鳥海、鈴谷、熊野、筑摩）、軽巡1隻（能代）、駆逐艦5隻（早波、藤波、初月、野分、舞風）からなる邀撃部隊を編成し、26日までにマーシャル諸島のクェゼリンに進出させた。しかし、タラワからの通信が22日の午前中から途絶し続けたために、甲支隊の派遣は中止された。
つぎに連合艦隊は潜水艦9隻をギルバート海域に進出させ、米海軍機動部隊の攻撃及び索敵を行った。その結果、24日に伊175潜（田畑直艦長）がマキン沖で護衛空母リスカム・ベイの撃沈に成功したが、日本軍は引き換えに伊19など潜水艦6隻を失った。
また、マーシャル諸島のルオットから出撃した海軍航空隊による反撃も行われた。21日にはギルバート沖の米機動部隊を目標としたギルバート諸島沖航空戦が展開され、軽空母インディペンデンスを大破させた。22日には陸攻9機、戦闘機39機が発進したが、天候不良のため途中で引き返した。この攻撃隊は陸攻の魚雷を爆弾に積み替えて、タラワ上陸部隊の昼間攻撃に再び発進したが、これも天候不良のため途中で引き返すこととなった。
22日の夜にルオットを発進した陸攻4機は深夜、タラワ上空に到着した。陸攻は米軍の上陸地点と思われる地点を二航過して爆弾8発を投下し、米軍は戦死者1名と戦傷者8名を出した。しかし、米軍によればこの爆撃は日本軍陣地にも着弾してしまい、日本軍にも被害が出たと思われるが詳細は不明である。
連合艦隊はこの一連のギルバート諸島沖航空戦で空母を8隻撃沈したと過大戦果報告を行っており、大本営もこれを終戦まで信じていた。その他の艦船も多数撃沈破したと判断していた大本営は、アメリカ軍がその損害から立ち直るのに相当な期間を要するので、アメリカ軍の中部太平洋への進撃の時期は遅れると、誤った戦果判断で都合のいい予測をしていた。その結果、中部太平洋への陸軍部隊の増強の時期などで少なくはない影響を及ぼしている。ギルバート諸島への侵攻に関しては、常に日本軍は後手に回っており、連合艦隊の情勢判断は、アメリカ軍の計画と対比すると3週間ものズレがあって、連合艦隊はタラワやマキンを救援することはできなかった。連合艦隊が緻密な偵察活動で、より正確な戦況分析とアメリカ軍の侵攻計画を察知できていれば、もっと効果的な戦力配置によって、アメリカ軍の損害はさらに甚大になっていたと評されている。
連合艦隊がギルバート救援のために艦隊を出撃させることができなかったことに対してニミッツは「日本艦隊は、島帝国のいかなる地点に対するアメリカ艦隊の進攻企図を破砕するために出撃し、強力な抵抗をする用意がなかった」と見透かし、この後の中部太平洋への進攻に対する自信を深めている。

## 両軍の損害

### 両軍の人的・物的損失
日本軍

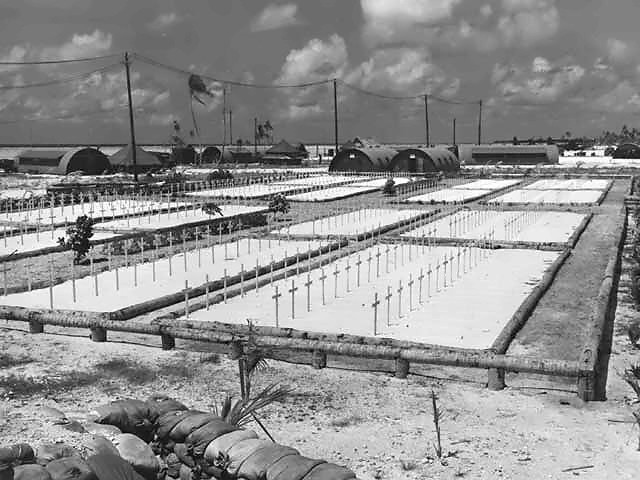
戦闘終了直後に作られたタラワで戦死したアメリカ海兵隊員の墓地

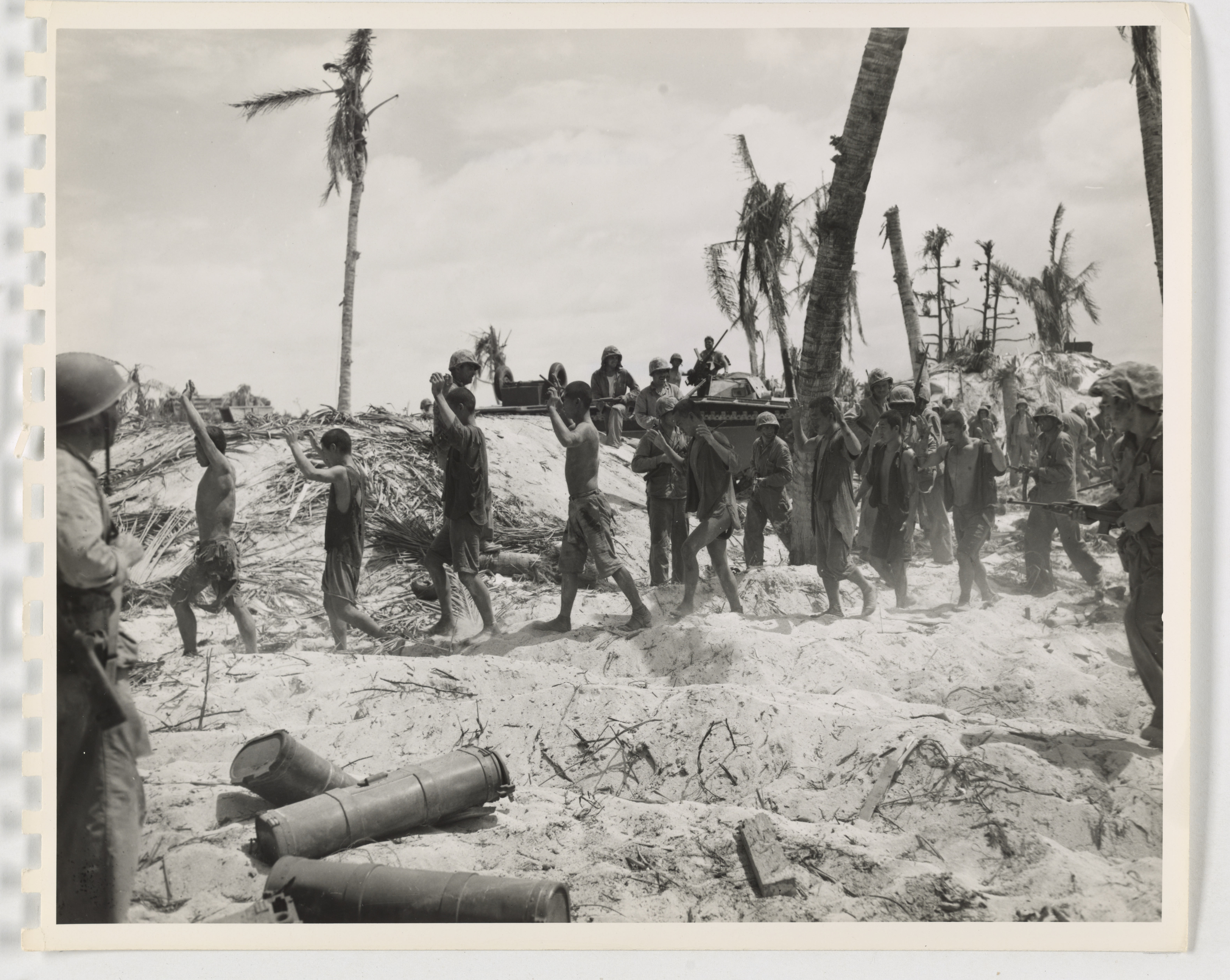
投降した朝鮮人労務者

- 戦死者（軍属を含む）4,455名[9]～ 約4,500名
- 捕虜
  - 軍人 14名[9]～17名
  - 朝鮮出身軍属 129名～132名[9]

アメリカ軍
- 戦死・行方不明者 1,009名[199]～1,140名 [12]
  - うち海兵隊員 980名[200]～1,115名[13][5]
  - うちアメリカ海軍兵士25名[12]～29名[201]
- 戦傷者 2,101名[202]～2,309名[12]
- 戦車33輌[203]
- アムトラック（Amtrak）90輌[12]

戦闘の結果、タラワ島を守備した日本軍は、文字通り全滅した。捕虜となって生き残った者は、負傷して意識不明の状態で捕えられた者などごく一部だけであり、負傷して戦えなくなった日本兵の殆どが自決した。日本軍は最後まで投降せずに戦い続け「海兵隊、くたばれ」、「海兵隊の血を飲んでやる」など、恐ろしい叫び声をあげながら海兵隊に襲い掛かり次々と倒され、日本兵の大量の遺体がベティオの砂浜や海や廃墟と化した塹壕に横たわっていた。両軍の大量の遺体が転がり、武器や残骸や燃え盛る廃墟や樹木が小さい島を覆いつくすさまは、まるでダンテ・アリギエーリの神曲の地獄編そのものだとアメリカ兵たちは感じていた。一方で設営隊に多数所属していた朝鮮人労務者は、その多くが日本兵と運命を共にしたものの、129人が捕虜となっている。戦闘直後の捕虜の写真が多数撮影されているが、写っているのは殆どが日本兵ではなく朝鮮人労務者であった。捕虜となった朝鮮人労務者は、捕まると「自分は日本兵ではないと」必死に主張し、戦死したアメリカ海兵隊員の遺体の埋葬などの協力を積極的に申し出てきたという。
アメリカ軍の人的損害も極めて大きなものであった。タラワの戦いには、大統領フランクリン・ルーズベルトの情報公開すべきとの方針によって、始めて、ノーマン・ハッチらの映像の撮影スタッフが戦闘を映像に残すために同行し、また多数の従軍記者も激戦のさなかにアメリカ海兵隊員と一緒にタラワに上陸した。そのうちの一人が後にタラワの戦いの詳細な戦記を執筆したタイム誌のロバート・シャーロッドであったが、タラワ攻略後に映像スタッフが撮影した凄惨な戦場の映像を見てショックを受けたルーズベルトは、シャーロッドに直接「かなりむごたらしいんだ。遺体がたくさん写っている」と話すと、この映像の公開の是非について意見を求めている。シャーロッドは全く臆することなく「戦争はむごたらしいものですよ、大統領」と答えると、当たり前のこととしてぜひ公開すべきという意見を述べた。また、シャーロッド自身も、タイム誌に詳細な取材結果を寄稿し、以下のような見解も述べている。
アメリカ海兵隊総司令官アレクサンダー・ヴァンデグリフト中将も、これまでは規制してきたアメリカ兵の遺体の写真の公表を認め、アメリカ国内でこれらの映像や写真が公表されると、ルーズベルトやヴァンデグリフトの目論見とは異なり、アメリカ国民に激しい衝撃を与えた。新聞各紙は「かかる悲劇を再びひきおこしてはならぬ」と怒号し、国会議員も「我が諜報部は欠点だらけのものであったに違いない」と断じた。このアメリカ海軍、アメリカ海兵隊への批判には、その総司令官である連合国太平洋軍総司令官兼アメリカ太平洋艦隊司令官チェスター・ニミッツ提督と激しく主導権争いをしていた、連合国南西太平洋軍司令官ダグラス・マッカーサーも同調し「優秀な指揮官は自分の部隊が不必要に高い損害を被ることを許さない」と発言してニミッツを牽制している。
ニミッツの上官にあたる合衆国艦隊司令長官兼海軍作戦部長アーネスト・キング元帥は、ニミッツを呼びつけると、新聞各紙が、タラワの戦いはゲティスバーグの戦いでの南軍ロバート・E・リー将軍によるピケットの突撃のようであると批判していることに対して、ニミッツが効果的な情報公開をせずに、このような的外れな批判がアメリカ海軍に向けられていることを叱責し、「あっち（ピケットの突撃）は失敗だけど、こっち（タラワの戦い）は勝っている」「勝利である事実に触れもせず」損害ばかりを強調するような報道をニミッツが容認していると嘆いた。また、戦死したアメリカ海兵隊員の遺族からもニミッツへ批判が殺到した。その中には「あなた（ニミッツ）が私の息子をタラワで殺したのです」という激烈な批判もあったが、ニミッツはこうした批判の投書には全て目を通して「これは指揮官としての責任のひとつだ」として可能な限り返事を書いている。

### 戦いの評価・教訓

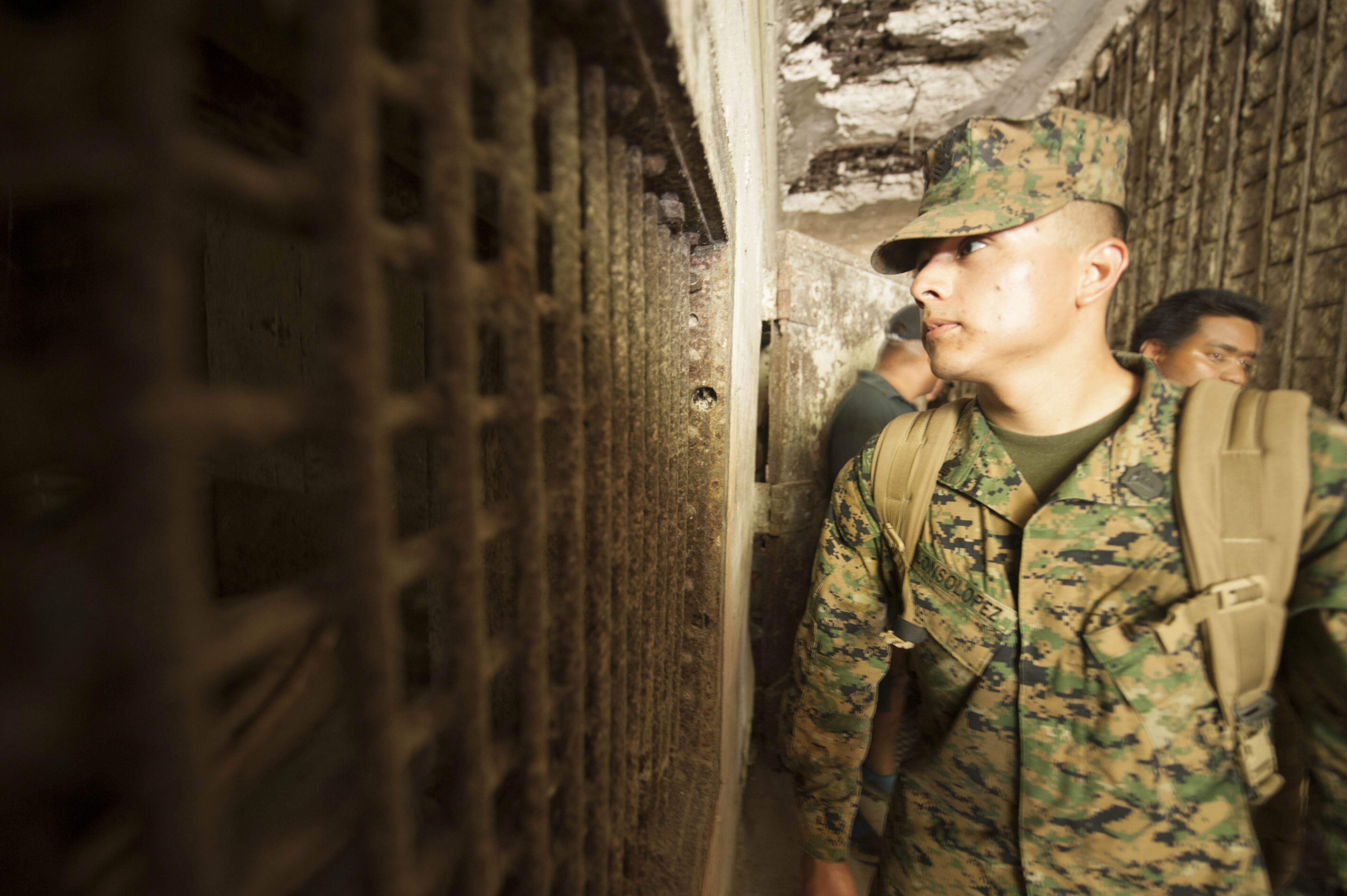
2013年に多国間演習が行われた際、タラワの日本軍陣地跡を見学するアメリカ海兵隊の海軍衛生兵

アメリカ海兵隊の受けた損害は甚大であったが、この作戦は史上初の真の水陸両用強襲上陸作戦であり、アメリカ軍もアメリカ国民も、戦争に安易な道はなく、勝利の代価は常に血であることを十分に認識できていなかったことが、国内での大きな論争が生じた要因でもあった。時が経ち、冷静に作戦が評価されるようになると、タラワを視察したヒルが述べたように「（タラワは）義務教育」として、貴重な教訓がいくつも得られた。その一部が下記の通りである。

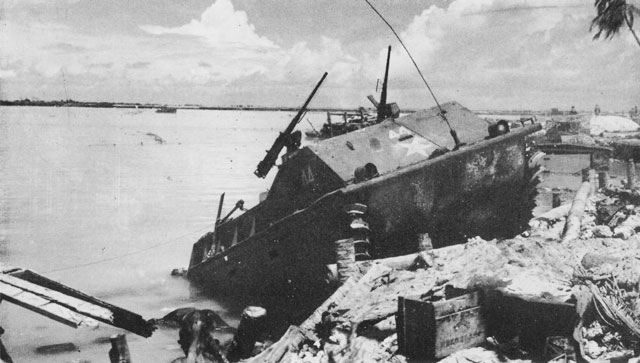
撃破されたアムトラック

1. アムトラックは投入された125輌のうち90輌が撃破されて損失率は実に72％にも上り、その乗組員も約500名のうち323名が死傷するという壊滅的な損害を被った。このため後続部隊は上陸用舟艇で浅瀬まで行って、その後は海上を徒歩で海岸を目指す羽目になり大損害を被った。この反省により、アムトラックの生産が強化されて、この戦い以降の敵前上陸作戦ではより大量のアムトラックが作戦に投入されることとなった[89]。
2. 日本軍が設けた海中の障害物でアムトラックや上陸用舟艇の航行が妨害され、海上における損害増大の要因の一つとなった。そのため、潜水具を身に着け水中で特殊任務をするために、水泳が達者な精鋭が集められて編成されていたフロッグマン（水中破壊班）がより増強され、上陸前に海中に敷設された機雷や工作物を除去する任務が強化された[209]。このフロッグマンはベトナム戦争を経て、後のNavy SEALsに発展していった[210]。
3. 海水に浸かって使用ができなくなった無線機が続出し、作戦初期には前線の状況を司令部が満足に把握できなかったので、無線機は防水化された。また海上から陸上に対する通信、艦艇間の通信も不備が多く、作戦指揮に支障をきたしたので、攻撃輸送艦に特別な通信機器を整備し、タラワの戦いでは旗艦とされていた戦艦に代わって上陸作戦指揮艦艇とし、海上から陸上への攻撃を指揮する特別任務を果たす様になった[208]。
4. アメリカ海兵隊はアメリカ海軍航空隊の艦載機による航空支援が不十分であったと考え、「直接航空支援の原則を徹底的に学んだ海兵隊のパイロット」が上陸部隊の支援を行うことができるよう、アメリカ海軍に申し出た。その申し出により、アメリカ海軍は護衛空母にアメリカ海兵隊航空隊の作戦機を搭載することを認め、この後の作戦では、アメリカ海兵隊の作戦機がアメリカ海軍の護衛空母上から作戦行動が可能になり、地上支援能力が向上した[211]。
5. タラワの日本軍陣地を艦砲射撃で十分に弱体化できなかったことから、砲撃計画が再検討されて、アメリカ海軍の援護砲撃は各段に効果的となった。アメリカ海軍に言わせれば「タラワは一言でいえば、艦砲射撃に対する考え方を革命化した」とのことであった[208]。日本軍の頑強な陣地には効果が薄かった“絨毯”砲撃は廃止され、個別の目標に対する集中砲撃が重視された。準備砲撃期間は延長され、撃ち込まれる砲弾の量も激増することになった[212]。

しかし、準備砲撃期間については、連合国太平洋軍総司令官兼アメリカ太平洋艦隊司令官チェスター・ニミッツ提督のタラワの戦いに対する評価「水陸両用強襲上陸作戦における海軍のスピード重視の主張の正しさが、これほどはっきり証明された場所はなかった」でもわかる通り、この後もアメリカ海兵隊の要望通りとはならなかった。これはタラワの戦いと同時に戦われたマキンの戦いにおいて、アメリカ陸軍第27歩兵師団が、第一次世界大戦当時の｢部隊は味方の砲兵弾幕の中を前進し、敵の戦闘力が粉砕されるまで前進しない｣という大陸型作戦を行い、進撃が停滞したため。アメリカ海軍艦艇が危険な状態でマキン沖合に停泊を余儀なくされ、その結果、支援艦隊旗艦の護衛空母「リスカム・ベイ」が「伊175」（田畑直艦長）の雷撃で撃沈され、第52任務部隊第3群司令官のヘンリー・M・ムリニクス少将と艦長のアーヴィング・ウィルツィー大佐を含む701名を失うという大損害を被ったことを教訓としたものであった。
このニミッツの「ガルヴァニック作戦」評もあって、この後のサイパンの戦いや硫黄島の戦いにおいても、アメリカ海軍はアメリカ海兵隊の望む期間の砲爆撃を行うことはなかった。アメリカ海軍は日本軍からの艦船への攻撃の危険性を避けるため、なるべく短期間の上陸支援に固執した。そのため、アメリカ海兵隊が大損害を被った硫黄島の戦いにおいては、アメリカ海兵隊の公式戦史においてすら「艦砲射撃を3日で切り上げたことは、多大な犠牲を生んだ痛烈な皮肉であったし、補足的作業（ジャンボリー作戦）が、本来の目的をないがしろにした好例だった」と舌鋒鋭くアメリカ海軍を批判し、タラワでも激しくアメリカ海軍の姿勢を批判したホーランド・スミスも「我々は、かけがえのない人命と替えのきく弾薬を天秤にかけて、馬を売買するように交渉しなければならなかった。わたしは人生でこれほど落ち込んだことはなかった」や「海軍が25年間全く考え方が変わっていない点を思い起こすと胸が悪くなる、海軍は第一次世界大戦の戦訓から前進しようとせず、むしろ後退し、時代遅れの思想に進歩を阻まれていた」と激しく批判している。
戦後になってアメリカ海兵隊はタラワの戦いを以下のように総括している。

## タラワの戦いが登場するメディア作品

### 映像作品
- 映画 硫黄島の砂 - ジョン・ウェイン主演
- 映画 ヒマラヤ杉に降る雪 - デイヴィッド・グターソンのベストセラー小説の映画化作品

- ドキュメンタリー 激戦タラワ～日米将兵の再会（ヒストリーチャンネル）
- 偵察写真が語る第二次世界大戦（ヒストリーチャンネル）
- 「With the Marines at Tarawa」 - 海兵隊の従軍カメラマンであるノーマン・ハッチが撮影したドキュメンタリー映画。米軍の重傷者や波間に漂う遺体、戦死者を海に遺棄する水葬をも含む実戦の情景が初めて米国民に公開され、一時的に志願兵の応募率が低下したという。第17回アカデミー賞の短編ドキュメンタリー部門受賞作

### ゲーム
- メダル・オブ・オナー パシフィックアサルト（Windows用ゲーム）
- コール オブ デューティ ワールド・アット・ウォー ファイナル・フロントズ（PS2用ゲーム 日本未発売）
- RisingStorm （PC用FPSゲーム） ゲームマップBetioとして登場する。日本軍は防衛側として拠点を守り、アメリカ軍は攻撃側として陣地を攻撃する。また、ベティオ島に設置されていた八九式十二糎七高角砲がマップ内のD拠点In land AA Gunのオブジェクトとして登場しており、攻撃側は梱包爆薬を使用することにより破壊することが可能。その他にも大発や九六式二十五粍三連装機銃などがオブジェクトとして登場している。

### 小説
- 「孤島の落日」人生交差点第四部「すべての始まり」(2022年 推敲堂著　ネクパブ・オーサーズプレス　ＩＳＢＮ　978-4-8020-7857-3)　タラワ環礁での戦闘を、帝国海軍特別陸戦隊員だった「私」の手記として描いた戦記小説。